# Cecil Howard
Cecil Howard, né Cecil de Blaquiere Howard, est un sculpteur et dessinateur américain. Il naît de parents anglais le 2 avril 1888 à Clifton (en), Niagara Falls, Welland County (en), Ontario, Canada, et meurt le 5 septembre 1956 à New York, État de New York, États-Unis
.
Ayant quitté Buffalo en 1905, Cecil Howard s’installe à Paris où il s’inscrit à l’Académie Julian. Âgé de dix-sept ans, il est immédiatement conquis par la vie artistique qu'il rencontre à Montparnasse. Il y passera la moitié de sa vie. Un an plus tard le sculpteur présente une première œuvre au Salon des artistes français. Ensuite, presque chaque année ce sera le Salon d’automne et/ou le Salon de la Société nationale des beaux-arts. Devenu rapidement sociétaire de ces deux institutions, il y présentera notamment des sculptures animalières réalisées au zoo d'Anvers en compagnie de son ami Rembrandt Bugatti, au cours de l’année 1909. En 1913 Howard participe à l’Armory Show de New York, Chicago et Boston. Pour cet évènement majeur qui marque l’arrivée de l’Art moderne aux États-Unis, il expose un nu féminin debout ayant pour modèle Lucy Krohg.
Après avoir expérimenté la sculpture peinte, notamment dans le domaine du portrait, Cecil Howard investit le champ du Cubisme avec une grande originalité. L’artiste intègre à ses sculptures polychromes très joyeuses, le mouvement des danseurs de tango qu’il pratique régulièrement au bal Bullier. Ces œuvres très personnelles — dont il ne reste aujourd’hui que cinq exemplaires répertoriés — font de Cecil Howard un des pionniers de la sculpture cubiste, et le situent au premier plan du modernisme de cette période. La netteté schématisée des formes cubistes se retrouvera une dernière fois dans La mère et l’enfant, réalisée en taille directe dans un bloc de marbre. Présentée au Salon des beaux-arts de 1919, elle sera achetée par Gertrude Vanderbilt Whitney et fait maintenant partie des collections du Whitney Museum of American Art, à New York. Touché par la vogue de ce que l’on a appelé « l’Art nègre », Howard a également sculpté une belle Nubienne à l’amphore fluide et stylisée, qu'il présente à New York en 1916. Il prolongera cette inspiration dans les années 1920 avec les commandes réalisées pour un baron anglais, lord Howard de Walden. Le sculpteur produira également tout au long de son activité, un grand nombre d’œuvres inspirées par sa passion du sport. Il ne cessera ainsi de représenter des corps en mouvement et d’animer son art d’une irrépressible énergie vitale.
À partir des années 1930, Cecil Howard se tourne toutefois vers une inspiration plus classique. Un retour aux sources en quelque sorte, pour le fervent admirateur de sculpture antique qu’il fut, depuis ses débuts. Cette partie de son œuvre témoigne de sa recherche permanente de la ligne pure et d’une quête de simplicité d’expression de plus en plus affirmée.
Au long d’une œuvre à la fois personnelle, riche, et variée, Cecil Howard a exploré de nombreuses formes d’expression et maîtrisé de multiples matières : dessin, peinture, sculpture animalière, nu, portrait,
bas-relief, monument, sculpture polychrome, cubisme, art nègre, sculptures représentant danseurs et d’athlètes, Arts décoratifs, modelage et taille directe, pierre, marbre,
bois, plastiline, argile, terre cuite, plâtre, cire perdue, bronze, argent, patine. Au contact des différents mouvements artistiques de son époque il aura contribué à la création de nouvelles harmonies de formes et de volumes, participant ainsi pleinement aux diverses évolutions de son temps.
Cecil Howard est le frère de la cantatrice Kathleen Howard, et de Marjorie Howard, journaliste et rédactrice de mode pour Vogue et Harper's Bazaar. Il est également le père du cinéaste Noël Howard, et le grand-père du comédien Yves Beneyton.

## Une vie des deux côtés de l'Atlantique

### Les deux rives du Niagara
Cecil de Blaquière Howard est le quatrième et dernier enfant de George Henry Howard et Alice Augusta Farmer. En 1862 son père quitte l'Angleterre pour le Canada, où il fait partie de la direction de la Great Western Railroad. Après leur mariage à Woodstock, Ontario, en 1877, les Howard emménagent à Niagara Falls, sur la rive canadienne du Niagara, lieu de naissance de leurs quatre enfants. Ils s'installeront ensuite en 1890 sur la rive américaine de la rivière, à Buffalo, dans l’État de New York. George Henry Howard crée d'abord une banque privée puis une entreprise de vente de charbon à domicile. Ayant opté pour la nationalité américaine le 27 janvier 1896, celle-ci s'étend au reste de sa famille, mais atteint d'un cancer il meurt le 3 avril de cette même année.

### Art Students League de Buffalo
Entouré d'un père musicien accompli, d'une mère pratiquant l'aquarelle et de deux sœurs aînées également musiciennes, Cecil Howard montre très tôt des dispositions pour la création artistique. En 1901 — il a alors treize ans —, il partage ses études entre la (en) Masten Park High School le matin, l'Art Students League de Buffalo l'après-midi, et des cours de dessin avec (en) Urquhart Wilcox le soir après dîner. Ne possédant pas de classe de sculpture à cette époque, l'Art Students League engage  James Earle Fraser, qui vient de New York plusieurs fois par semaine pour lui donner des cours. En 1903 — étudiant maintenant à la  Lafayette High School (en) — il convainc sa mère d'arrêter l'école pour se consacrer exclusivement à la sculpture et au dessin. L'année 1904 se termine par un prix de 10 dollars à l'exposition des élèves qui se tient dans l'Albright Art Gallery. En mars 1905, sur les conseils de James Earle Fraser, Howard et sa mère embarquent pour Paris où sa sœur Kathleen étudie l'opéra.

## Jeunesse à Montparnasse
Installé à Paris avec sa mère dans un petit appartement au no 240 du boulevard Raspail, Cecil Howard intègre l'Académie Julian, rue du Dragon, où James Earle Fraser avait étudié une décennie plus tôt. Ses professeurs sont maintenant Raoul Verlet et le sculpteur animalier genevois Oscar Waldmann. Il y sera récompensée par divers prix et médailles au cours de cette première année 1905-1906. Dès le mois de mai, Howard a présenté au Salon des artistes français une sculpture en plastiline intitulée La Fin du jour. Elle représente « un paysan en blouse et sabots, épuisé par le travail de la journée et assis en biais sur son lourd cheval de trait ». Il vient d'avoir dix-huit ans ce qui fait de lui le plus jeune exposant du Salon. La mère de Cecil Howard rejoint alors ses deux filles installées en Allemagne. La petite rente sur laquelle elle vit depuis la mort de son mari lui permet à peine de verser une mensualité de 200 francs à son fils. Malgré ces maigres revenus, arrondis par la vente de quelques dessins de mode et autres petits boulots, le jeune sculpteur installe son premier atelier au no 51 du boulevard Saint-Jacques. Cherchant de nouvelles sources d'inspiration après deux ans passé chez Julian, il fréquente avec assiduité la ménagerie du jardin des Plantes à la recherche de modèles animaliers, « qui ont le grand avantage sur les humains de ne pas demander à être payés ». Il y rencontre un habitué des lieux, Rembrandt Bugatti, avec lequel il se lie d'amitié. Fin 1908, les deux hommes en quête de nouveaux modèles s'installent en Belgique, pour travailler au zoo d’Anvers.

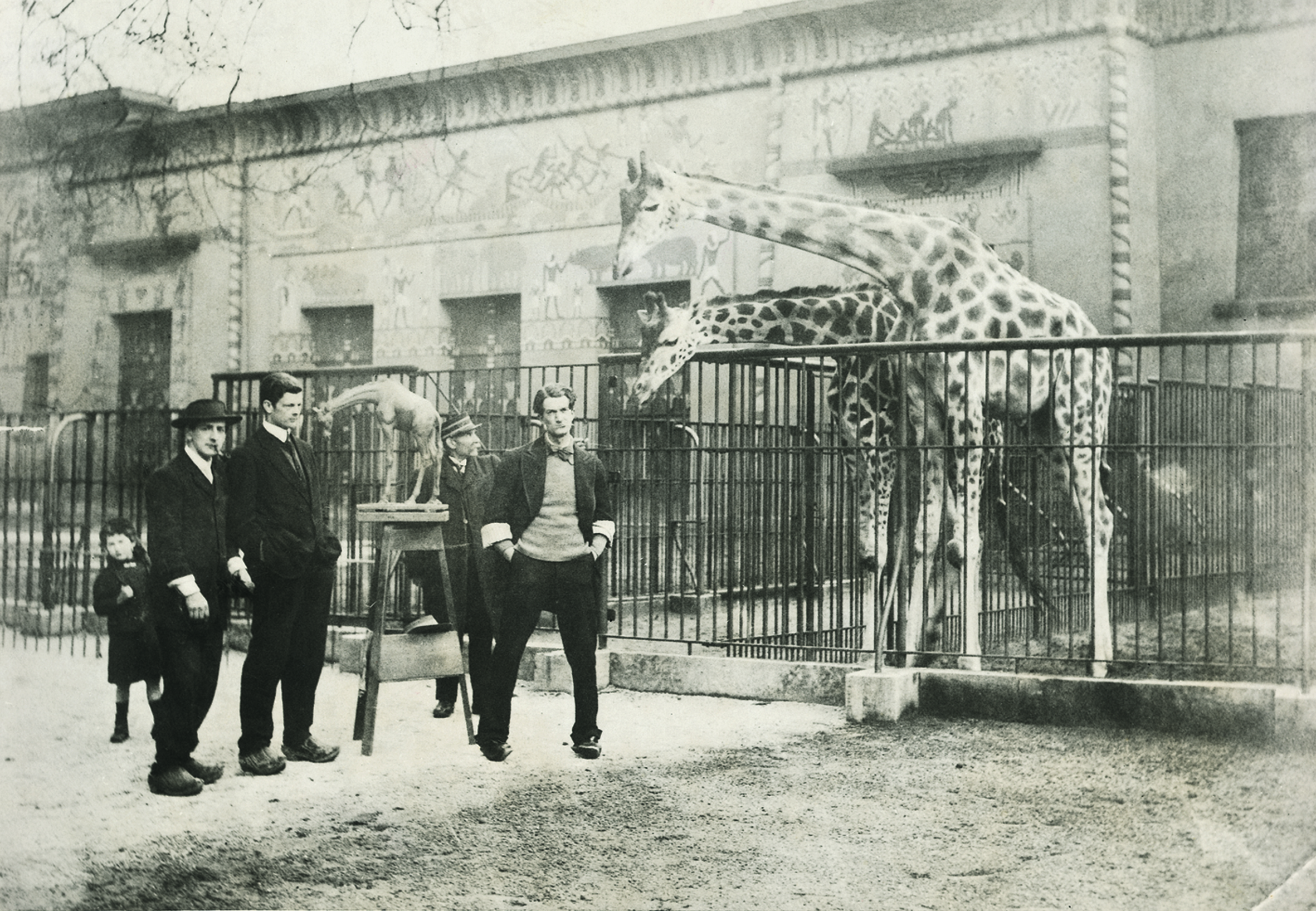
Rembrandt Bugatti, Cecil Howard, Albéric Collin (?), Zoo d'Anvers, 1909

 Un an plus tard, la dizaine de statuettes animalières exposée par Howard au Salon d’automne de 1910, lui permet de devenir sociétaire de cette institution à laquelle il peut désormais participer sans être sélectionné par le jury. Ce goût pour la sculpture animalière lui vaudra à cette époque au Quartier latin, le surnom de « Barnum Howard ». Pendant son séjour à Anvers en 1909, le jeune sculpteur s'est rendu à Metz, puis à Darmstadt, auprès de sa sœur Kathleen engagée pour trois saisons d'opéra. À cette occasion il lui dessine plusieurs costumes dont celui d'Amnéris dans Aïda, inspiré des antiquités égyptiennes du musée du Louvre. Démarche originale à une époque où les artistes de la scène ne se préoccupent pas de vraisemblance, et plus particulièrement les femmes qui doivent fournir leur propre garde-robe. Les vacances d'été se passent en famille à Giverny, dans le fameux hôtel Baudy voisin de la maison de Claude Monet, et adopté par la colonie des peintres américains de l'Académie Julian, dès la fin du XIXe siècle.

### Armory Show
Cecil Howard emménage en 1910 dans l'atelier qu'il occupera durant vingt-deux ans au no 14 de l'avenue du Maine à Paris, et qu'il partage avec le peintre et dessinateur anglais Cecil C. P. Lawson. Il se lie d'amitié avec les peintres illustrateurs Guy Arnoux, André Dignimont, Joë Hamman, le sculpteur américain Jo Davidson, le peintre norvégien Per Krohg et sa compagne Cécile Vidil, dite Lucy, qui deviendra Lucy Krohg en 1915.

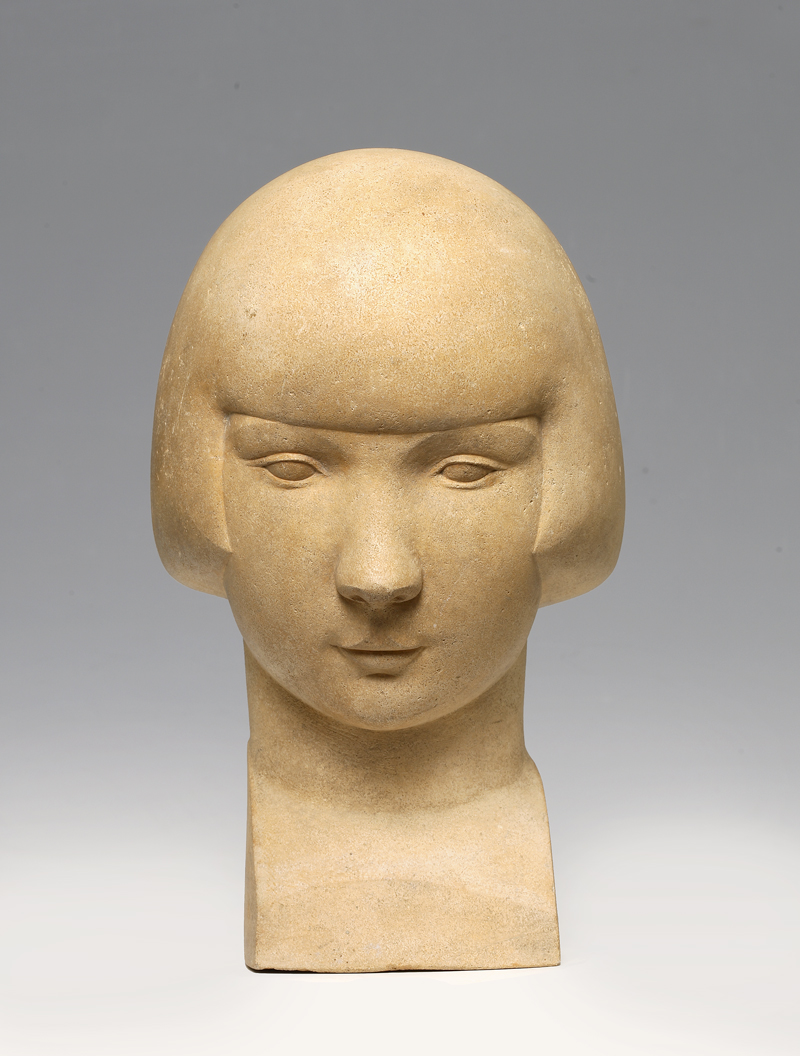
Lucy Krogh
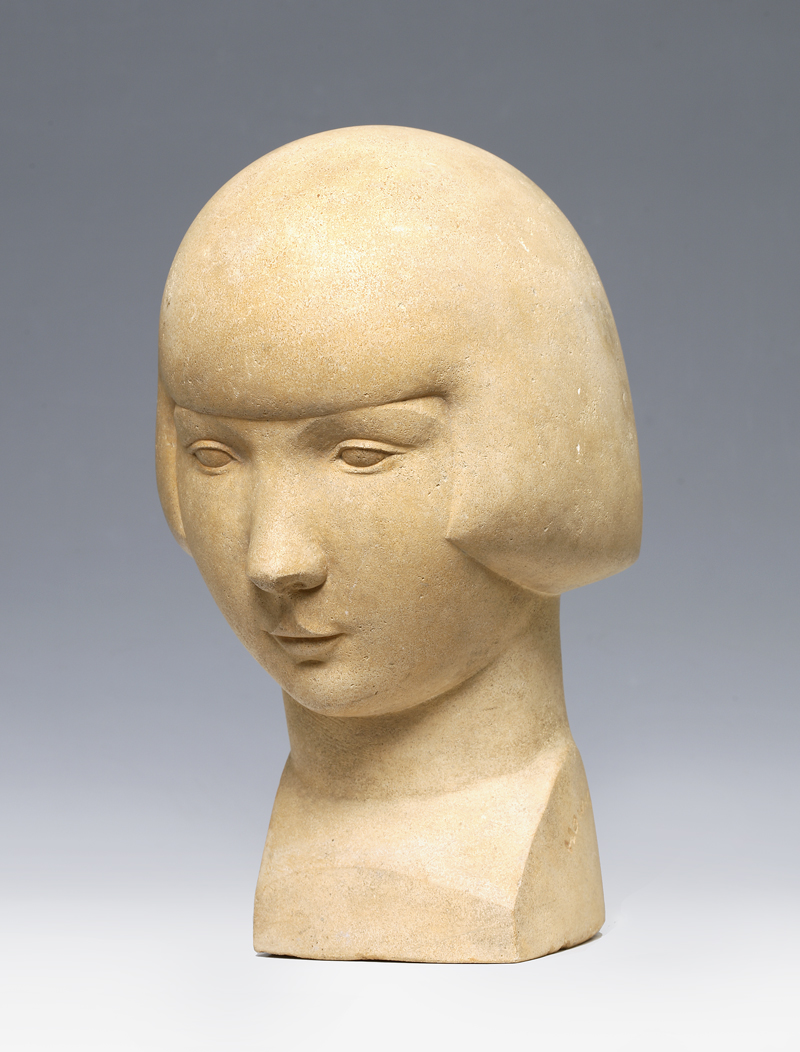
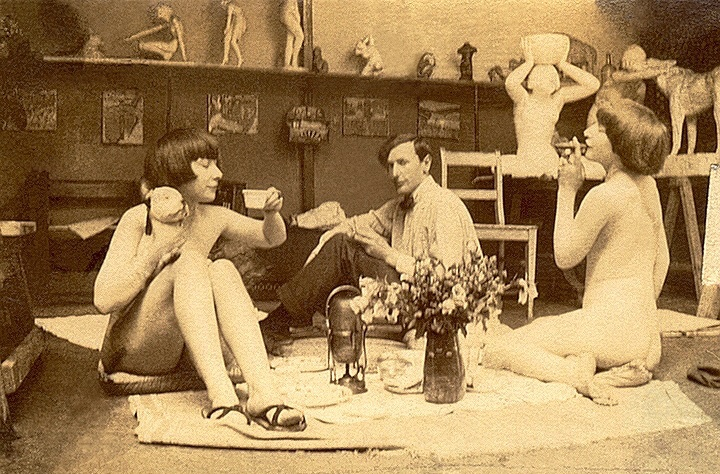
Pause café, 1910-13
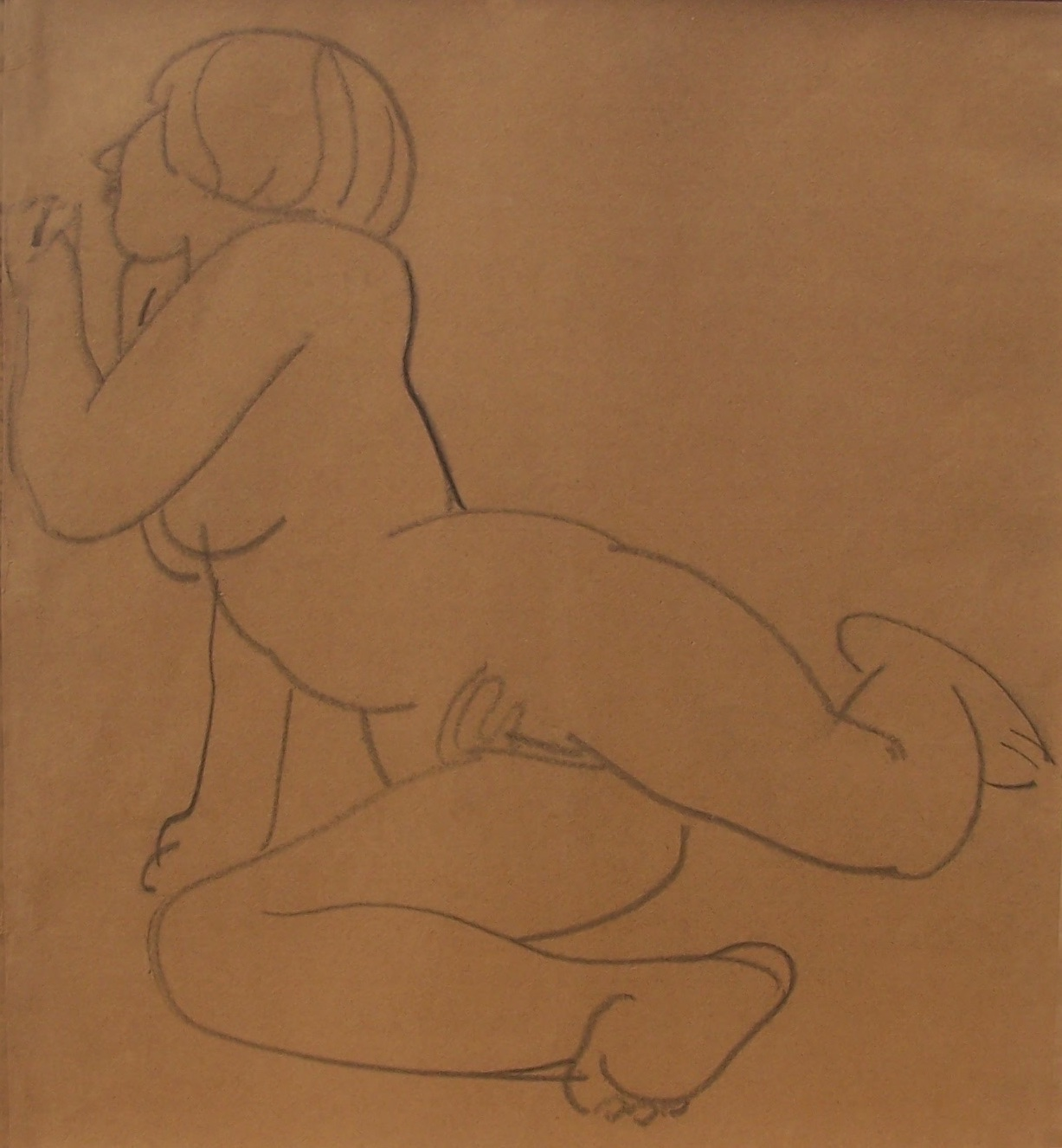
Céline Coupet

 Le travail d'atelier alterne avec les nombreuses fêtes et bals costumés ponctuant la vie à Montparnasse. Grâce aux Krogh il rencontre en 1911 sa future épouse Céline Coupet, modèle de peintre de dix-sept ans fraîchement arrivée de son Limousin natal. Grands habitués du bal Bullier, lieu de leur rencontre, ils sont avec le couple Krogh des danseurs de tango passionnés et admirés. Rapidement, et jusqu'au début de la guerre, les leçons de danse deviennent un important complément de revenus. Cette année-là le sculpteur présente une série animalière dans une exposition qu'il partage avec le prince Paul Troubetzkoy. Au Salon de la Société nationale des beaux-arts de 1912 dont il devient également sociétaire, Howard remporte un certain succès avec La jeune femme au chien, un nu féminin accompagné d'un berger allemand. Le musée du Luxembourg semble intéressé « mais le conservateur renonce à cet achat en découvrant avec stupéfaction la jeunesse de son auteur, qui à vingt-quatre ans en paraît dix-huit ». Comme la plupart des œuvres de cette première période la statue a disparu et il n'en subsiste qu'une mauvaise photographie. En effet Cecil Howard produit beaucoup, et n’ayant pas toujours les moyens de faire des tirages en bronze il expose souvent ses plâtres. Disposant d'un espace limité il détruit ensuite régulièrement les œuvres qui n’ont pas trouvé acheteur. Après avoir exposé de nouvelles sculptures animalières au Salon d'automne de 1912, Howard participe début 1913, à sa première exposition aux États-Unis : l’Armory Show de New York, Chicago, et Boston. Pour cet évènement majeur qui marque à grand bruit l’arrivée de l’Art moderne sur le continent nord-américain, le sculpteur présente un nu féminin en pierre tout en rondeurs stylisées et d'une grande simplicité de lignes, ayant pour modèle Lucy Krohg. Derrière les pieds de la jeune femme debout, le sculpteur a dissimulé un chat à peine ébauché.

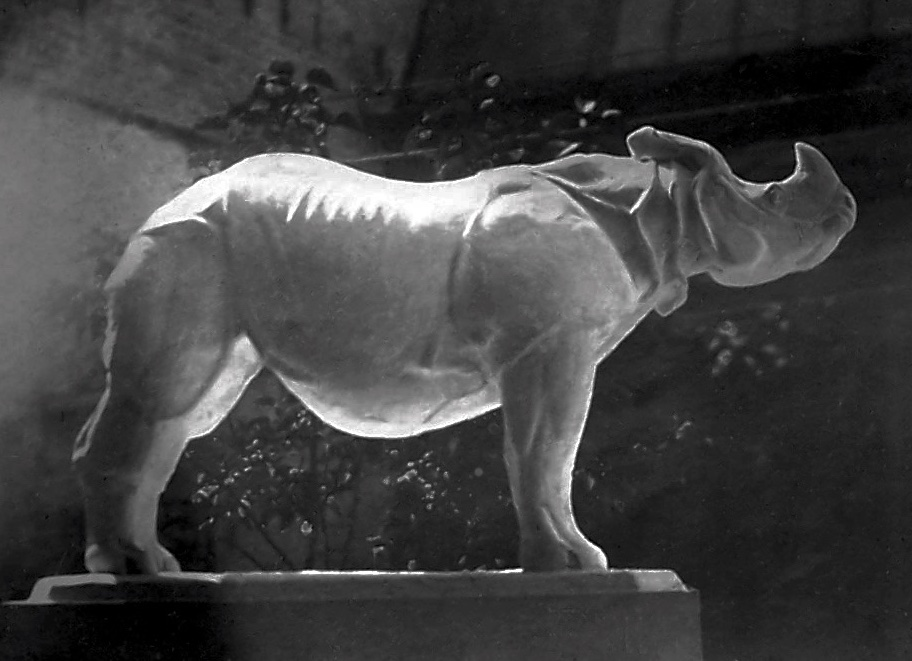
Étude, Anvers 1909
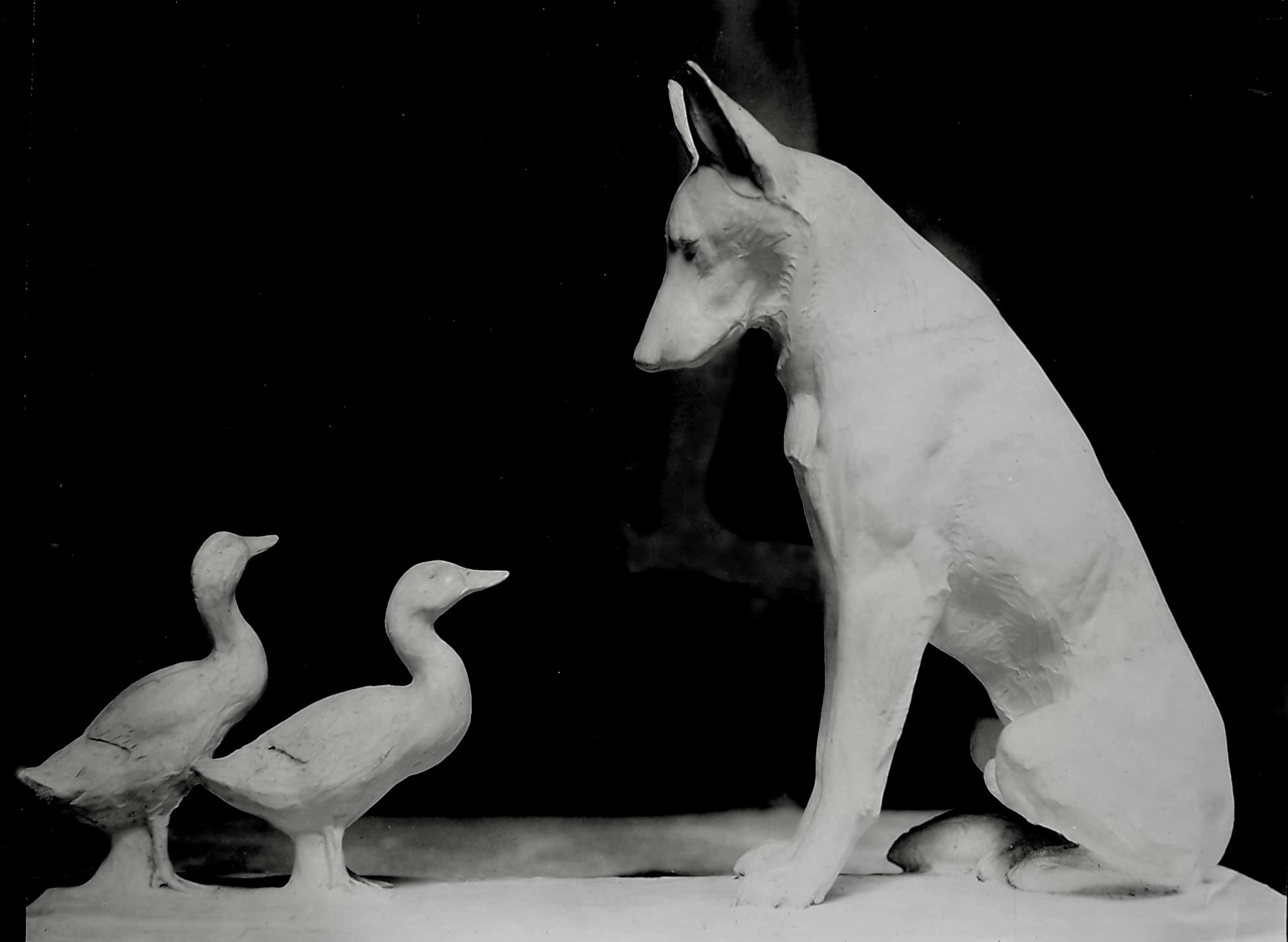
Salon d'Automne 1912,
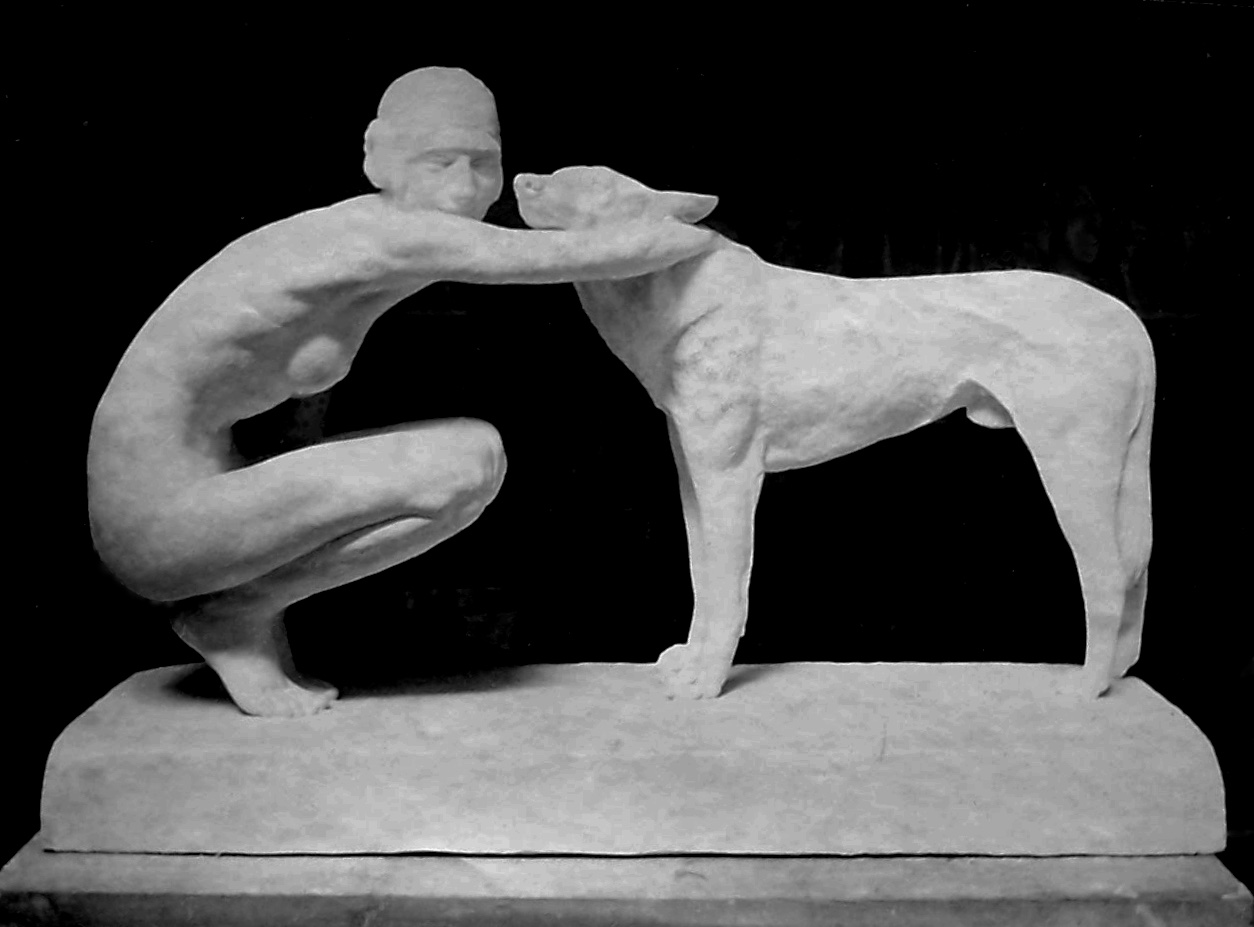
Jeune femme au chien,
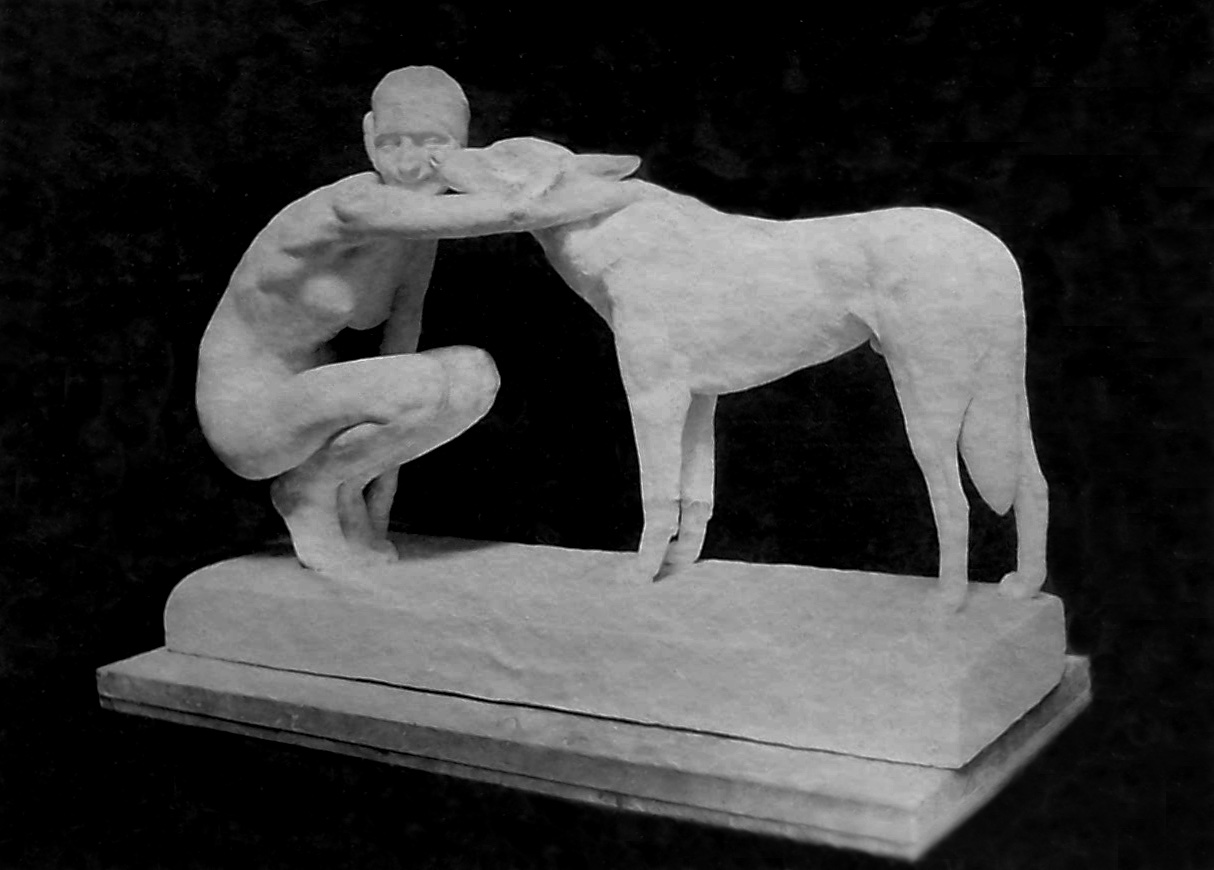
1911-12
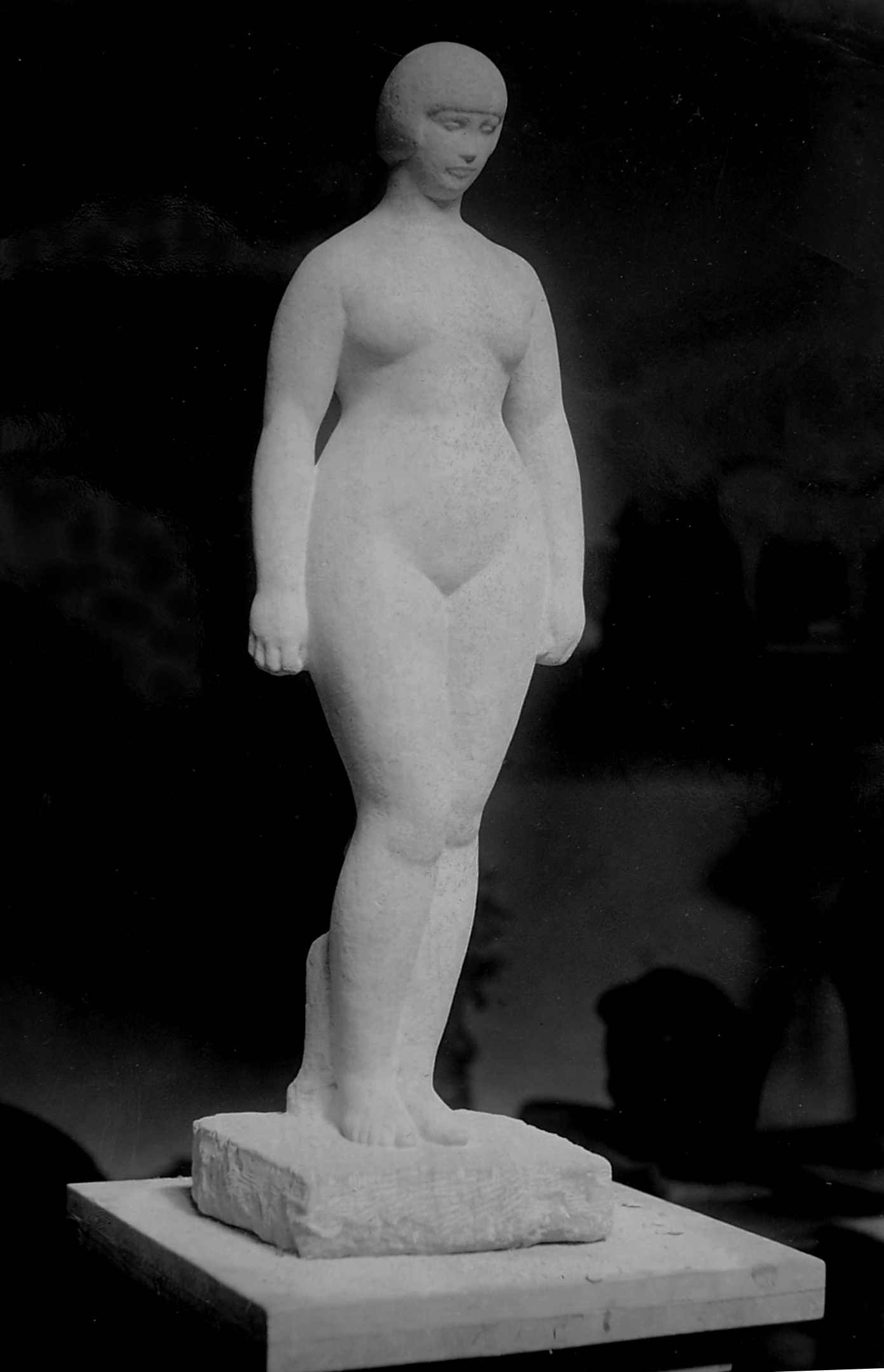
Lucy Krohg, 1911-12

### Mobilisation générale
Pendant l'hiver 1913-1914 la fête bat son plein à Montparnasse. Les danses nouvelles font fureur, elles permettent d'oublier les « bruits de la guerre » qui approche. En mars, pendant le bal annuel de l'Académie Julian, une troupe d'artistes américains déguisés en peaux-rouges et menés par Cecil Howard, prend d'assaut un groupe d'artistes français en costume Louis XV barricadés dans le palais des fêtes. Le bal se termine par un pugilat général.

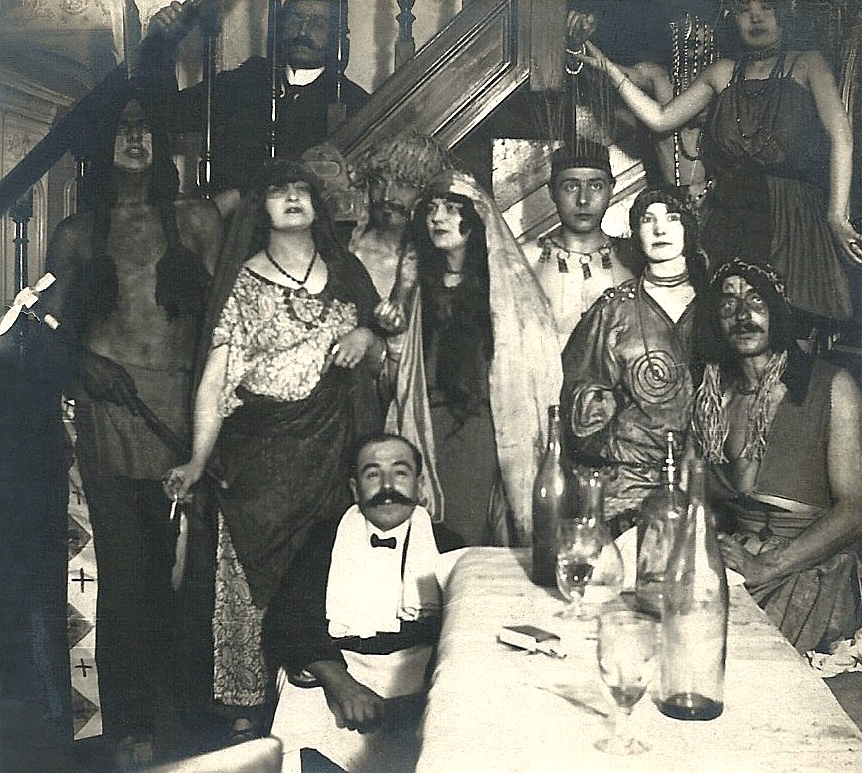
Fête costumée, 1911-14
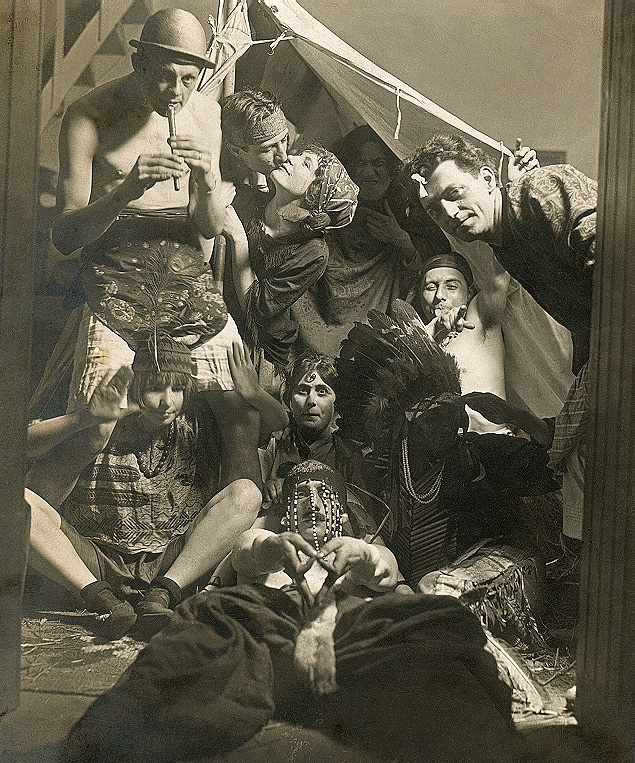
14 mars 1914
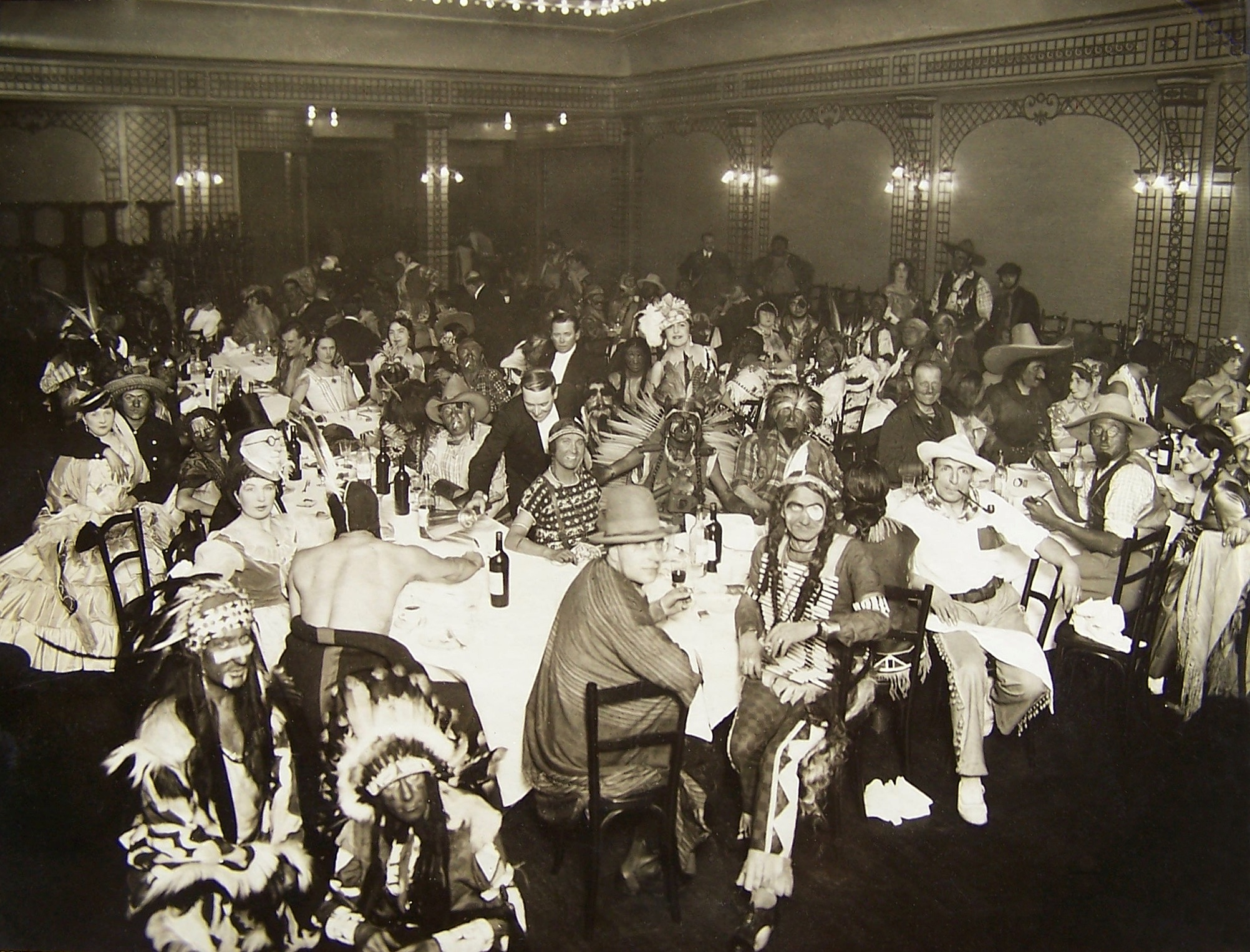
Fête Far West, 1920-25

 En avril au Salon de la Société nationale des beaux-arts, Howard expose un nu féminin grandeur nature, assis en tailleur et tenant un grand bol sur la tête.

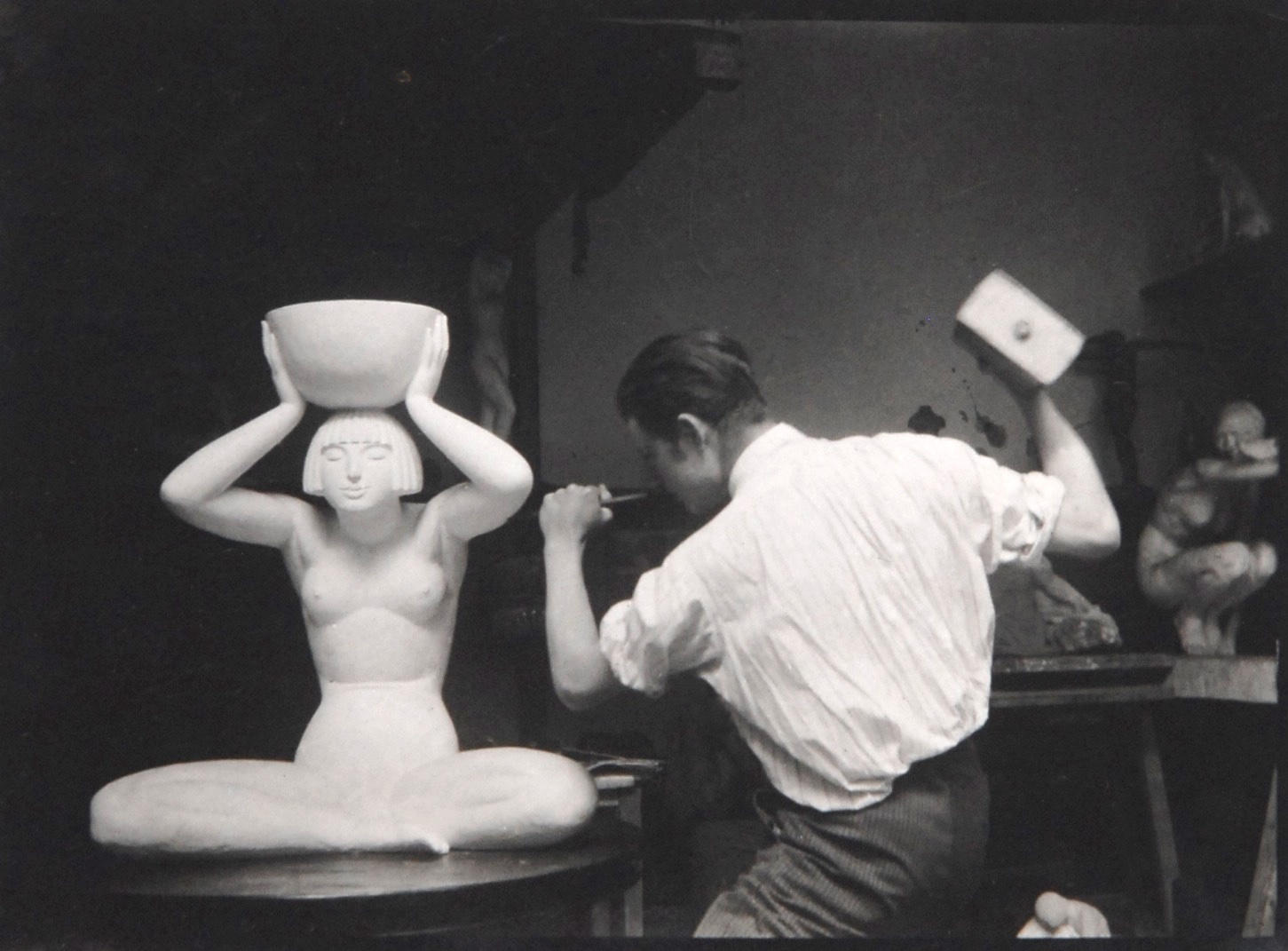
Le bol, 1913-14

 Il prépare également une exposition à la galerie Levesque à Paris, qu'il doit partager avec son concitoyen et ami, le peintre Harry Lachman. Le 1er août 1914 « la mobilisation générale est déclarée et Montparnasse se vide brutalement de tous les artistes français, allemands, et autrichiens ». « Mille-sept-cents citoyens américains bloqués au départ du Havre attendent des places sur les bateaux pour regagner l'Amérique ». Après avoir vainement tenté de s'enrôler dans l'armée, Howard organise un volontariat avec ses compatriotes inactifs. Les moissons étant proches, il propose au ministère de l'Agriculture des équipes américaines prêtes à remplacer les cultivateurs normands partis sur le front. Les femmes — dont sa mère et ses sœurs —, passent leurs journées à coudre des chemises pour les soldats blessés. Il offre ensuite ses services comme interprète à l'hôpital américain, puis à l'armée française. Sans aucun succès. Finalement Howard intègre un hôpital de la Croix-Rouge franco-anglaise installé dans le seizième arrondissement, à l'hôtel Majestic. Tout en travaillant comme brancardier il y suit une formation d'infirmier et de masseur.

## Grande Guerre
Début 1915 Howard rejoint une unité de la Croix-Rouge britannique en partance pour la Serbie, ravagée par le typhus. Il y restera jusqu'à la fin de son engagement à la fin mai. De retour à Montparnasse — sa nationalité américaine limitant les possibilités de se rendre utile — il retrouve ses activités artistiques et termine la rédaction d'un reportage sur l'état de l'armée serbe, accompagné de ses photographies. Le texte publié par le New York Times s'étale sur une page entière. C'est le dernier d'une série de quatre articles envoyés à la presse américaine lors de son séjour en Serbie. Vivre de sculpture dans un Paris désertique et rationné devient vite une gageure. Howard embarque pour New York où se tient l'exposition de sculpture annuelle des Gorham Galleries, sur la cinquième avenue. C'est la première fois qu'il retourne aux États-Unis après dix ans passés en France. Il y retrouve sa famille, installée dans cette ville depuis août 1914. Parmi les œuvres exposées La jeune femme à la cigarette attire particulièrement l'attention.

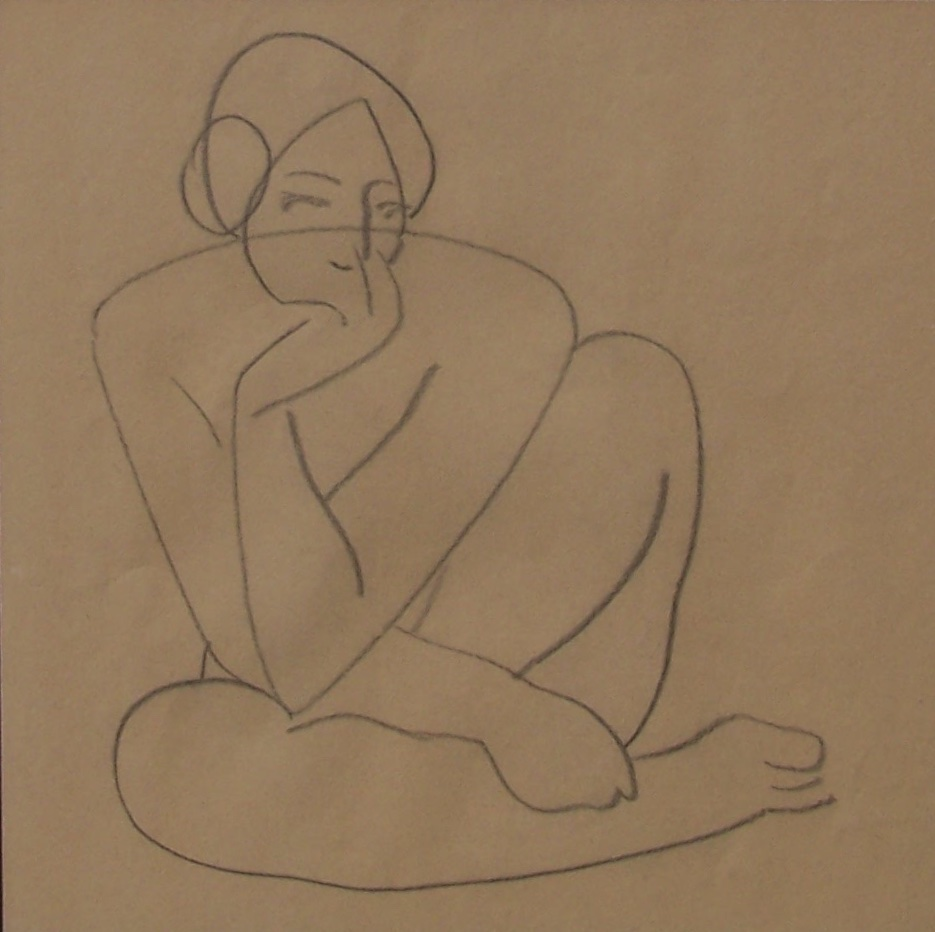
Croquis préparatoire
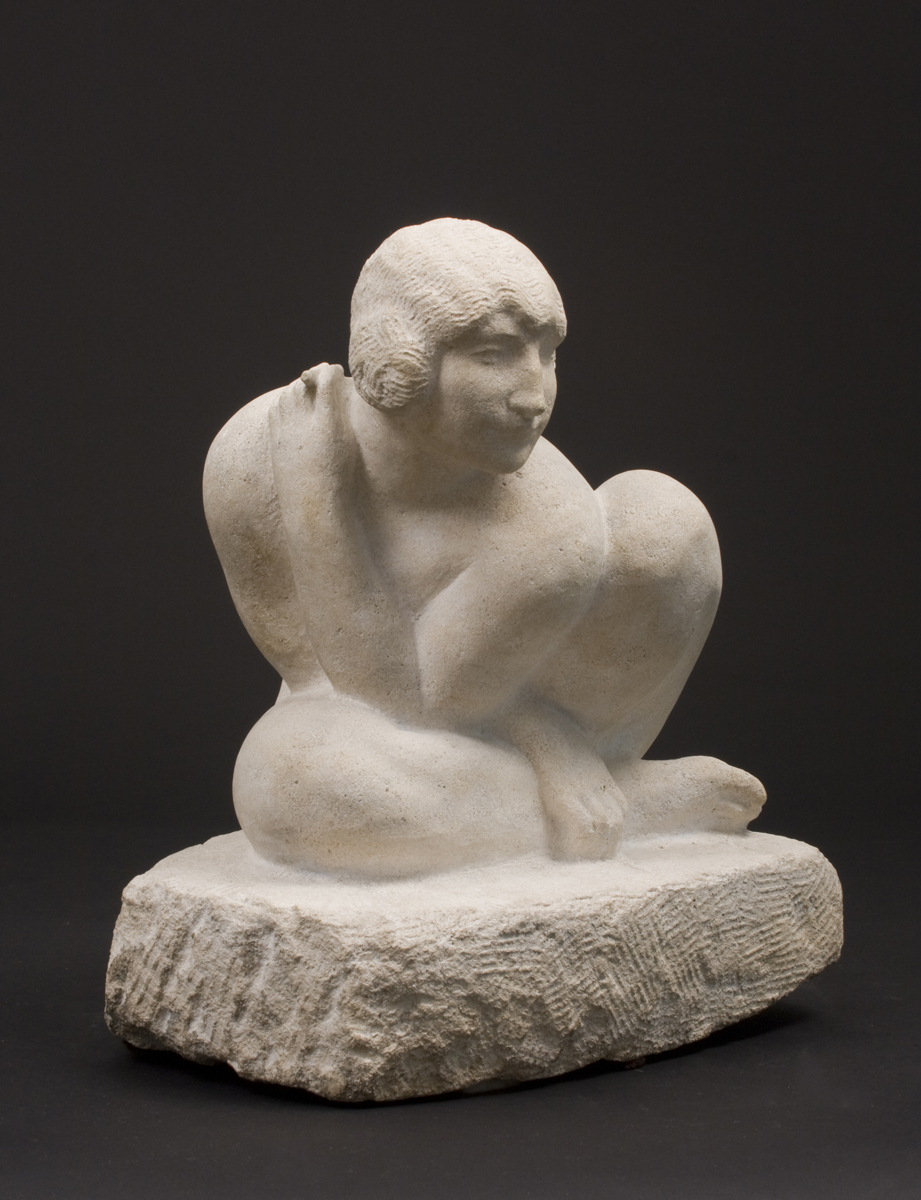
Pierre, taille directe
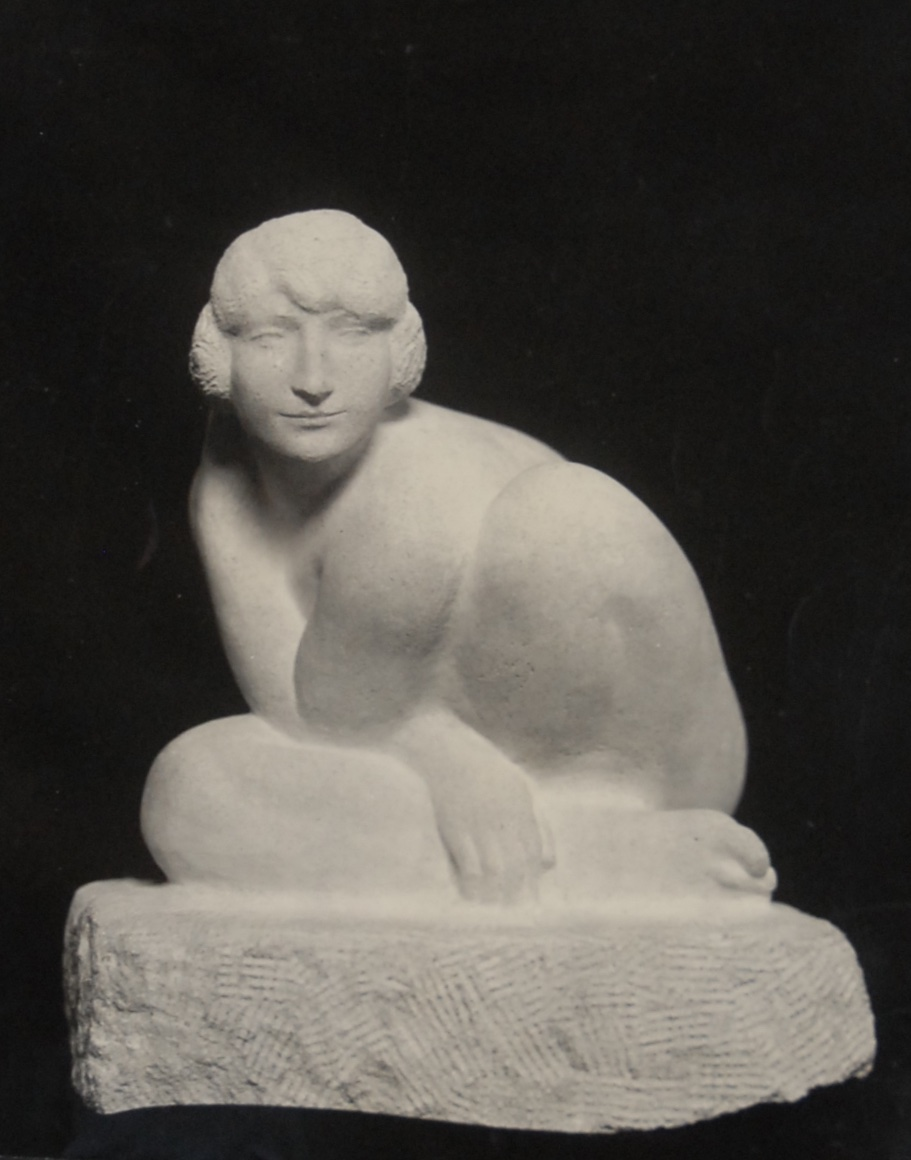
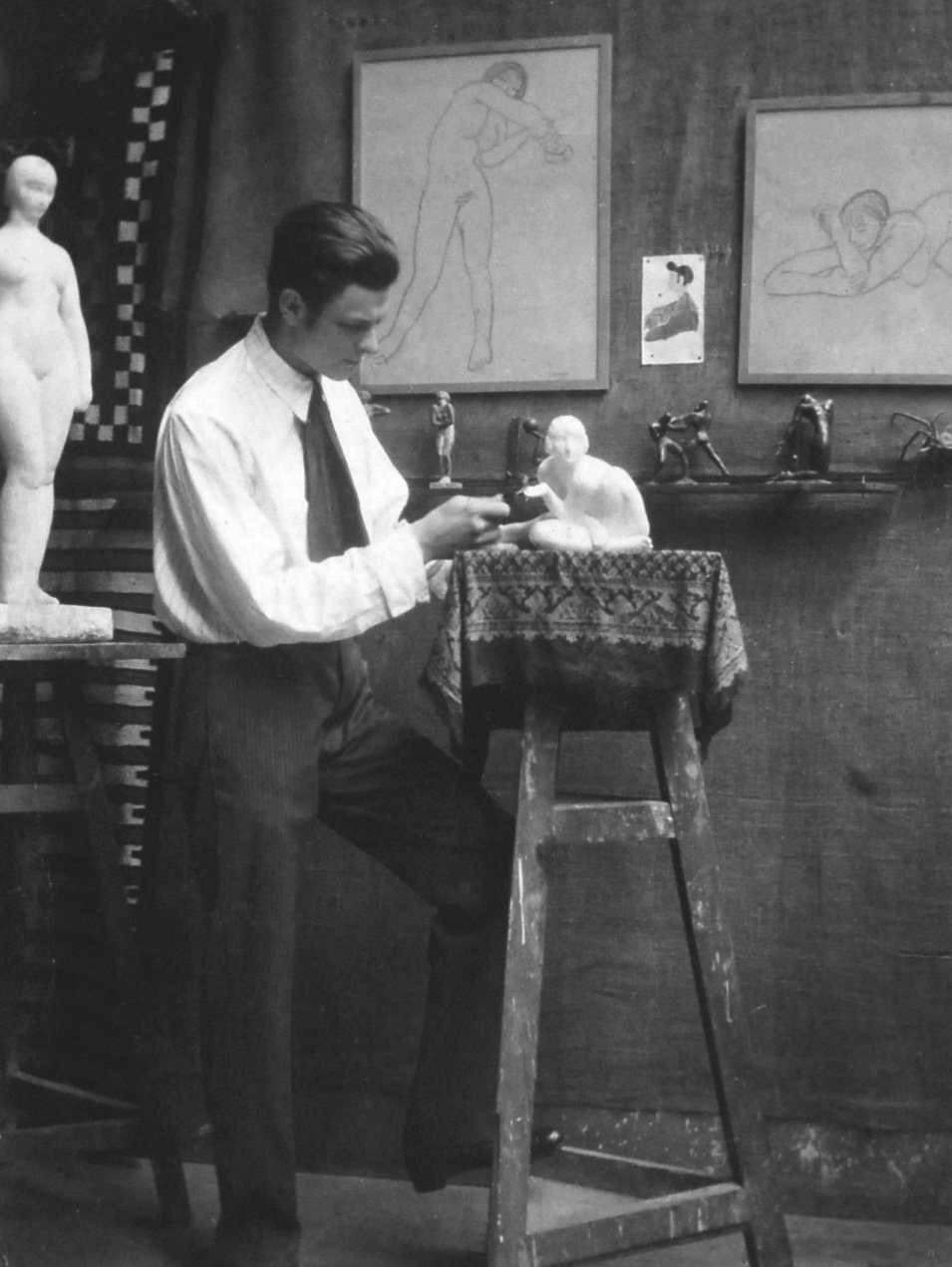
Plâtre avant bronze
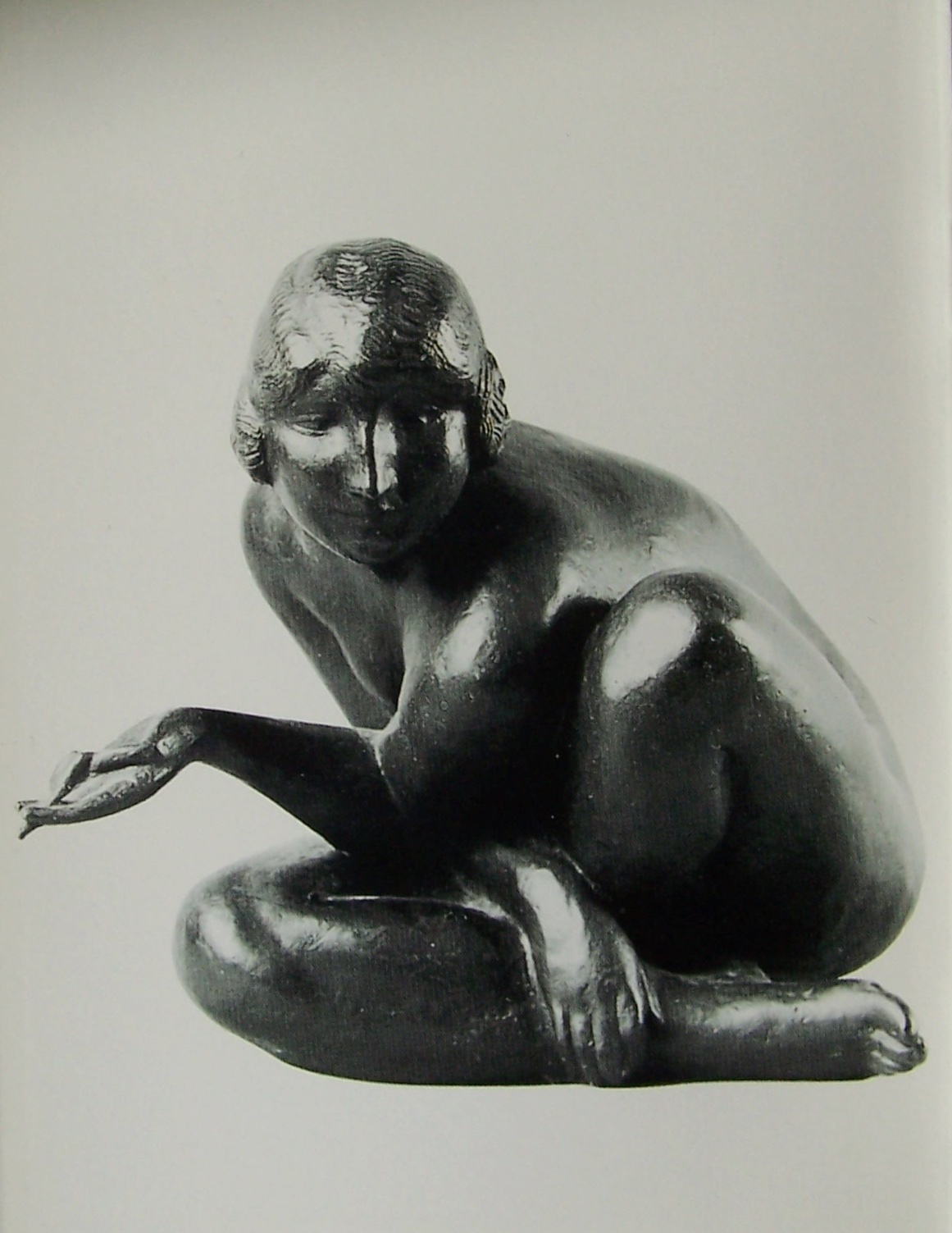
Bronze

 À son arrivée à New York le 5 octobre 1915, la presse semble indiquer qu'il pense y rester jusqu'à la fin de la guerre : il évoque même le projet d'y « ouvrir un studio de photographies d'art ». Pourtant, un mois plus tard dans l'article d'une page illustré de dessins qu'il rédige pour le New York Times, ses sentiments semblent plus mitigés. Howard y décrit avec humour ses impressions sur New York qu'il découvre comme « un touriste dans son propre pays ». Il avoue être impressionné par le modernisme « révolutionnaire » de l'architecture de cette ville, auquel il ne peut s'empêcher d'opposer « l'agencement et l'harmonie » des villes européennes, en particulier Paris. Quand il décrit ensuite avec une sévérité teintée d'ironie la publicité envahissant tout l'espace, l'omniprésence de l'argent et l'idéologie du « Time is money », on comprend mieux la raison de son départ pour la France le 8 février 1916, après avoir réalisé plusieurs ventes aux Gorham Galleries. Mais sa motivation principale est peut-être aussi d'y retrouver Céline Coupet, qu'il épouse un an et demi plus tard, soit huit mois après la naissance de leur premier enfant.

### Cubisme
De retour à Montparnasse Howard se lance dans de nouvelles recherches tendant à combiner peinture et sculpture. Influencé par l'art égyptien, il a déjà sculpté plusieurs portraits peints et veut maintenant appliquer l'idée à des groupes de sujets. Le grand couturier et mécène Jacques Doucet lui achète une de ses premières pièces. Intéressé par le cubisme sans adhérer à un courant particulier, il réalise également plusieurs sculptures polychromes de bois ou de plâtre.

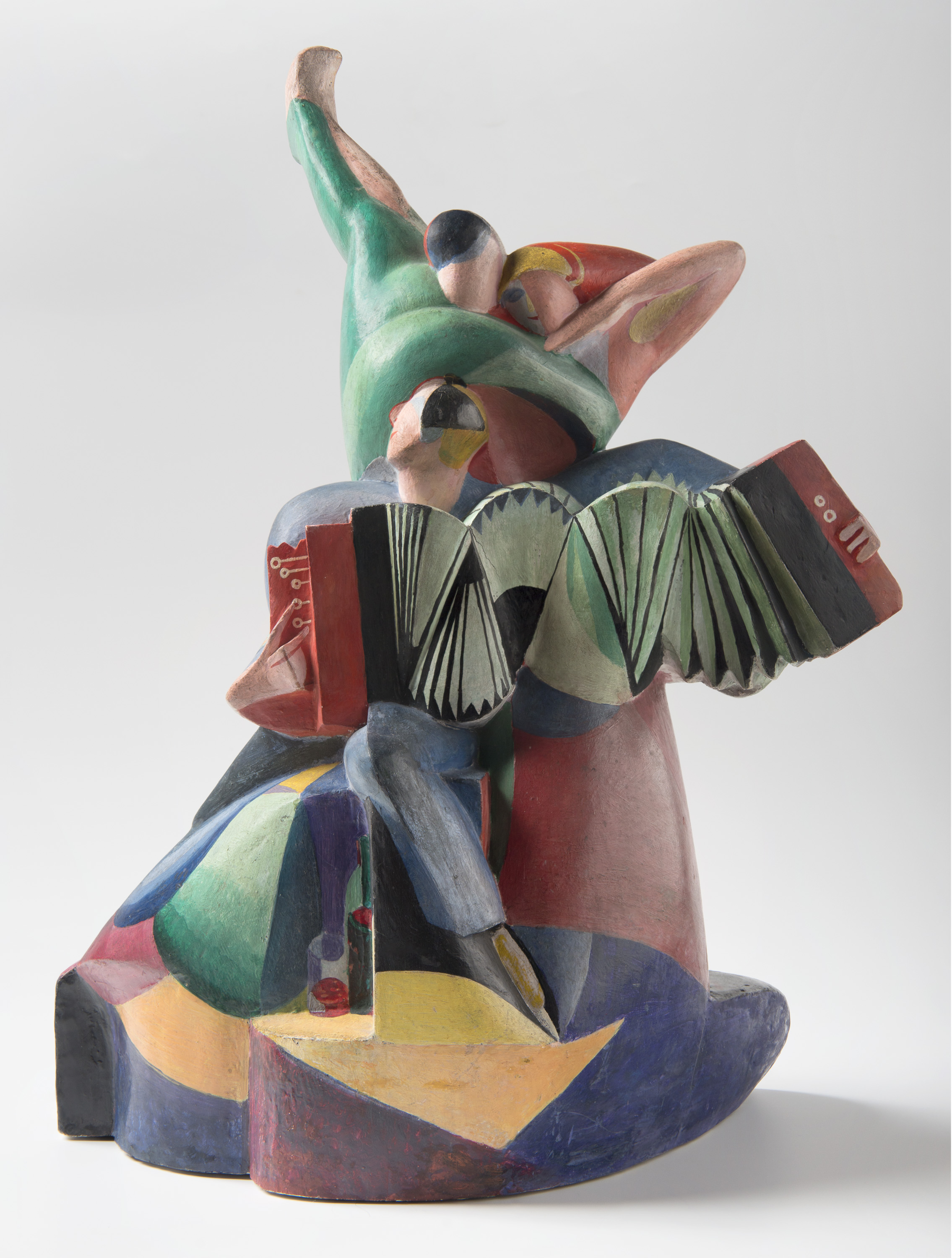
Accordéoniste et danseurs, côté face
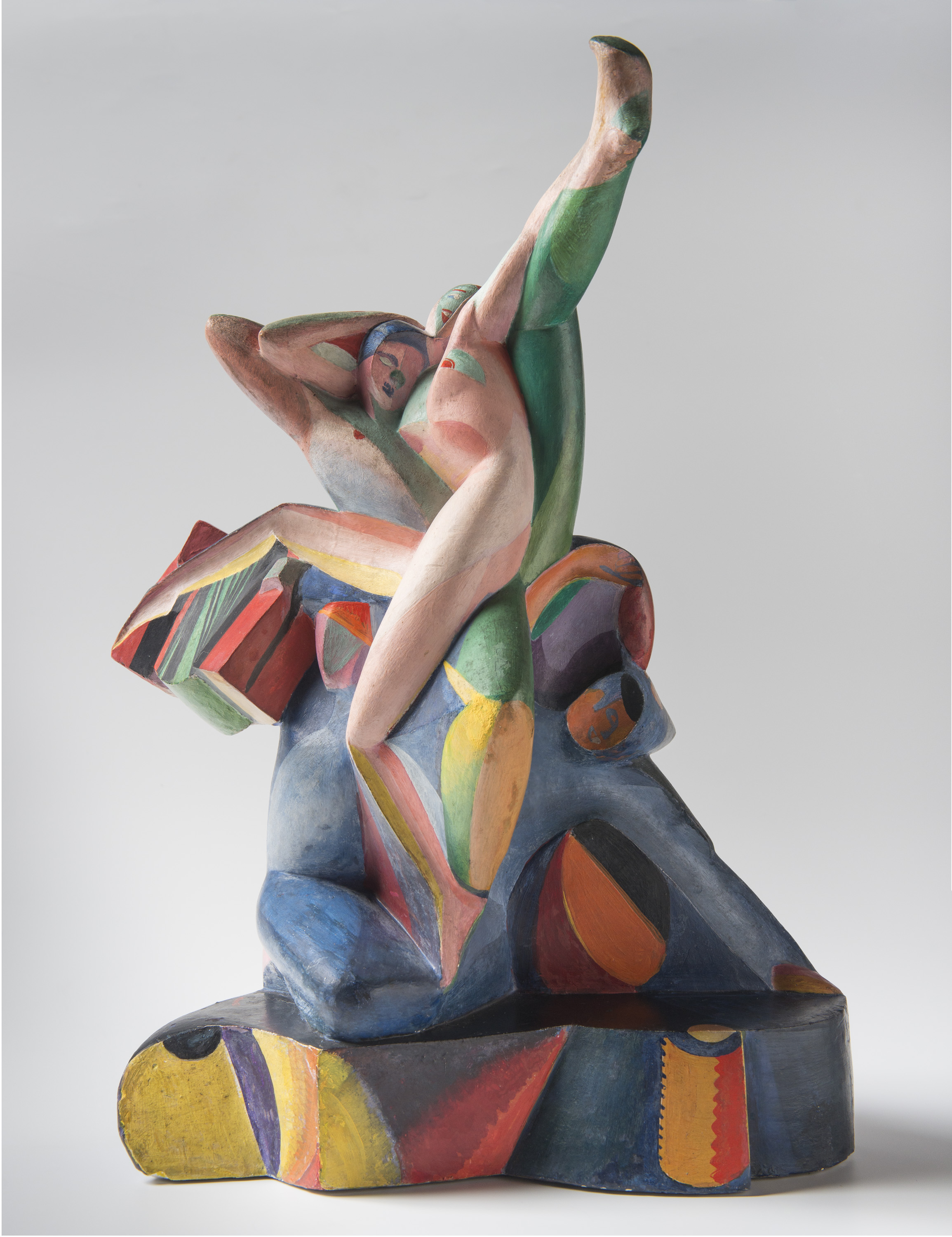
Accordéoniste et danseurs, côté pile
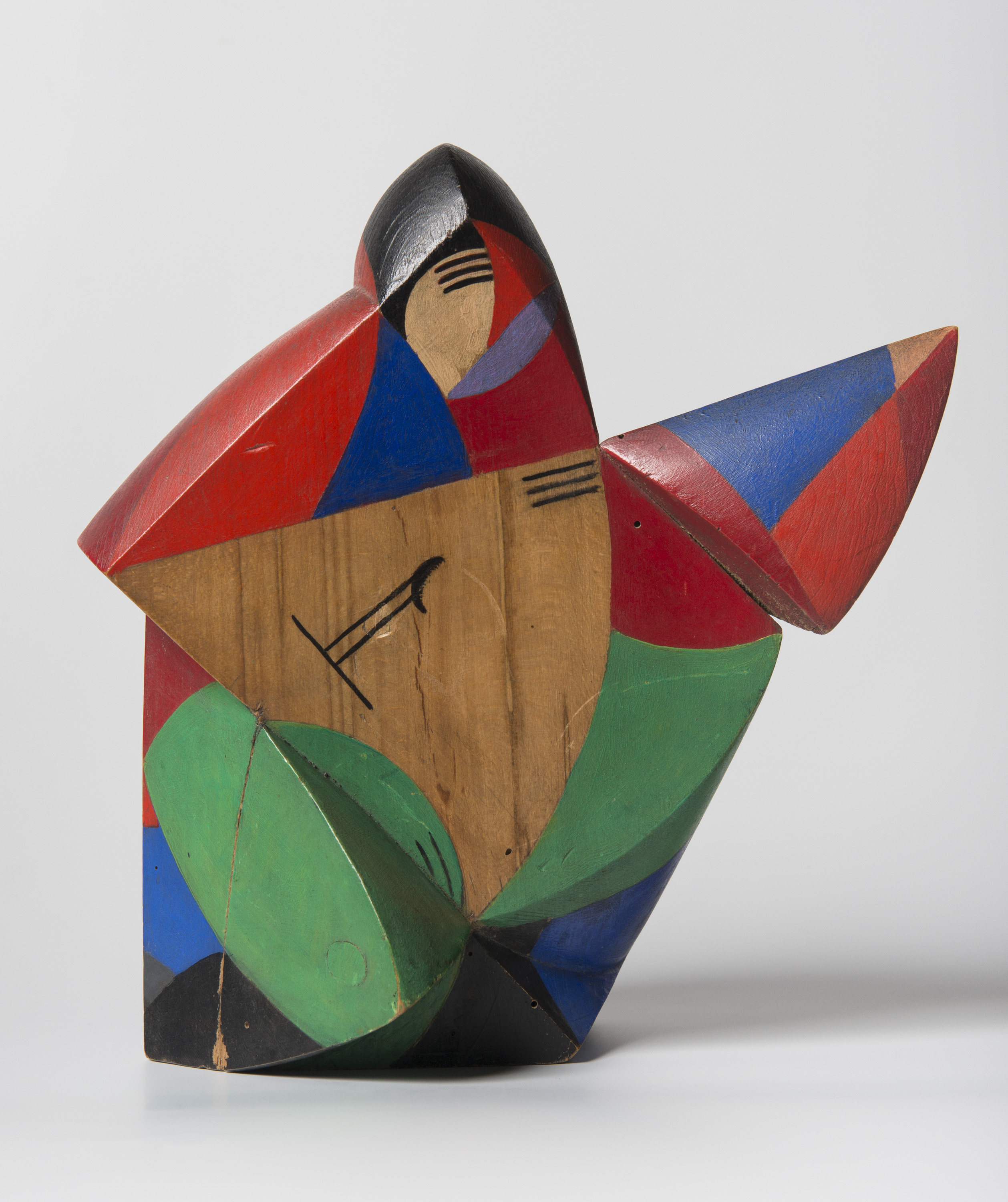
Guitariste, côté face
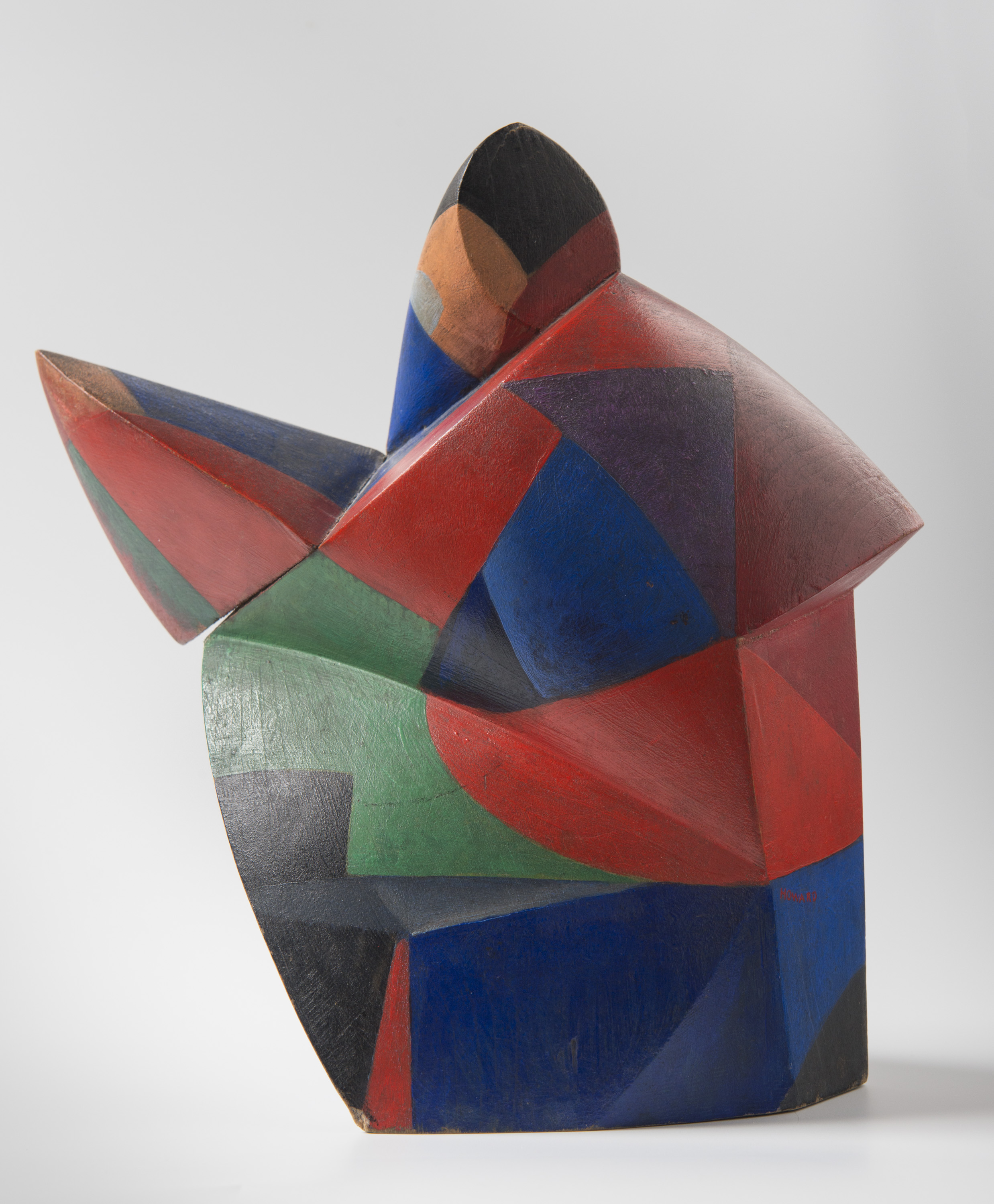
Guitariste, côté pile
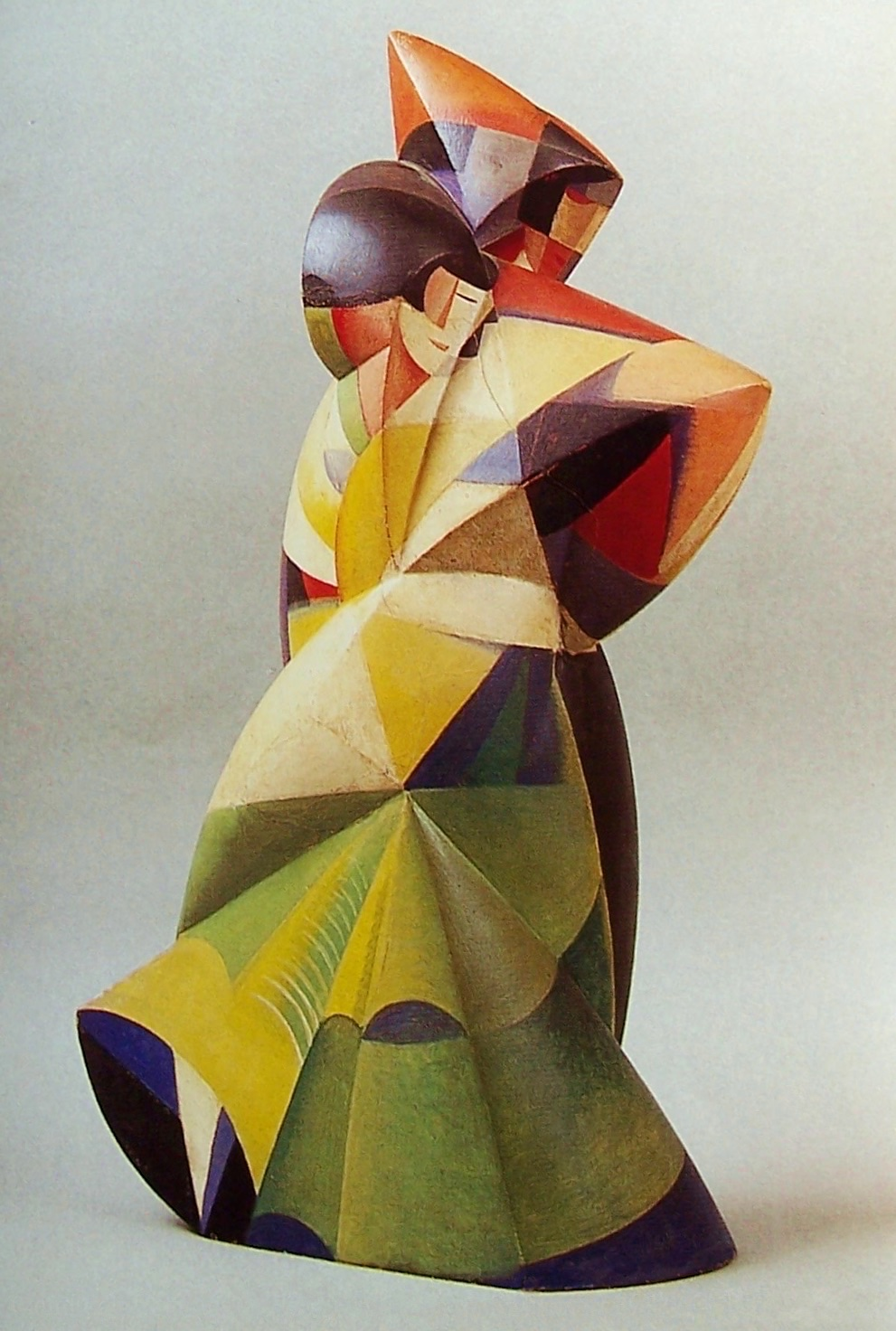
Couple de danseurs
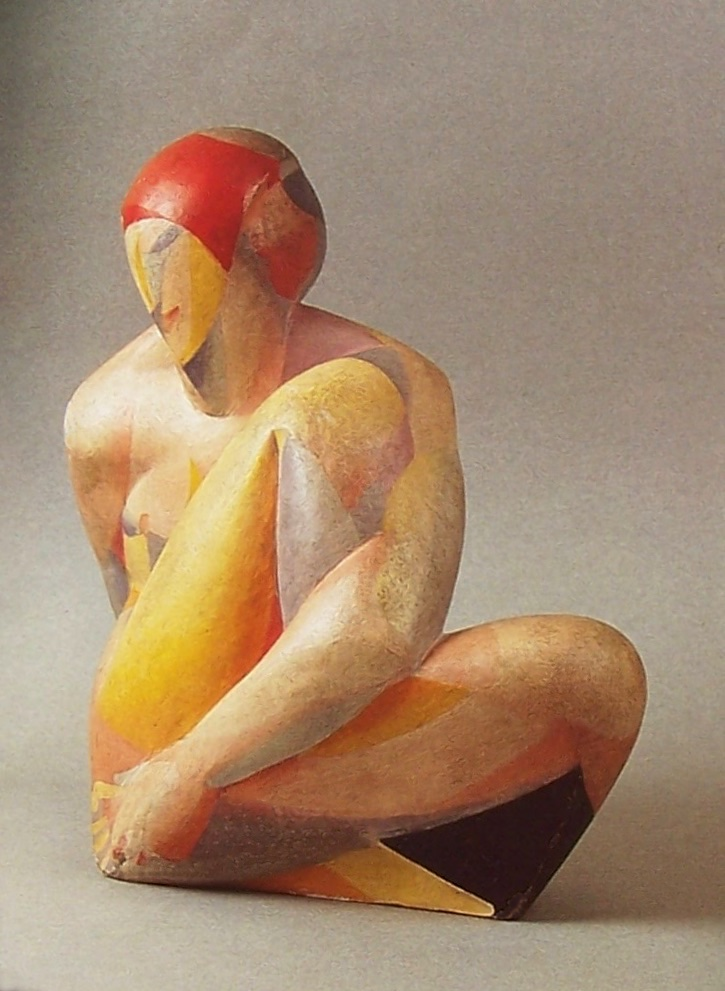
Nu féminin assis en tailleur
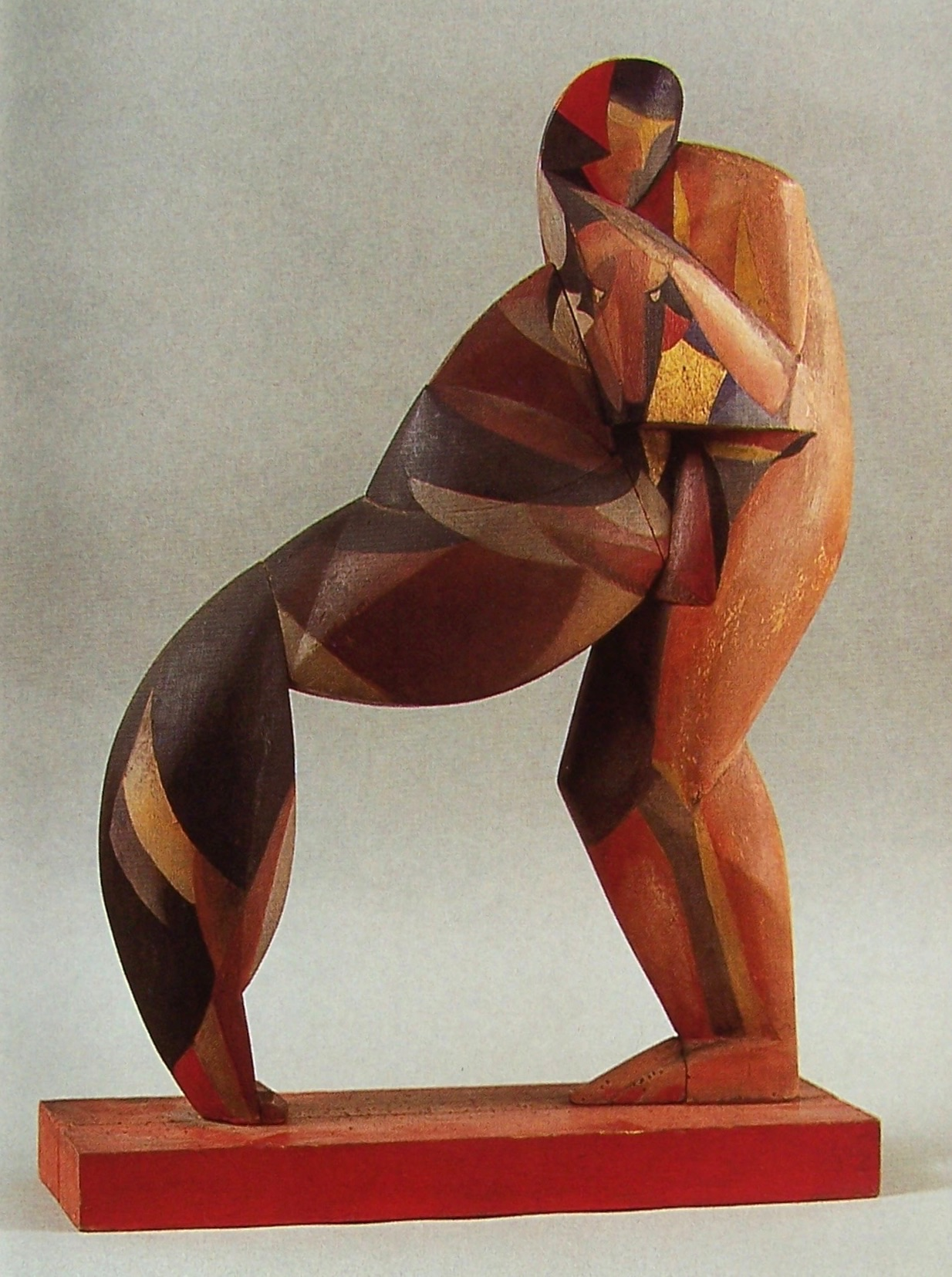
Nu féminin debout avec un chien
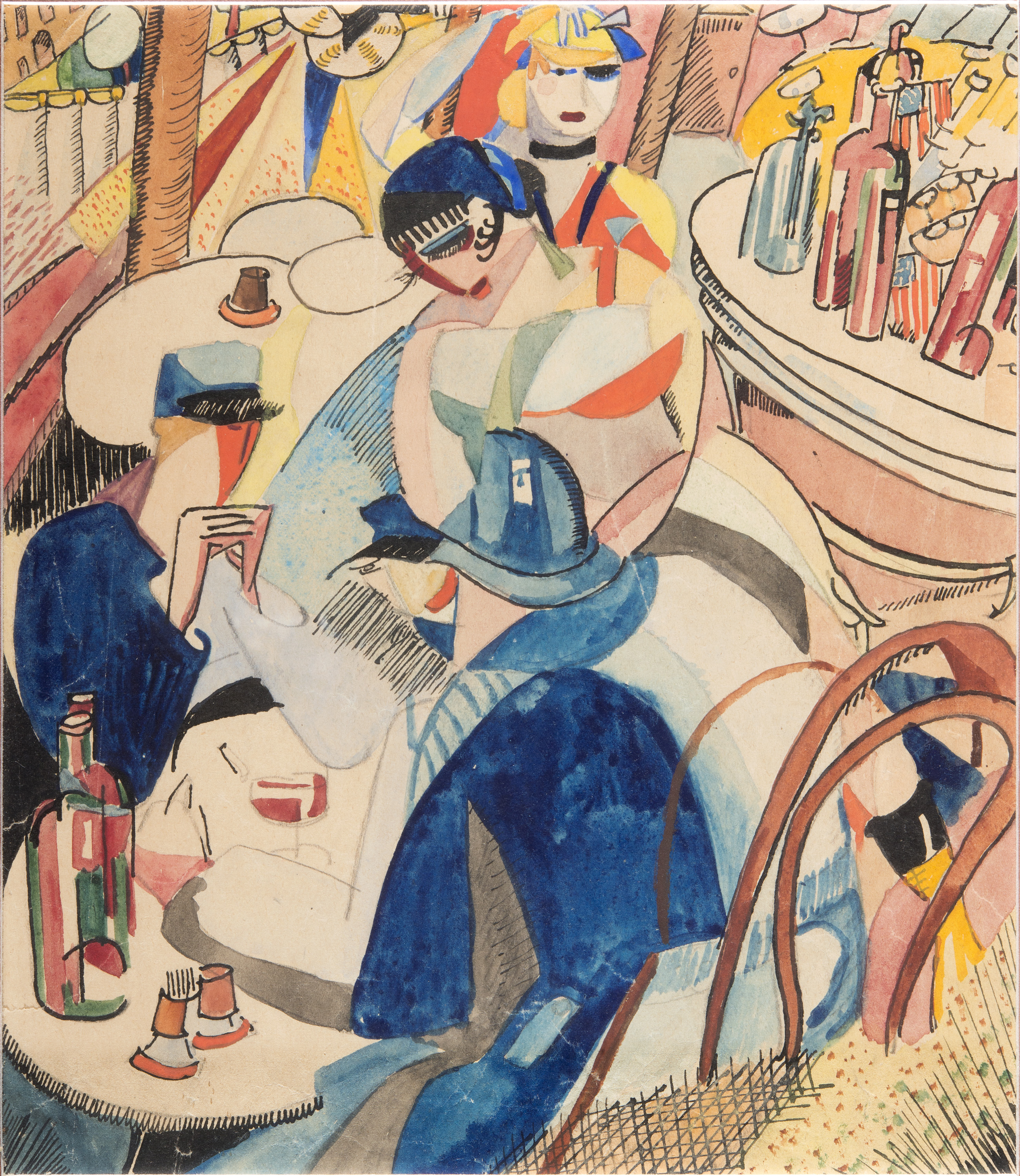
Scène de café, gouache

L'été 1916 se passe en Bretagne à la pointe de l'Arcouest. Le couple, qui attend un enfant, échappe ainsi aux difficultés de la vie parisienne. Ils sont accompagnés par le peintre mexicain Ángel Zárraga lui aussi en pleine période cubiste. Cette courte parenthèse achevée ils retrouvent Montparnasse et la queue devant les magasins vides. Pendant les bombardements de plus en plus fréquents on se réfugie à la cave, et en attendant la fin des alertes on y fait sonner l'accordéon avec les amis en permission ou en convalescence. Enfin le 29 novembre 1916, c'est la naissance de leur fille Line. Howard tente de tirer quelques revenus de la photographie, l'un de ses violons d'Ingres, mais les clients sont rares. Il remet en route la fabrique de porcelaine et de faïence d'un ami blessé et démobilisé. Il faut alimenter les fours pendant des nuits entières, dessiner et créer des objets. Aucune de ces activités ne rapporte grand-chose et les allers-retours chez « Ma tante » sont nombreux. Le sculpteur tente à nouveau sa chance à l'édition 1916 des Gorham Galleries. Parmi les bronzes envoyés à New York, deux pièces sont particulièrement remarquées : une mince Nubienne portant une amphore sur l'épaule — ayant pour modèle Aïcha Goblet, dite Aïcha —, et L'Après-midi d'un faune, un couple de danseur inspiré par la danse de Vaslav Nijinski en 1912. À l'époque la chorégraphie fait scandale mais Cecil Howard et ses sœurs en sortent enthousiasmés. Ces deux pièces sont ensuite exposées à l'Académie américaine des beaux-arts de New York, puis à la Pennsylvanie academy of fine arts de Philadelphie. Enfin, un bronzes est acheté par le célèbre milliardaire américain Diamond Jim Brady (en), qui meurt peu de temps après. Un chèque de 1.000 dollars tire provisoirement d'affaire le sculpteur.

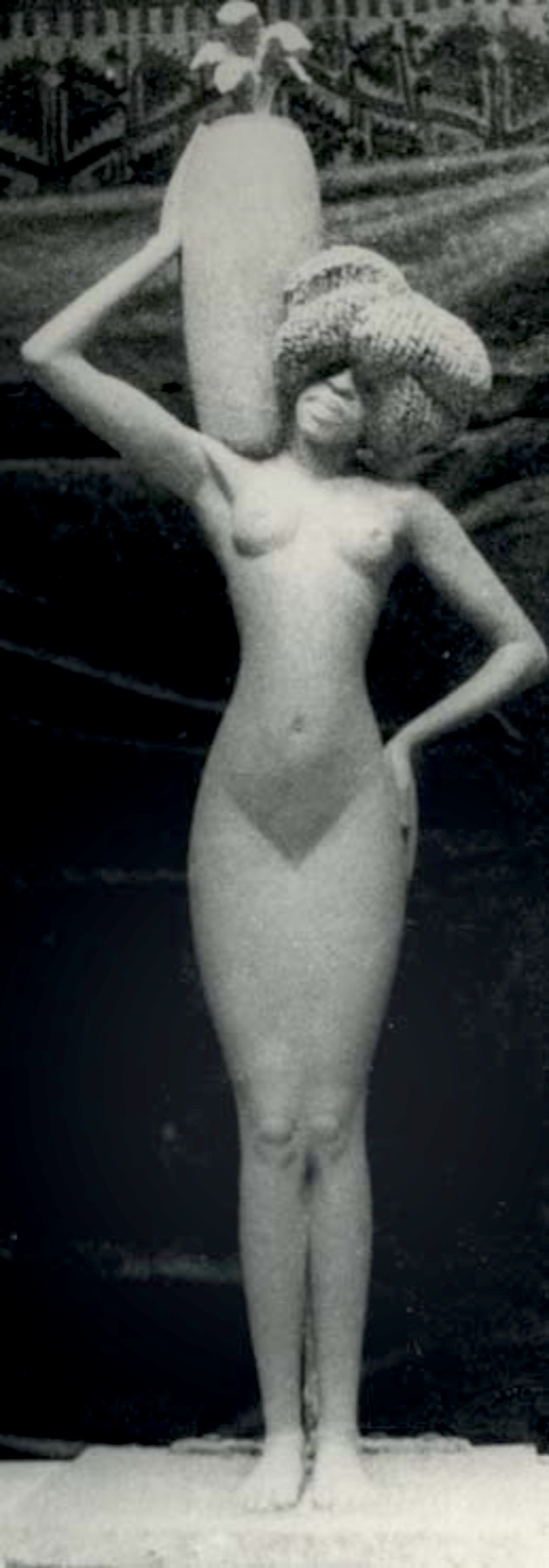
Nubienne, 1912-13
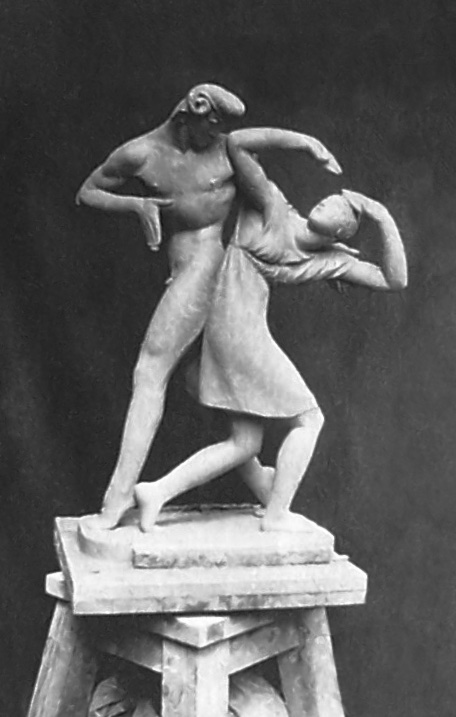
Après-midi d'un faune
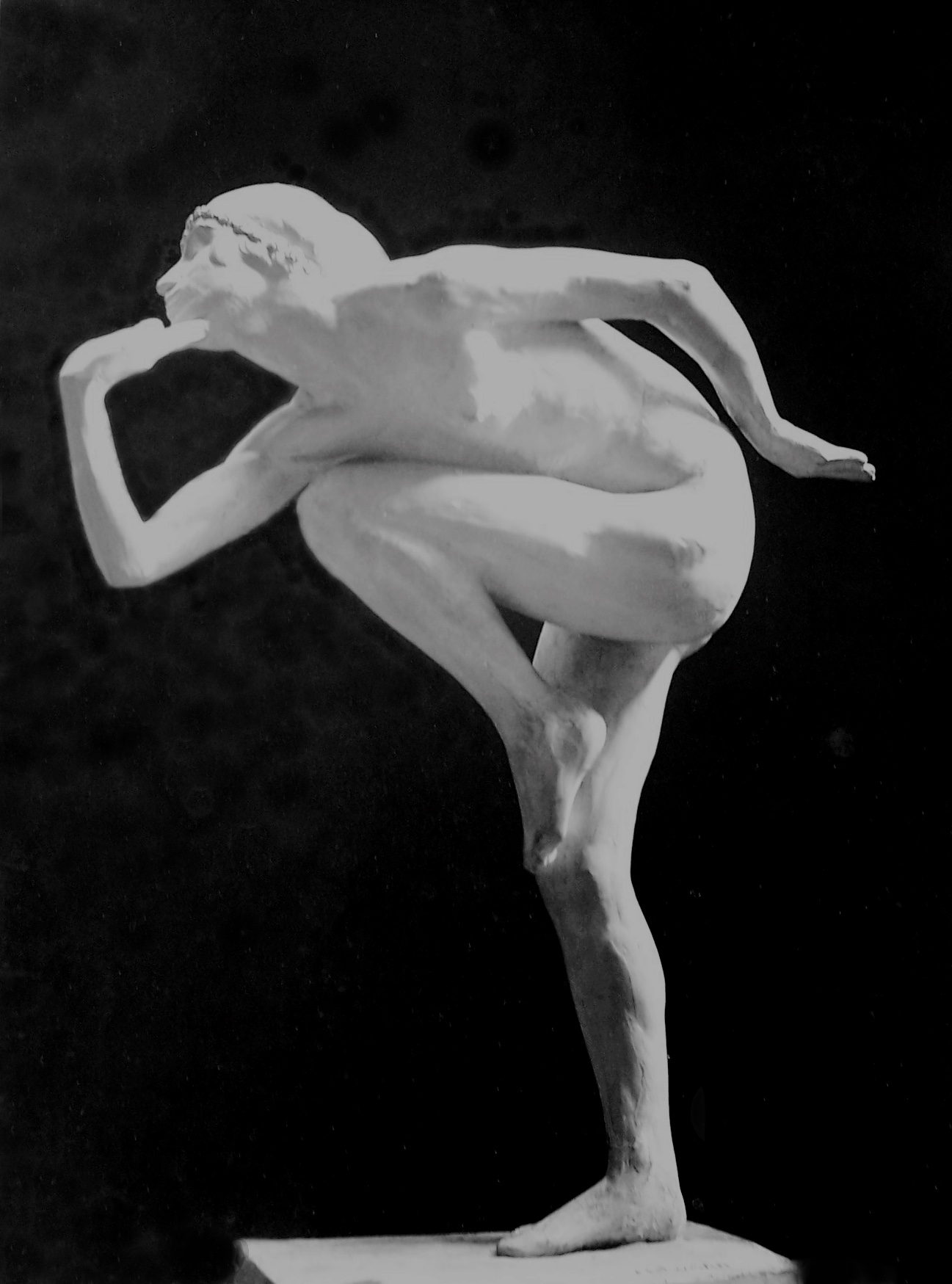
Ballets russes
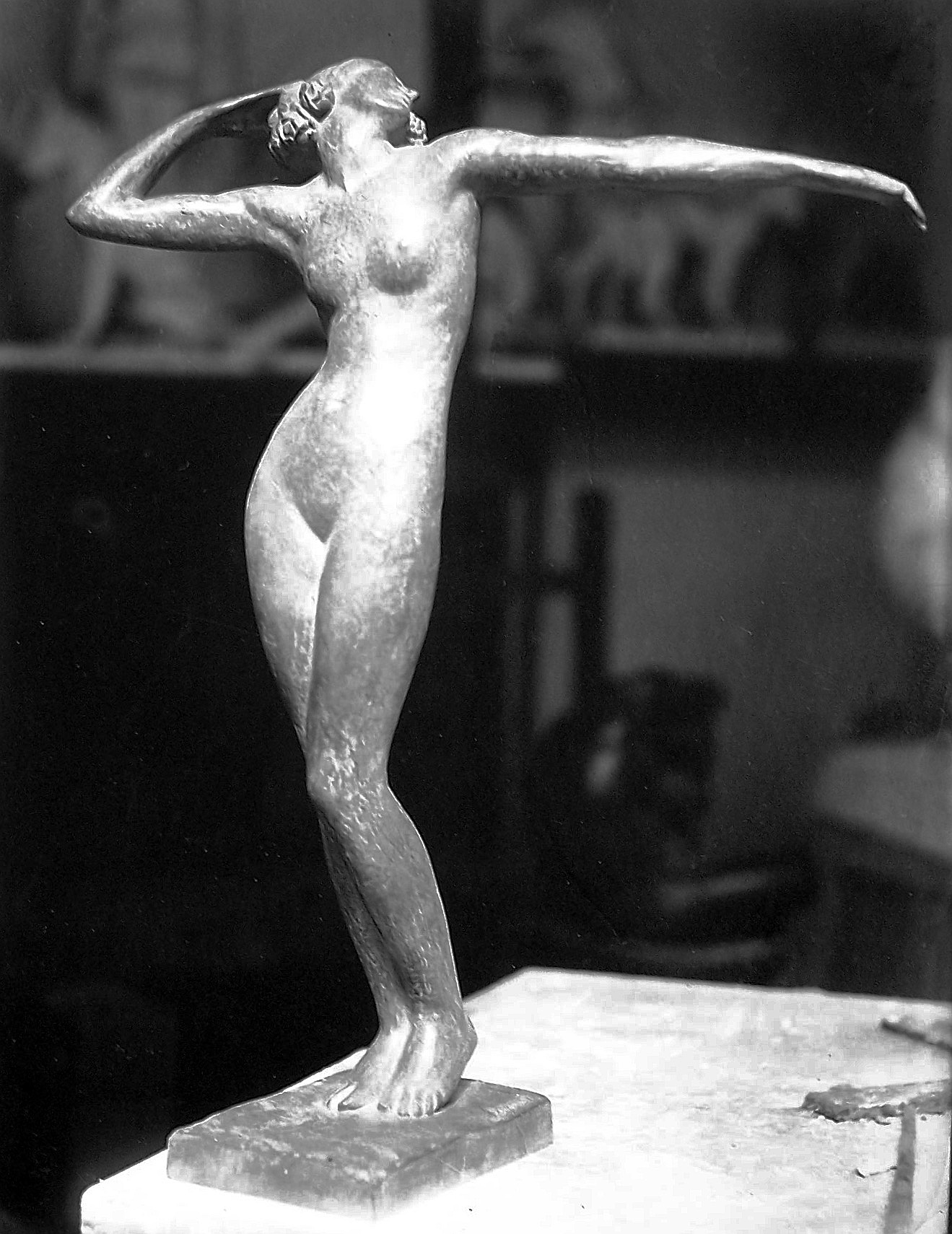
Danse
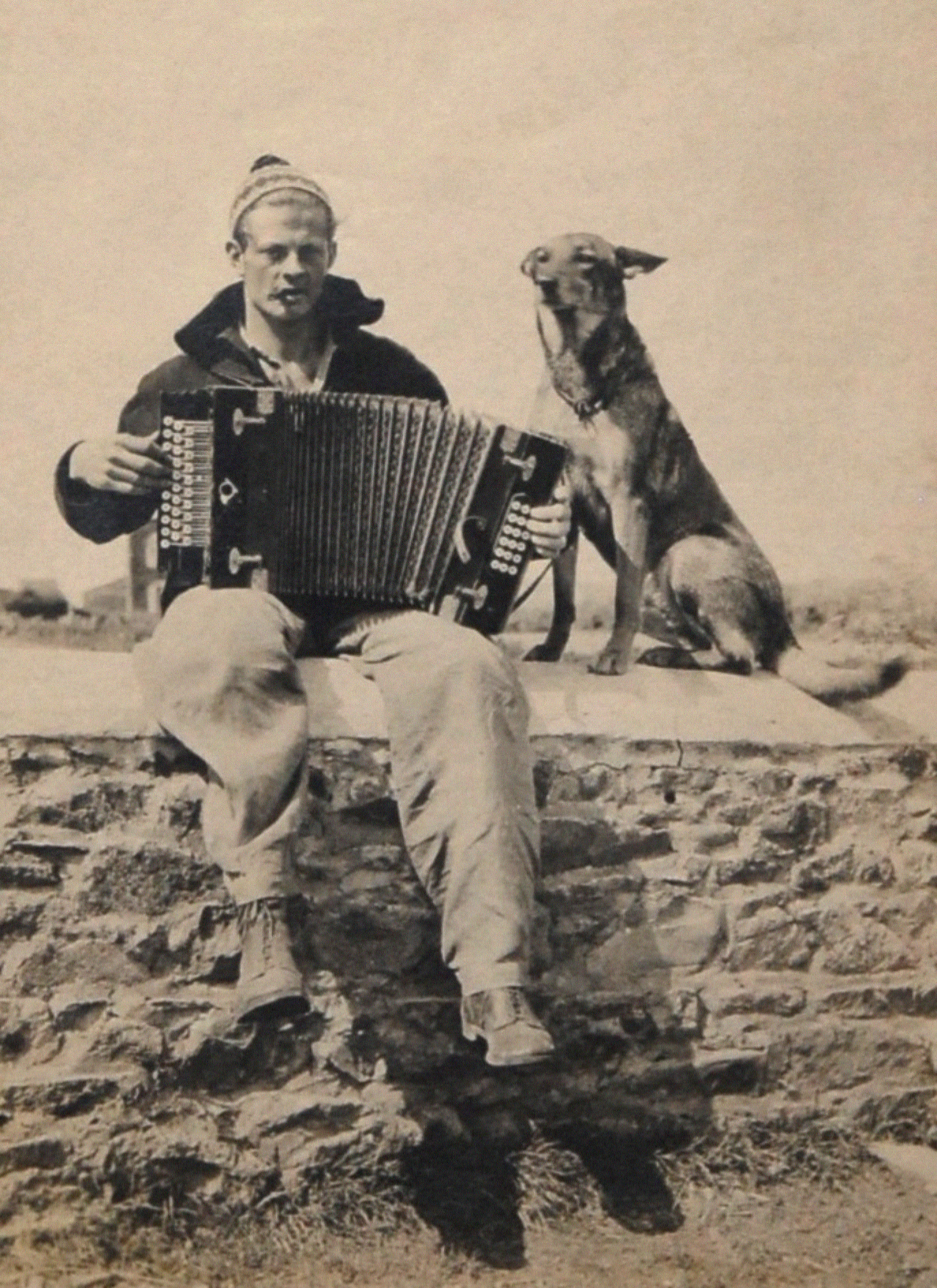
En Bretagne avec son chien Wolf, 1916

### Guillaume Apollinaire: une expérience théâtrale
Le 24 juin 1917, au conservatoire Maubel à Montmartre, un évènement théâtral agite le petit monde littéraire et artistique parisien : la création des Mamelles de Tirésias, de Guillaume Apollinaire, farce surréaliste et musicale à tendance cubiste. Costumé en peaux-rouge, Cecil Howard y tient le rôle muet du Peuple de Zanzibar. Homme-orchestre entouré d'instruments de musique et d'ustensiles divers, il ponctue l'action et le dialogue de bruits ou de phrases musicales.
Poème dédicatoire de Guillaume Apollinaire :

À Howard

Vous étiez tout le peuple et gardiez le silence

Peuple de Zanzibar ou plutôt de la France

Il faut laisser le goût et garder la raison

Il faut voyager loin en aimant sa maison

Il faut chérir l'audace et chercher l'aventure

Il faut toujours penser à la France future

N'espérez nul repos risquez tout votre avoir

Apprenez du nouveau car il faut tout savoir

Lorsque crie un prophète il faut que l'alliez voir

Et faites des enfants c'est le but de mon conte

L'enfant est la richesse et la seule qui compte

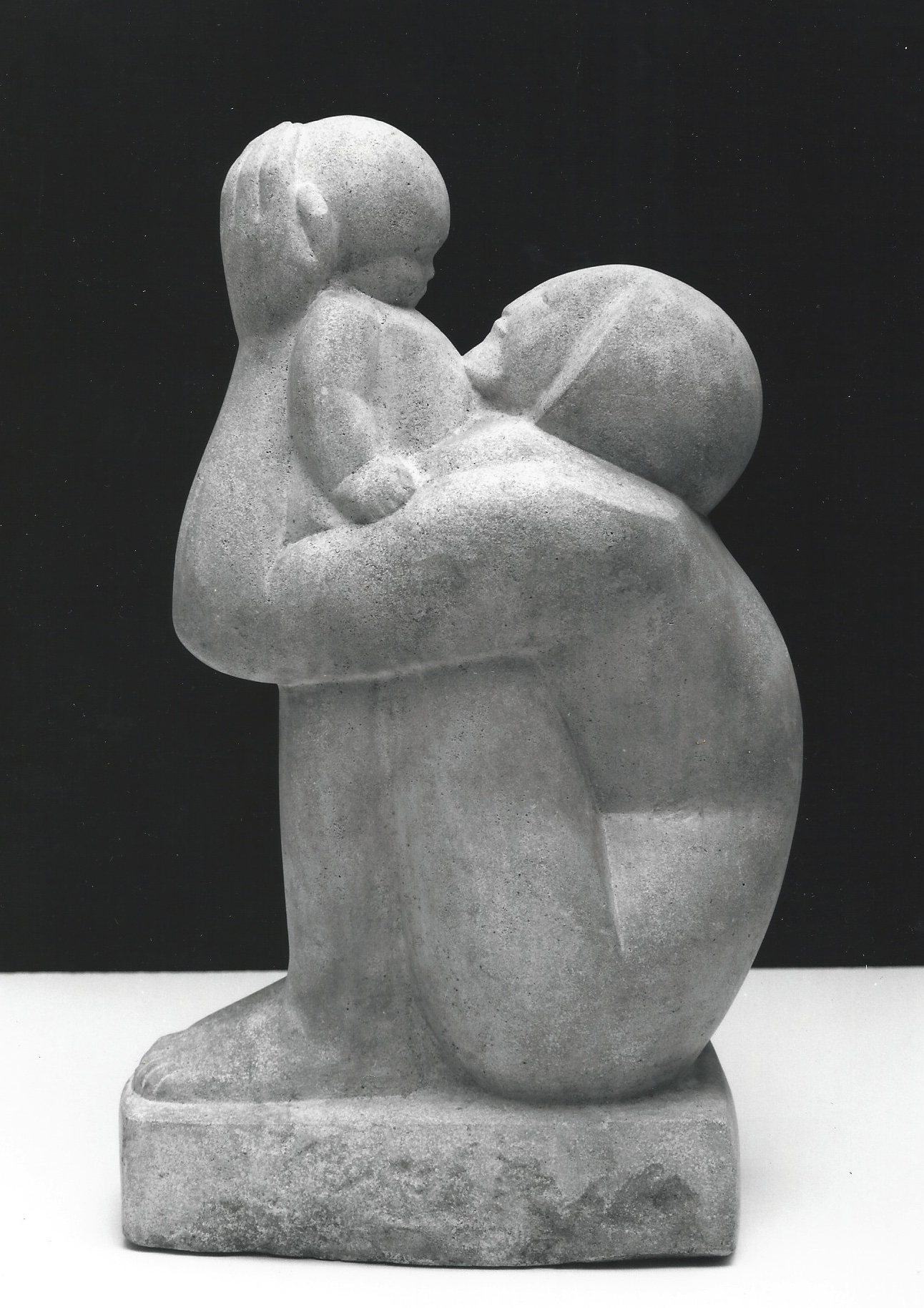
La mère et l'enfant, 1918

Dans le public on reconnait parmi tant d'autres : André Breton, Louis Aragon, Jean Cocteau, Max Jacob, Jacques Doucet, et le jeune Francis Poulenc qui tirera de la pièce un opéra-bouffe en 1947. À cette occasion Apollinaire écrira une préface, à la demande du sculpteur, pour le catalogue d'une exposition qui doit avoir lieu au Havre. Les deux hommes se sont probablement rencontrés par l'intermédiaire du modèle Germaine Coupet, dite Existence, la belle-sœur de Cecil Howard. Présentée à Marie Laurencin par Henri-Pierre Roché en 1909, Existence pose régulièrement pour la femme peintre qui entretient une liaison compliquée avec Apollinaire. Or dans une ébauche inédite du premier acte des Mamelle de Tirésias, on découvre que l'auteur a d'abord nommé Existence son personnage principal féminin. Plus tard le rôle-titre deviendra Thérèse/Tirésias. À l'automne 1917 Cecil Howard et Guy Arnoux signent une série d'illustrations satiriques dans le journal patriotique La Baïonnette, célébrant l'entrée de l'Amérique dans le conflit. Un an plus tard, le 11 novembre 1918 — deux jours après la mort de Guillaume Apollinaire —, l'armistice est enfin signé, marquant la fin des combats. Pendant les derniers bombardement de l'été 1918, Cecil Howard a commencé dans sa cave une sculpture en pierre, dans laquelle on retrouve pour la dernière fois la netteté schématique des formes cubistes. Elle représente son épouse assise sur le sol, tenant sa fille sur ses genoux. Réalisée en taille directe, La Mère et l'enfant est présentée avec diverses statues et objets d'arts décoratifs, au Salon des beaux-art de 1919. Elle sera ensuite achetée par Gertrude Vanderbilt Whitney, riche héritière et mécène mais néanmoins talentueuse femme sculpteur, qui crée le (en) Whitney Studio en 1914 pour promouvoir l'avant-garde et les artistes américains. Rencontrée par l’intermédiaire de Jo Davidson et Herbert Haseltine (en), elle sera jusqu’à son décès en 1942, un appui important pour Cecil Howard. Sa collection assemblée en une quinzaine d'années lui permet d'ouvrir en 1931 le Whitney Museum of American Art, à New York. Dès son ouverture, La Mère et l'enfant intègre les collections de ce grand musée, sous le titre Mother and Child.

## Entre-deux-guerres

### Despiau, Bourdelle et Maillol

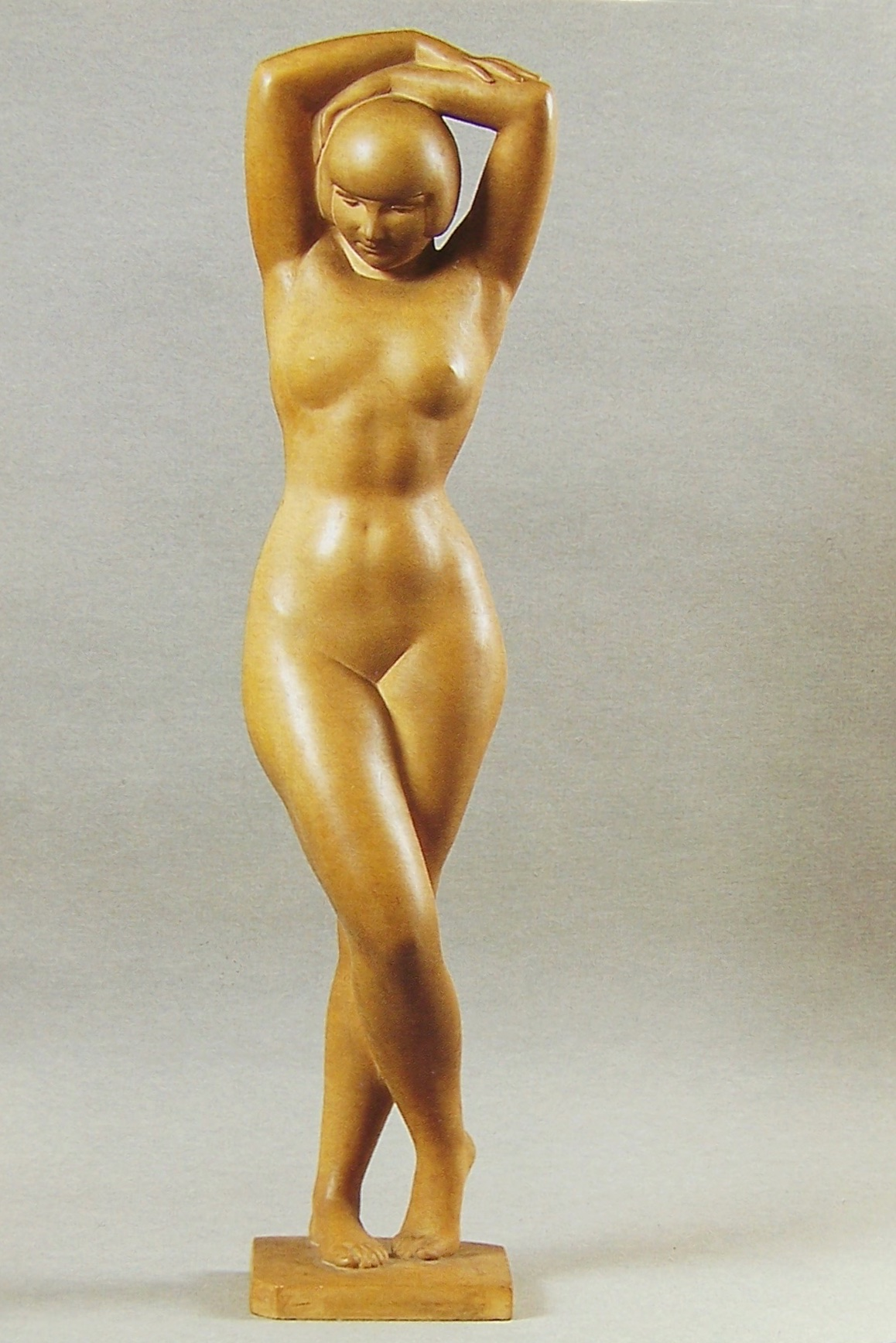
Lucy Krohg, 1920

Howard produit ses œuvres les plus importantes et les plus nombreuses pendant la période de l'entre-deux-guerres. En 1918 et 1919 des sculptures envoyées aux États-Unis sont présentées dans plusieurs expositions, parmi lesquelles la Pennsylvenia Academy of Fine Arts, ou le Water Color Show et la Bourgeois Gallery à New York. En 1919, grâce à l'appui de son ami le poète André Lebey, député SFIO de Seine-et-Oise, le sculpteur reçoit la commande des monuments aux morts de Hautot-sur-Mer et Ouville-la-Rivière, en Seine-Maritime. André lebey connait « l’admiration d’Howard pour l’héroïsme de la nation française lors du conflit », mais son choix symbolise également l’amitié franco-américaine. Il s’agit de deux obélisques : sur le premier est représenté un guerrier viking, et l’on trouve au sommet du second une Marianne agenouillée qui se relève. Parmi les œuvres réalisées par Cecil Howard en 1920, deux nus féminins : un marbre de Seravezza ayant pour modèle Lucy Krohg, et un bronze titré Contorsion fondu en deux exemplaires. L'un est acheté par un collectionneur de Philadelphie et l'autre par le musée de Détroit, où il est détruit dans un incendie. Il présente également des œuvres au Tanagra Studio de New York, conjointement à d'autres sculpteurs, et l'année se termine avec la naissance de son fils Noël Howard, le 26 décembre 1920. Howard possède maintenant une voiture et se rend régulièrement dans une carrière, à Chassagne-Montrachet, pour sélectionner les blocs de pierre de Bourgogne qui lui seront ensuite livrés. Livraison généralement accompagnée d'un tonneau de Chassagne-Montrachet pour sa cave. À cette époque, quelques articles de sa sœur Marjorie pour Vanity Fair, seront illustrés par un certain « Pierre de Chassagne ». Le sculpteur se rend aussi régulièrement dans la vallée du Petit Morin, un coin de campagne colonisé par des artistes de Montmartre vers 1911. À Saint-Cyr-sur-Morin, dans L'auberge de l'Œuf dur et du Commerce décorée par André Dignimont et quelques autres, il retrouve entre autres Pierre Mac Orlan, André Dunoyer de Segonzac, Francis Carco, Roland Dorgelès ou Gus Bofa. Durant cette période Cecil Howard fréquente occasionnellement Charles Despiau et Antoine Bourdelle, dont l'atelier de l'ancienne impasse du Maine est à deux pas du sien. Mais il se rend plus souvent à Marly-le-Roi, chez Aristide Maillol, dont il achète en octobre 1920 plusieurs petits bronzes avec sa sœur Marjorie. En 1925 et 1926 il sera également son intermédiaire auprès de Anson Conger Goodyear (en), homme d'affaires et mécène passionné de sculpture qui organise des expositions à l'Albright-Knox Art Gallery de Buffalo, et se portera acquéreur de plusieurs œuvres de Maillol. Sa position d'artiste américain vivant à Montparnasse depuis 1905, fait de Howard un intermédiaire recherché des deux côtés de l'Atlantique. Il sera également consulté par le Whitney Museum en 1929 ou par Walt Kuhn en 1933.

### Amitiés sportives
Au long des années 1920 Cecil Howard produit plus d'une trentaine d'œuvres, principalement des nus féminins, sans compter un nombre important de portraits. Au Salon d'automne de 1921, le sculpteur expose des œuvres diverses dont une Baigneuse de marbre réalisée en taille directe. Placée dans l'entrée à la meilleure place, elle est très remarquée. Pour le Salon de la Société nationale des beaux-arts, le sculpteur présente Danse dont une plus grande version sera achetée en 1925 par l'Albright Art Gallery de Buffalo. À New York, la Milch Galleries expose des objets d'arts décoratifs qui étaient au Salon et à la Maison des artistes, l'année précédente.

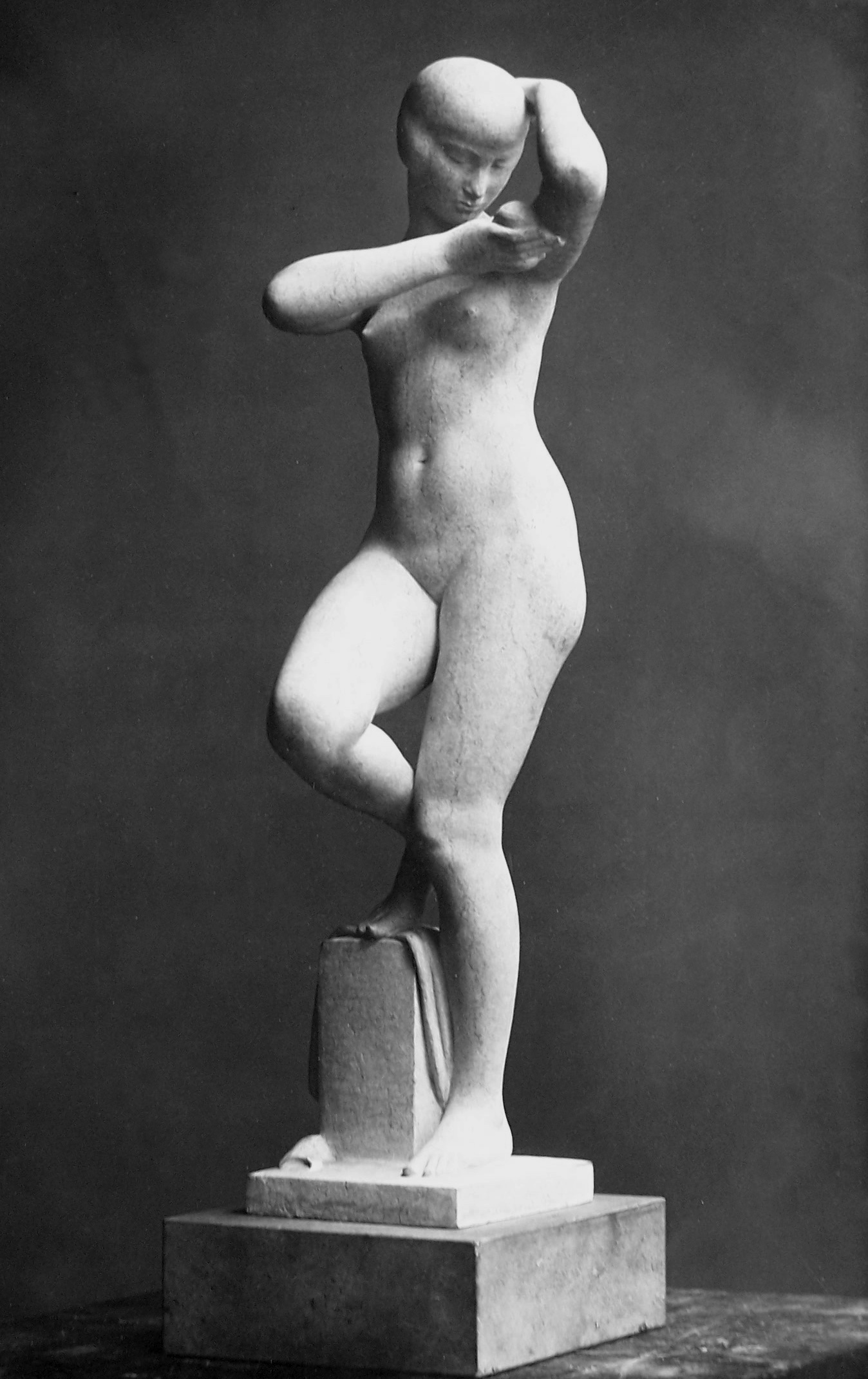
La toilette, 1920
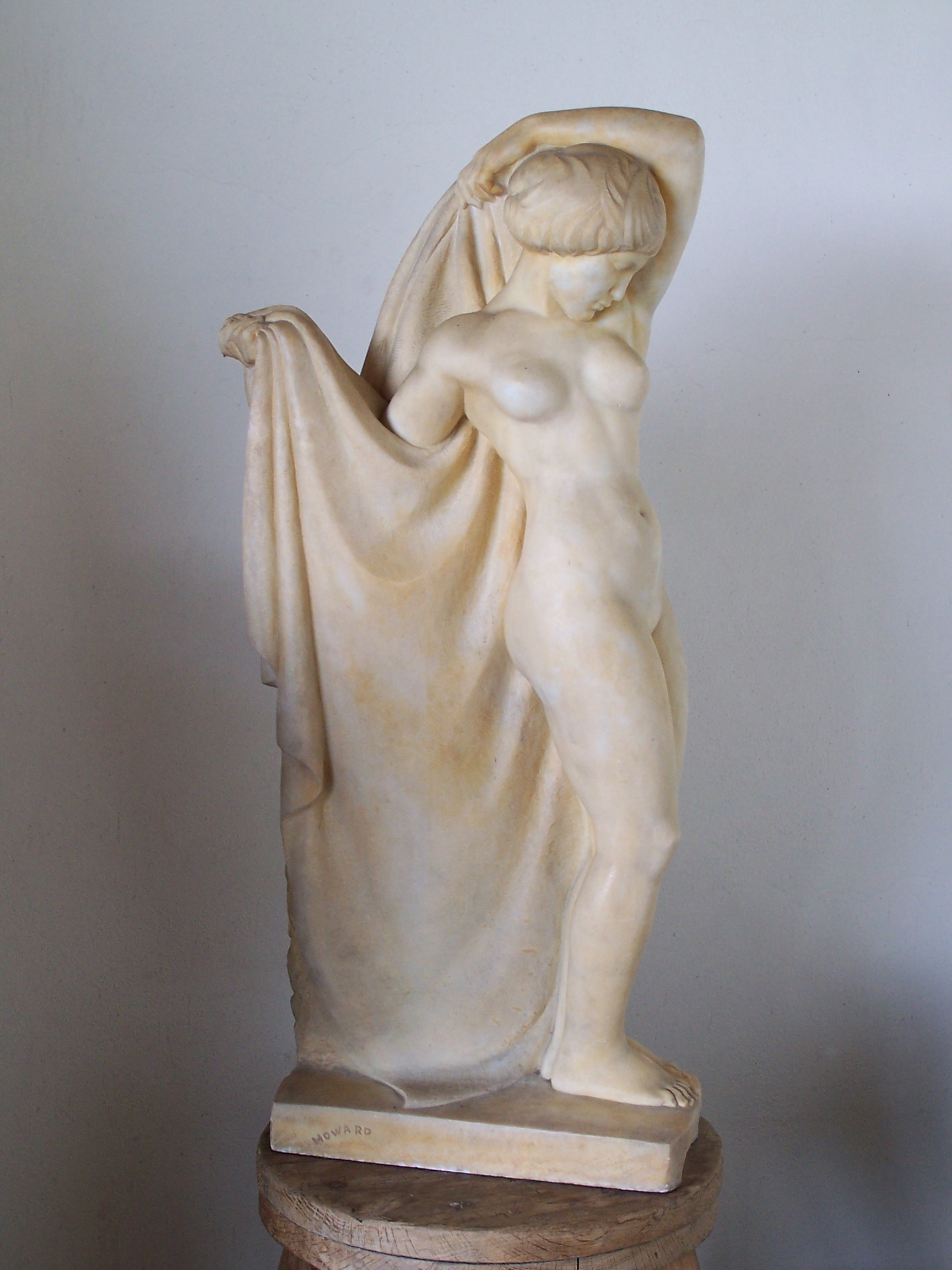
Baigneuse, 1920
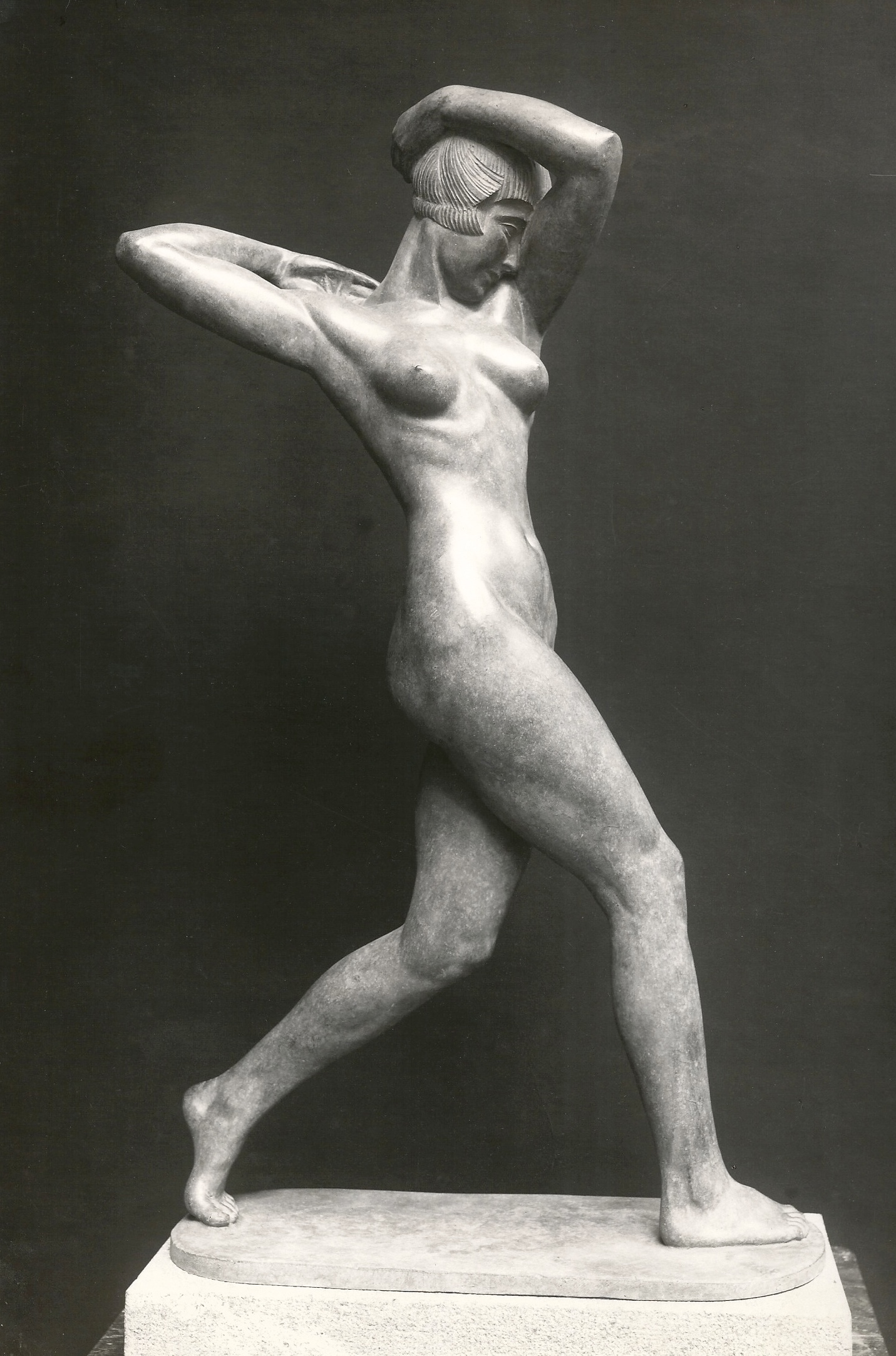
Danse, 1920
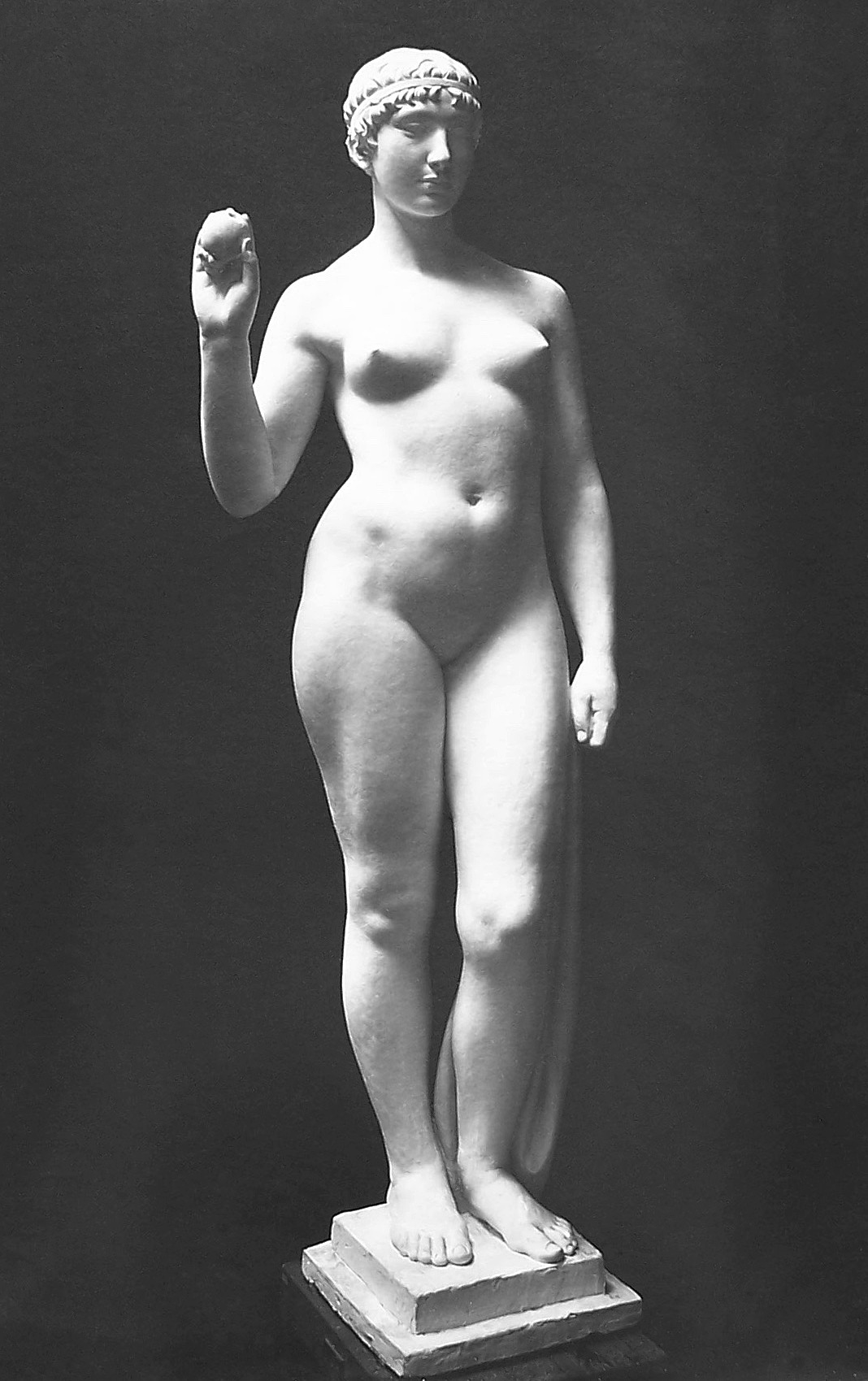
La pomme, 1923

 L'atelier du 14 avenue du Maine où vit Cecil Howard depuis onze ans, s'est considérablement agrandi. Il dispose maintenant d'un vrai appartement en plus de son lieu de travail. Autour de la cour où trône un catalpa sont installés ses amis de longue date : le peintre dessinateur anglais Cecil C. P. Lawson et le sculpteur Jo Davidson, qui a maintenant son atelier après avoir longtemps utilisé celui d'Howard, lors de ses passages à Paris. Après le travail de la journée on retrouve les habituels Guy Arnoux, André Dignimont, Joe Hamman, André Dunoyer de Segonzac, Maurice Bompard, Raymond Thiollière, Gérard Cochet ou André Derain, pour n'en citer que quelques-uns. La malle de déguisement est toujours ouverte et les instruments de musique sortent de leurs boites. À New York en 1922, Cecil Howard participe à une exposition à la Sculptor's Gallery avec La jeune femme à la cigarette, et au Colony Club avec La Mère et l'enfant, prêtée par Gertrude Vanderbilt Whitney. À Paris, participation au Salon de la Société nationale des beaux-arts, et en juin exposition personnelle à la galerie Le Goupy avec une douzaine de sculptures et des dessins. La préface du catalogue est écrite par André Lebey. L'année se termine par une dernière exposition partagée avec le peintre et graveur Gérard Cochet, à la galerie Reitlinger. En 1923 au Salon d'automne, Howard présente un nu féminin en pierre, grandeur nature, reprenant le thème antique de Pomone et intitulé simplement La Pomme. Le sculpteur participe également à une exposition à la galerie Balzac en compagnie de Gérard Cochet, André Dignimont et quelques autres, puis à nouveau de l'autre côté de l'atlantique, il présente Danse dans une grande exposition de sculpture américaine au musée d'art de Baltimore. Amateur de sport passionné Cecil Howard pratique l'escrime depuis fin 1916, discipline qui l'accompagnera la majeure partie de sa vie. Initié dans sa jeunesse à l'équitation classique, il découvre la monte western au Ranch 44 de son ami Joe Hamman, dont il est membre avec Guy Arnoux et André Dignimont. Le petit groupe « s'y exerce au lancé du lasso de 15 mètres des cowboys, qui exige de solides qualités de cavalier ». Le sculpteur est également — avec son épouse Céline —, chevalier d'arc à la Compagnie Saint-Pierre-Montmartre depuis 1920. Nommé roi en 1930 et 1937, capitaine en 1939, il y remporte de nombreuses compétitions et se classe à la quatrième place des championnats de France de 1927. Cette activité ne s'arrêtera qu'en 1940 à cause de l'occupation allemande. Ses confrères chevaliers habituels sont Guy Arnoux, Gérard Cochet, le peintre et dessinateur André Dauchez, l'ancien député André Lebey, l'industriel Jean Dolfuss ou le coureur automobile et journaliste belge, Gaëtan de Knyff. Dès les années 1920, cette passion pour le sport deviendra pour Howard une source régulière d'inspiration : lutteurs, boxeurs, escrimeurs, scènes de hockey sur glace, patinage artistique, de tailles diverses, principalement en bronze mais aussi en pierre, comme ce grand nu féminin, La tireuse à l'arc, qui illustre un article de Gaëtan de Knyff sur ce sport.

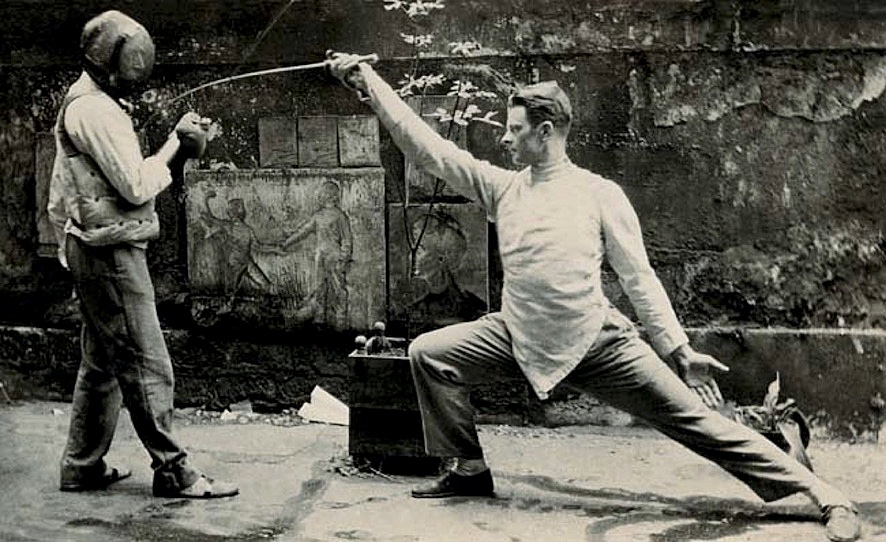
Leçon d'escrime, 1920-25
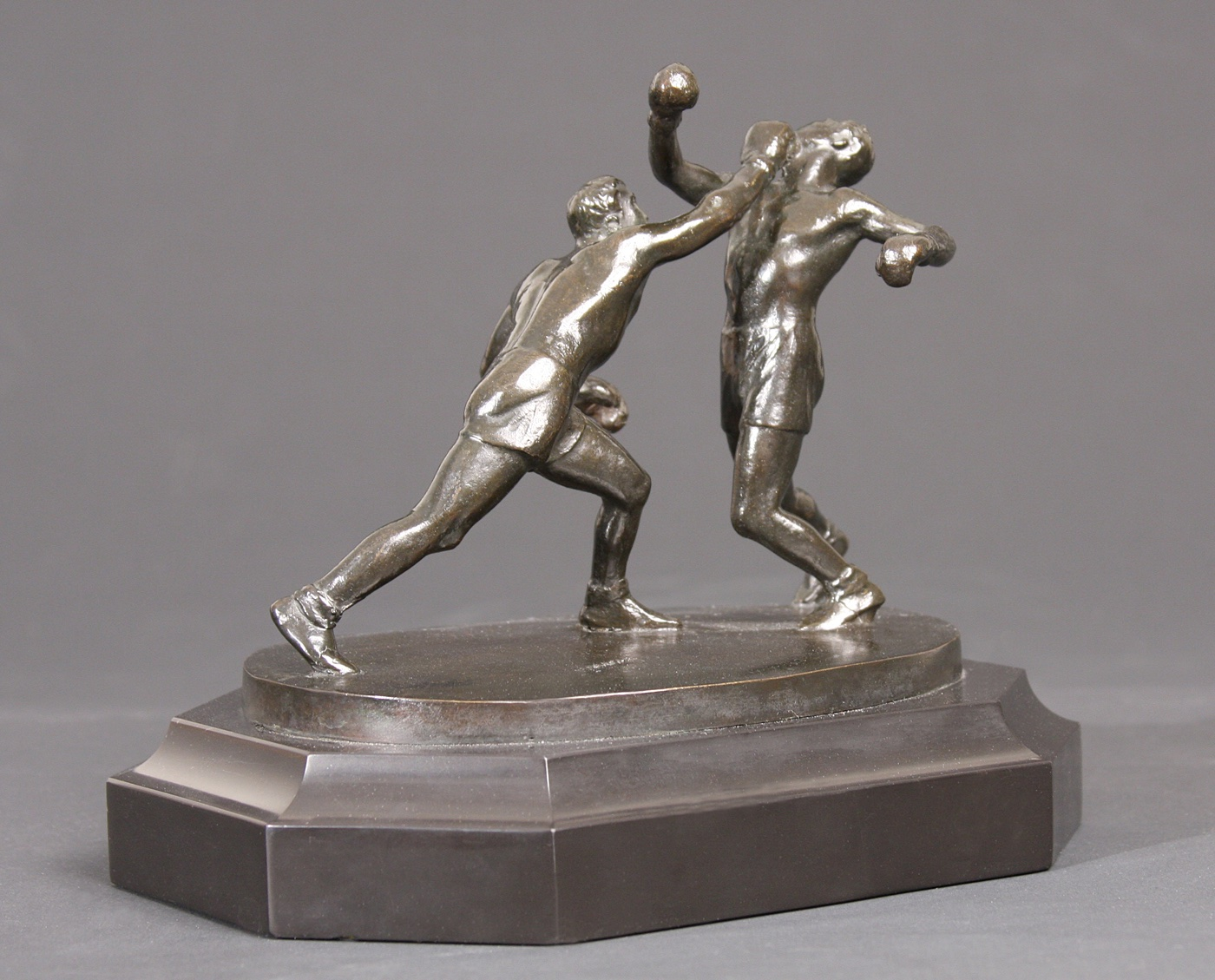
Right Cross, 1925-30
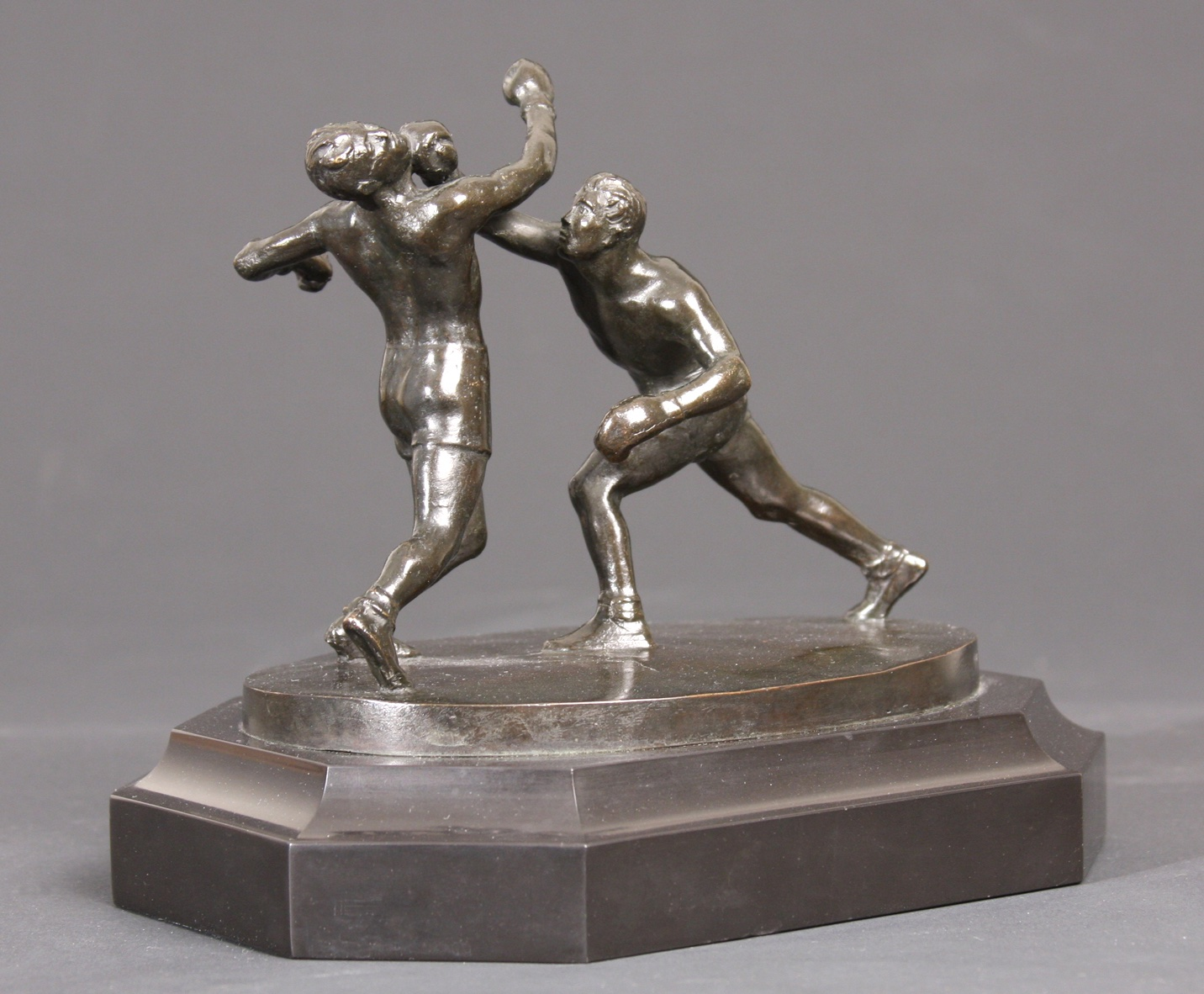
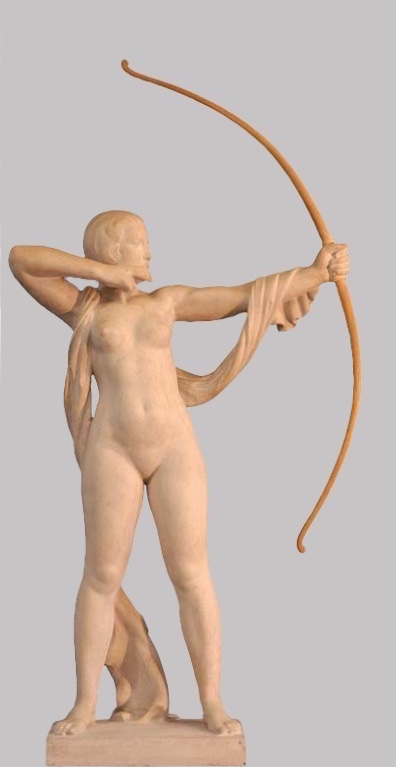
Tireuse à l'arc, 1926-28
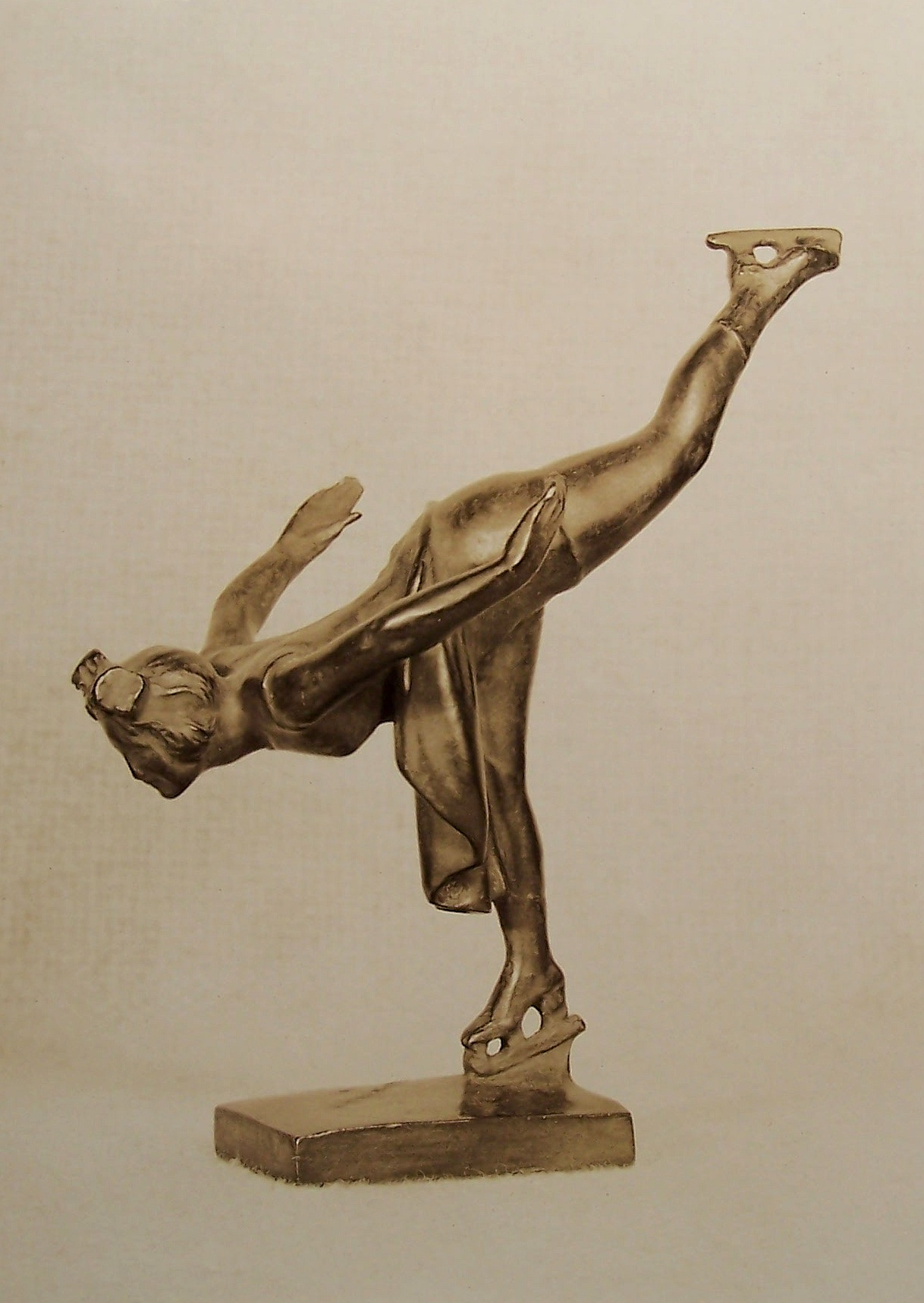
Sonja Henie, 1928-35
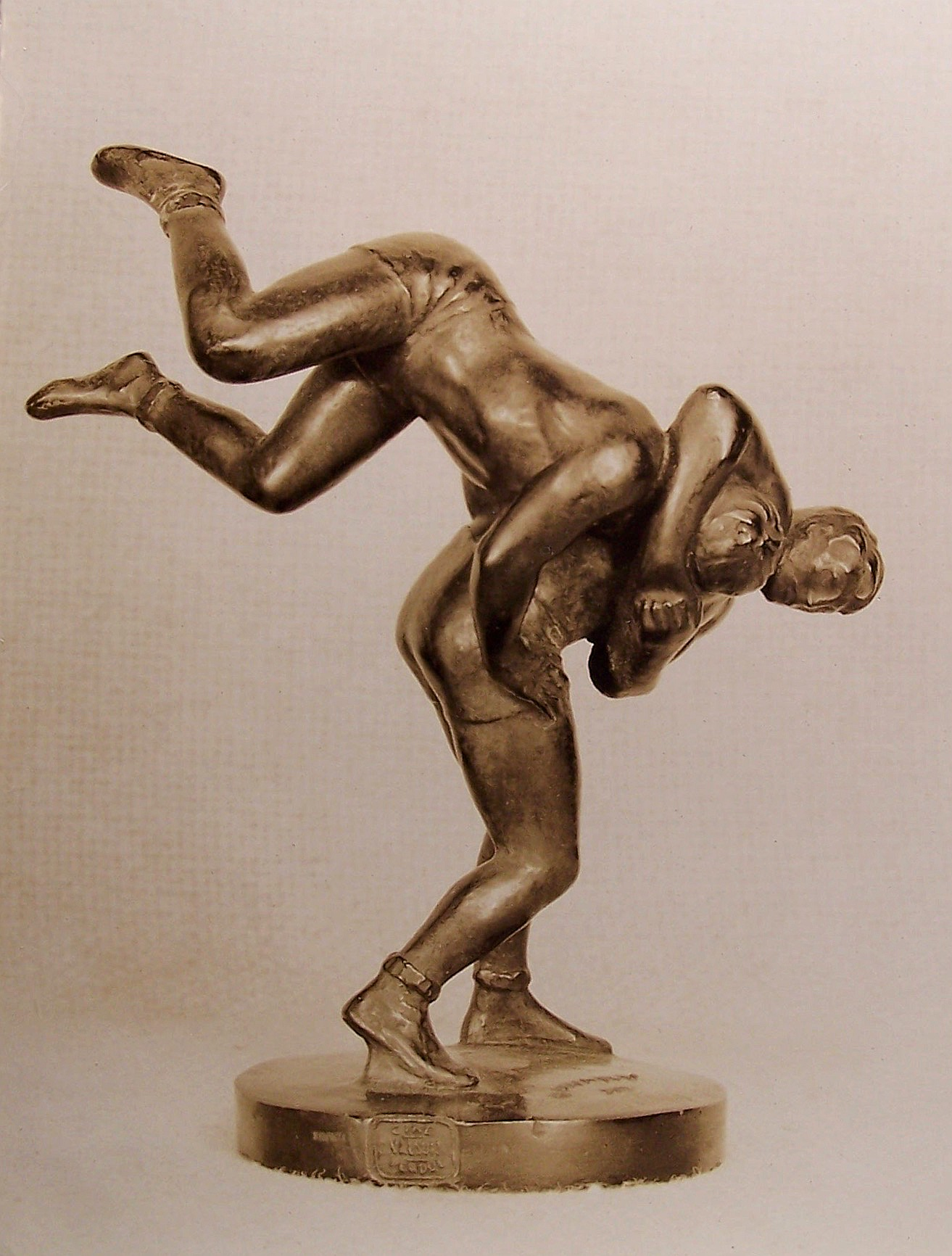
Side headlock, 1928-35
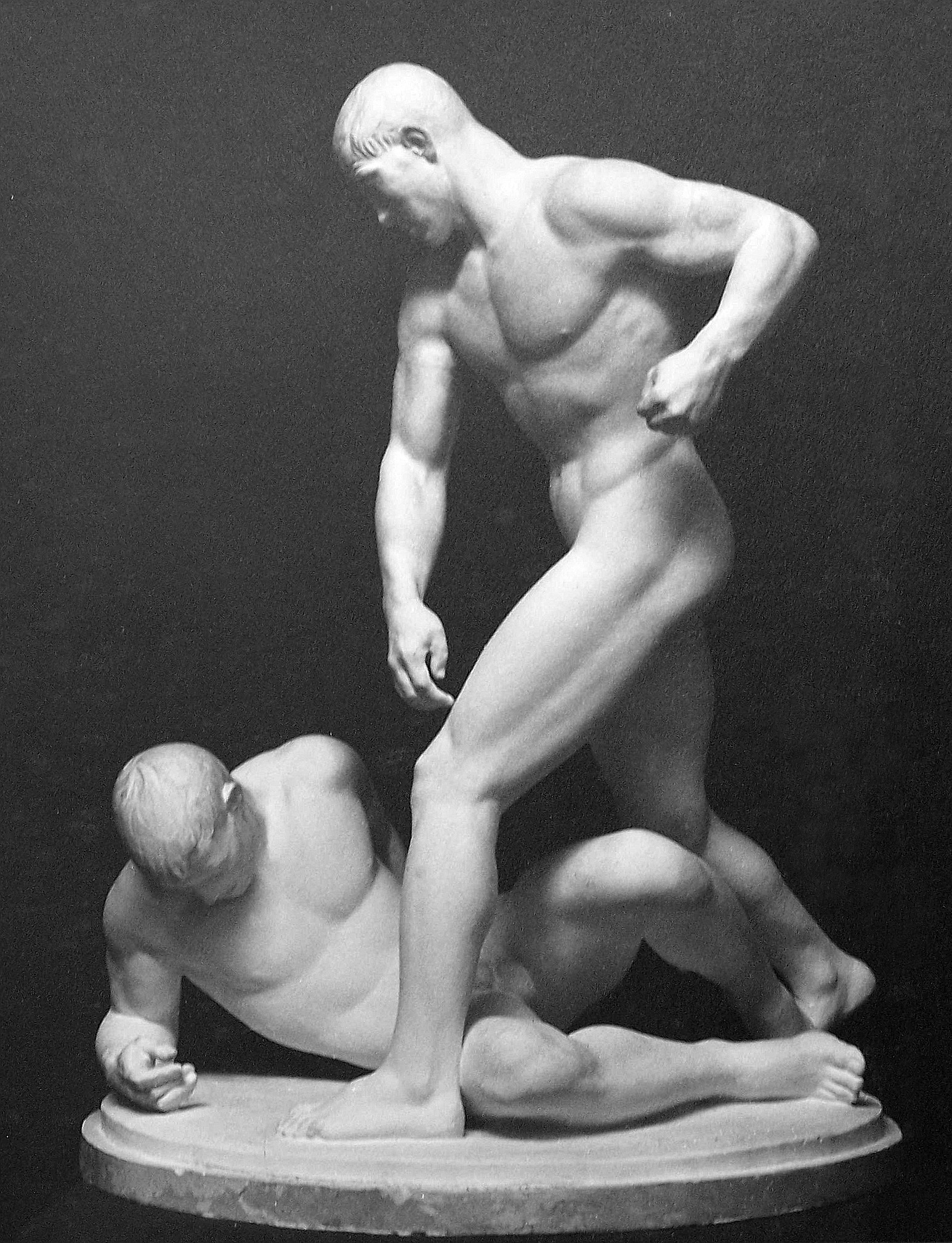
Knockout, 1935
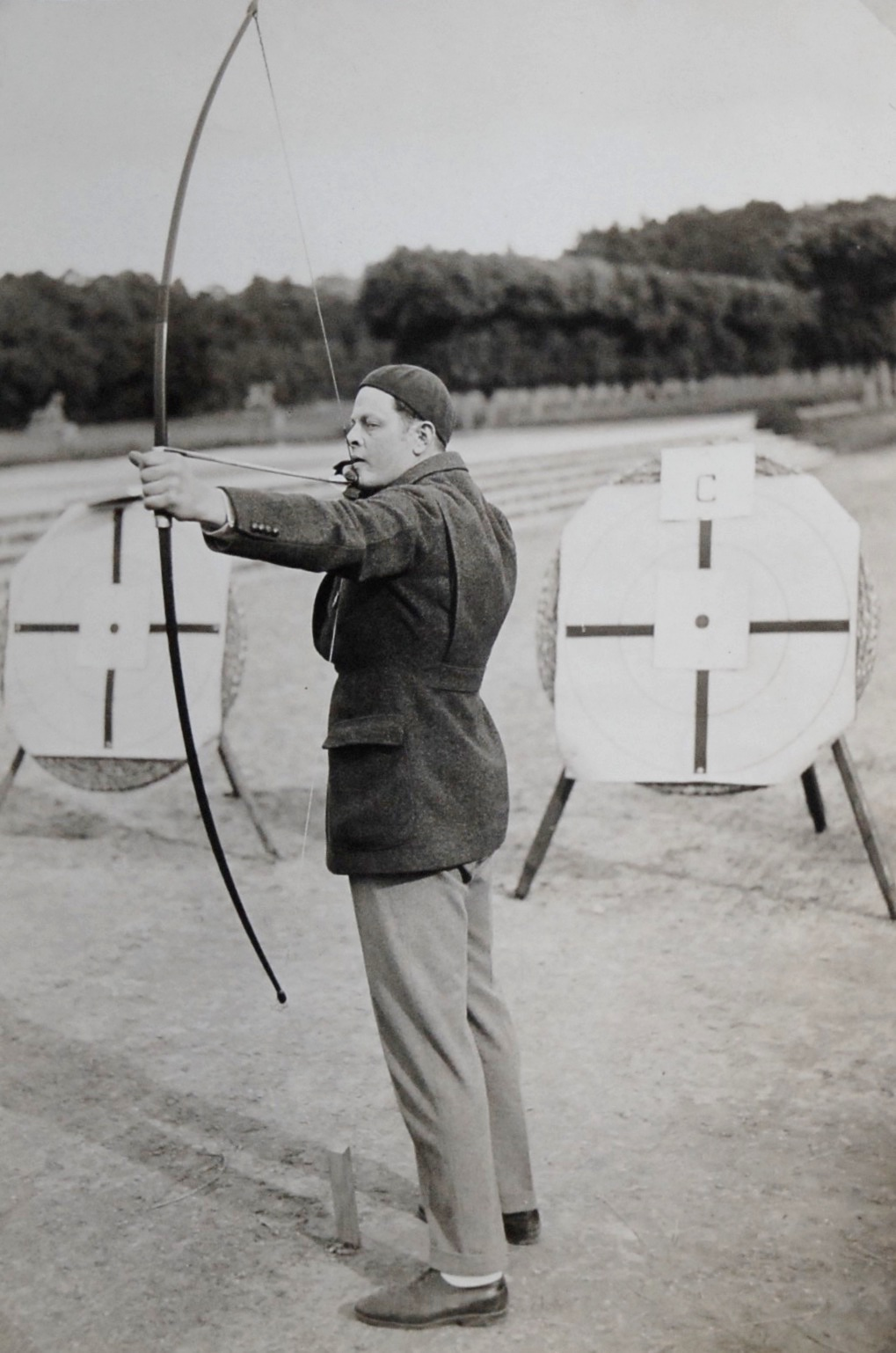
Tir à l'arc, 1925-30

### Retour de la fée Whitney
Cecil Howard reçoit en 1924 la commande d'un gisant en pierre pour le tombeau d'Audrey Herbert, diplomate anglais et demi-frère de lord Carnavon. L'œuvre est exécutée dans la chapelle privée familiale en collaboration avec l'auteur de l'édifice, le célèbre architecte sir Edwin Luytens. Howard réalisera ensuite le portrait du fils du défunt, (en) Auberon Herbert. Il exécute également à cette époque, les portraits des enfants d'un baron anglais, lord Howard de Walden, qui lui commandera entre autres des décorations de table monumentales sur le thème de l'Afrique.

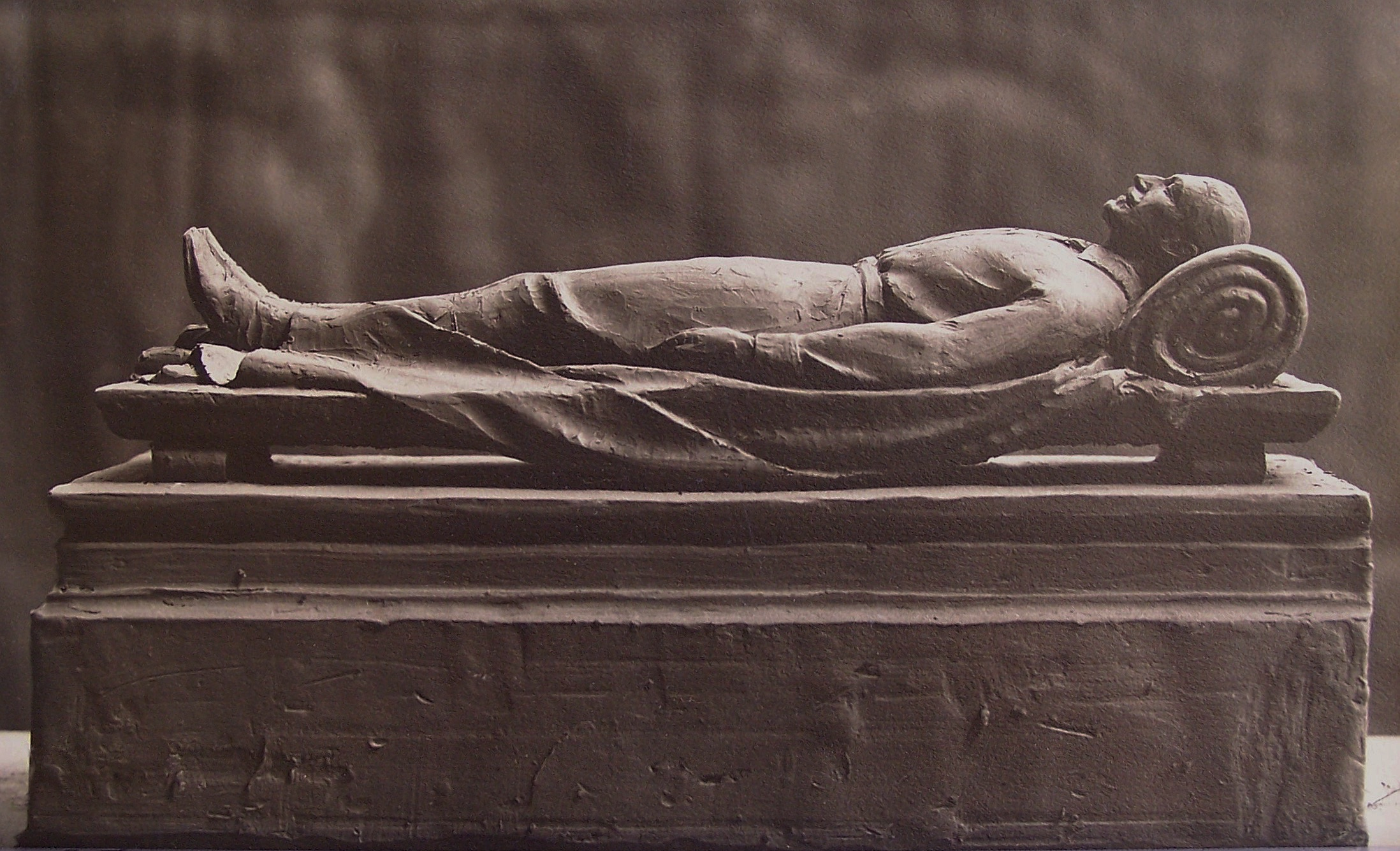
Audrey Herbert, 1924
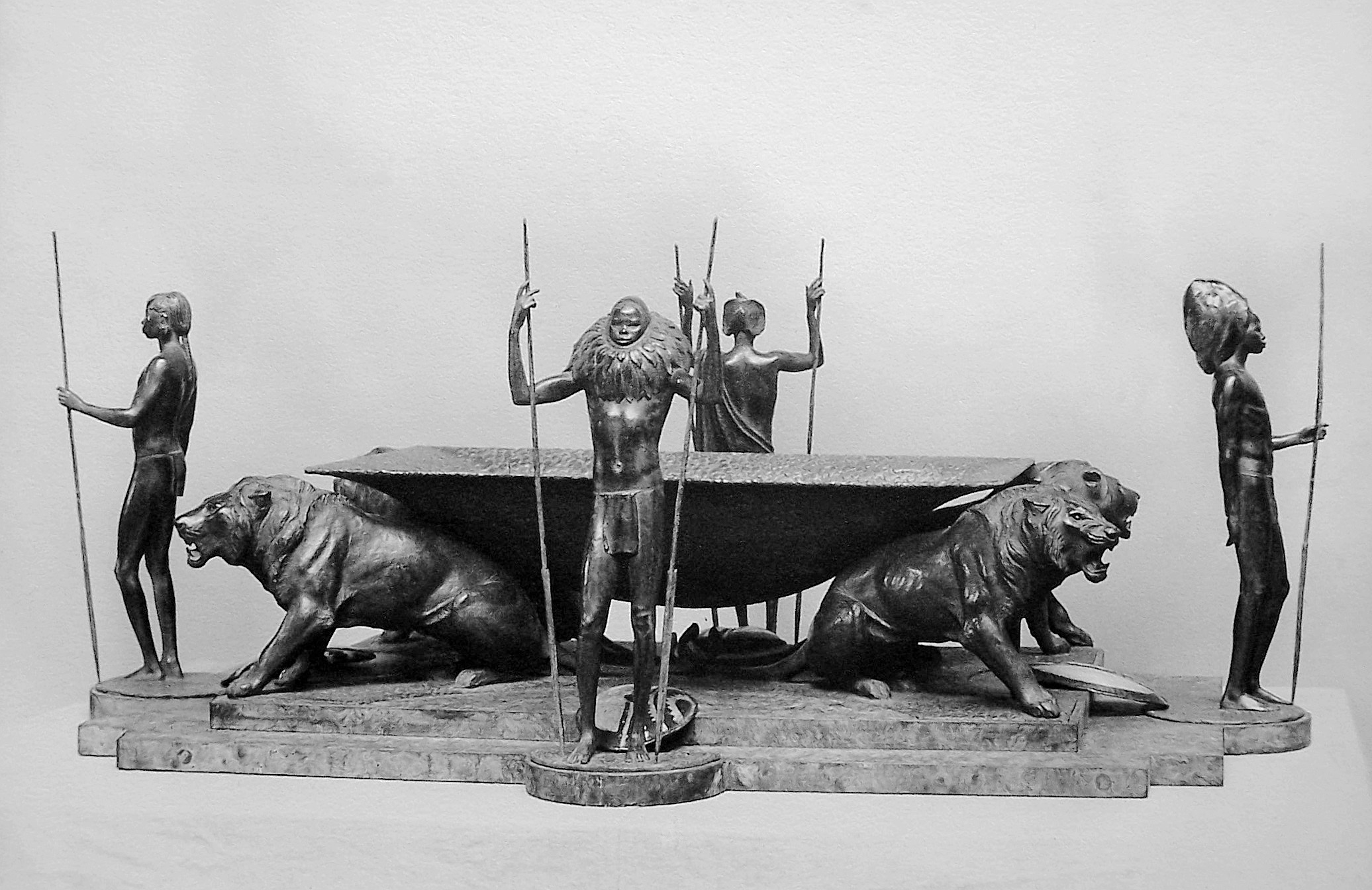
Howard de Walden,
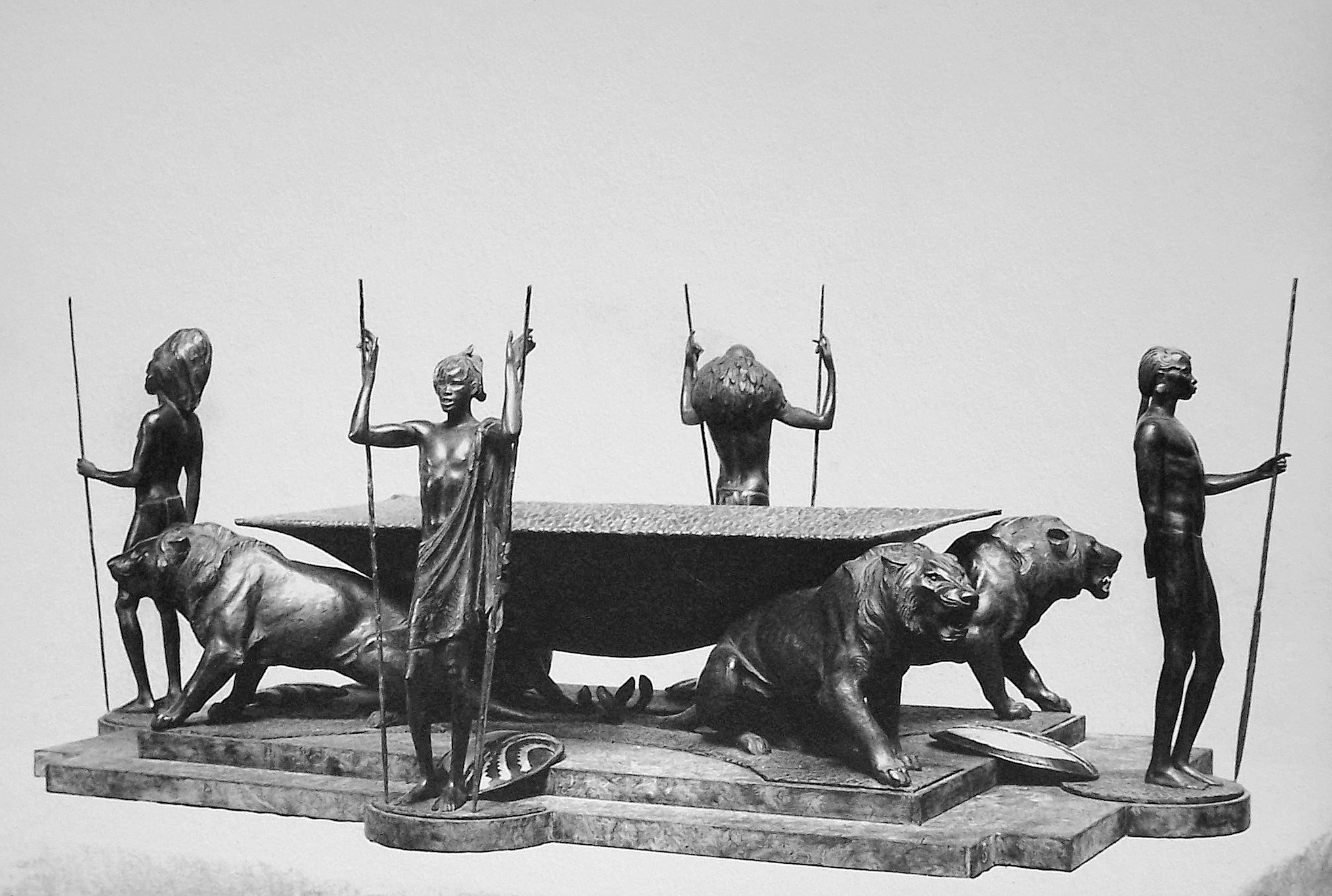
Décoration de table,
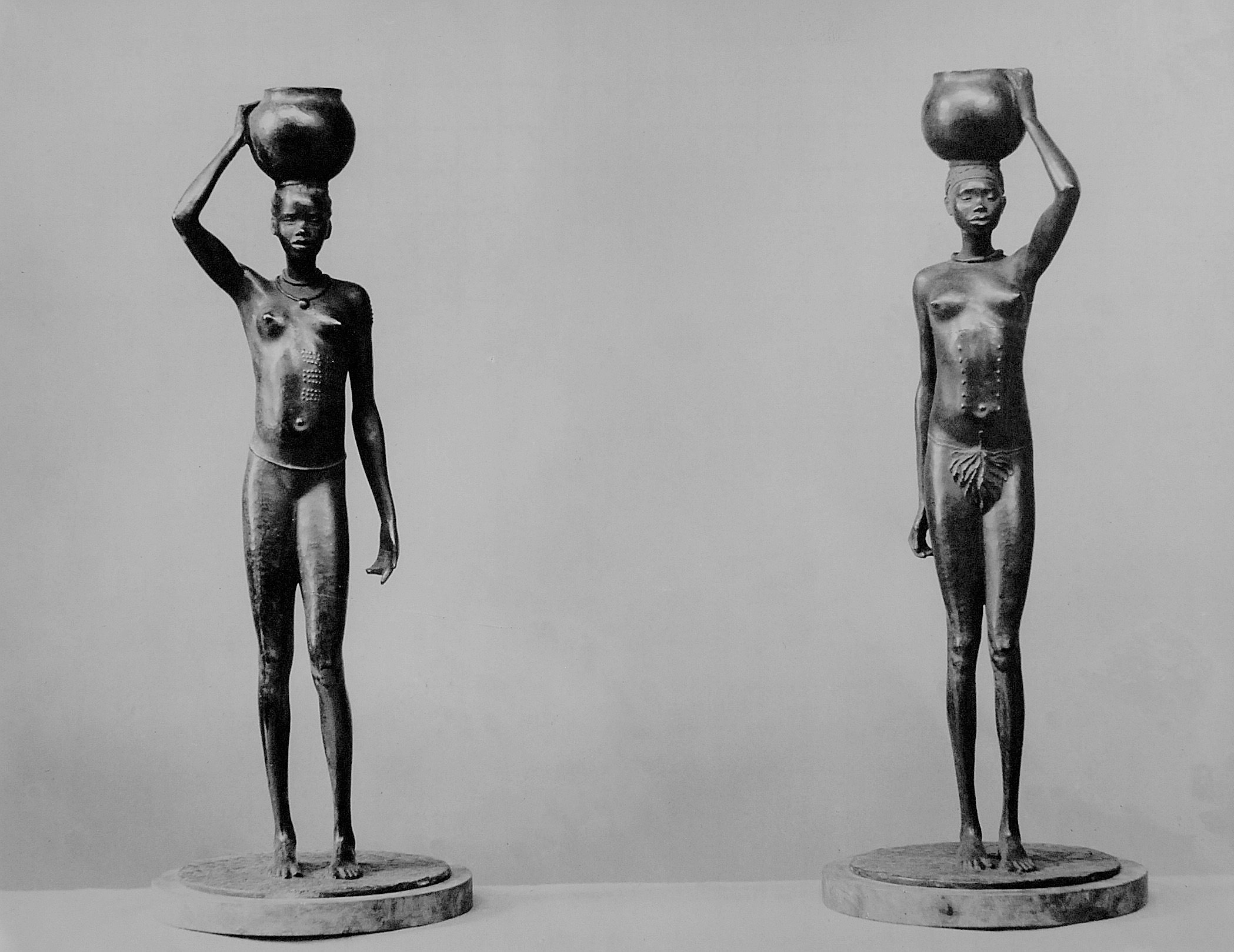
Paires de bougeoirs, 1924
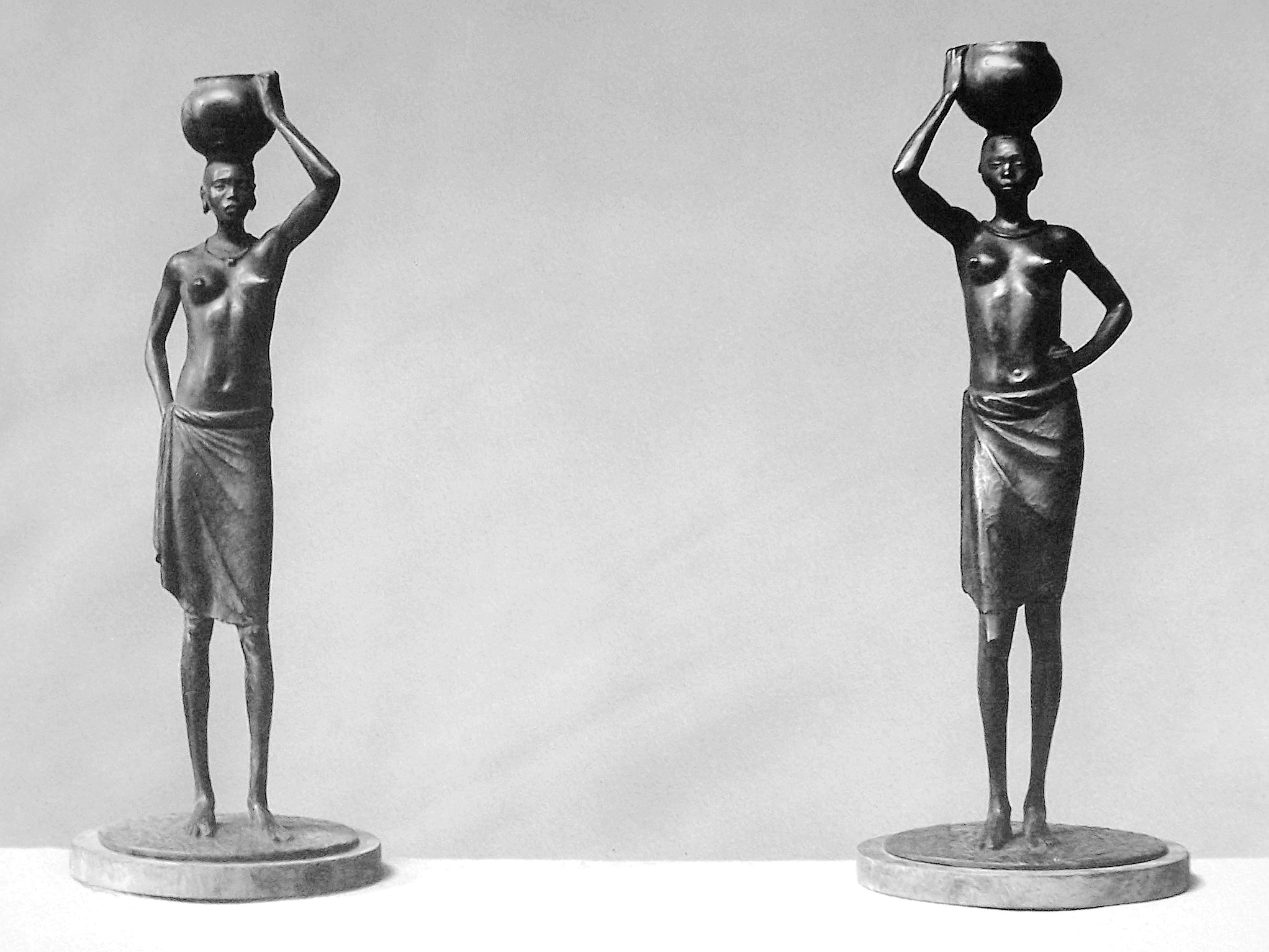
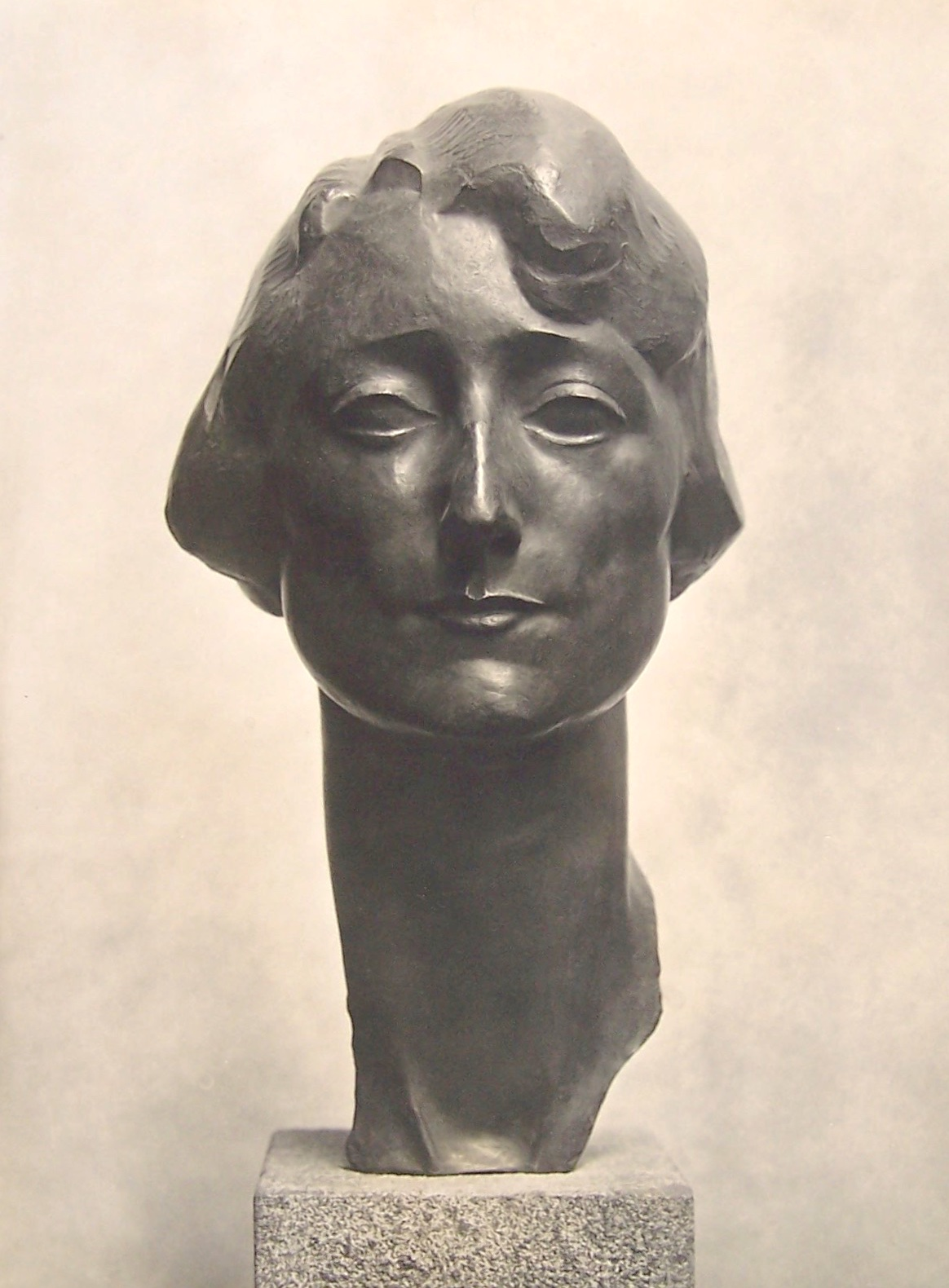
Lady Howard de Walden

 Contrairement à son ami Joe Davidson qui s'est spécialisé avec talent dans l'art du portrait, et bien qu'il y excelle également, Cecil Howard émet quelques réserves sur la place que peut prendre cet exercice au sein de son activité artistique : « Le portrait représente une part importante de mon travail, car c'est ce qui se vend le mieux. Malheureusement, il faut bien tenir compte aussi du côté pratique. Ce que je préfère par-dessus tout, c'est travailler la pierre en laissant mon imagination vagabonder, mais hélas ces choses là personne ne les achètent ».

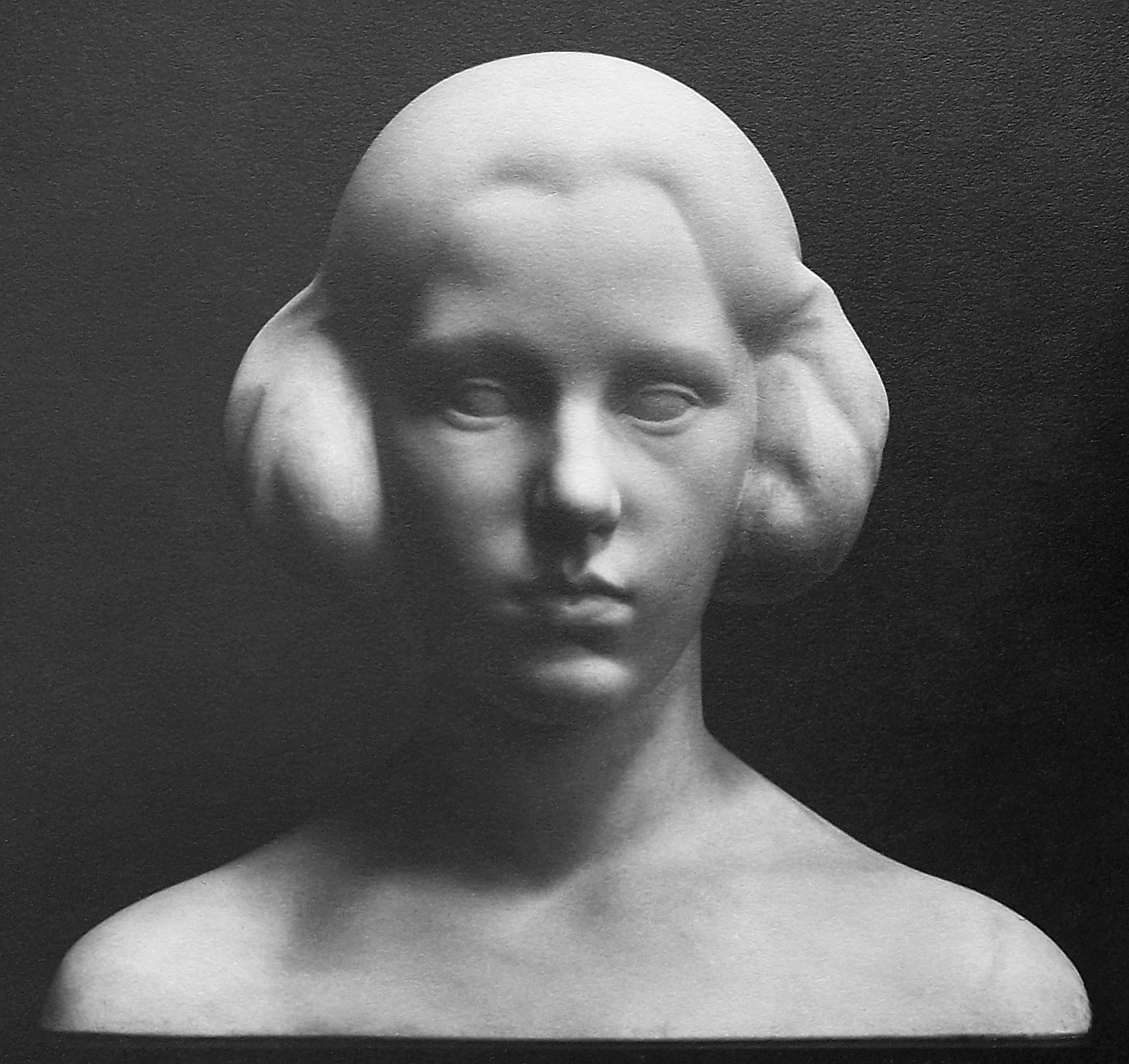
Charlotte Lebey, 1922-23
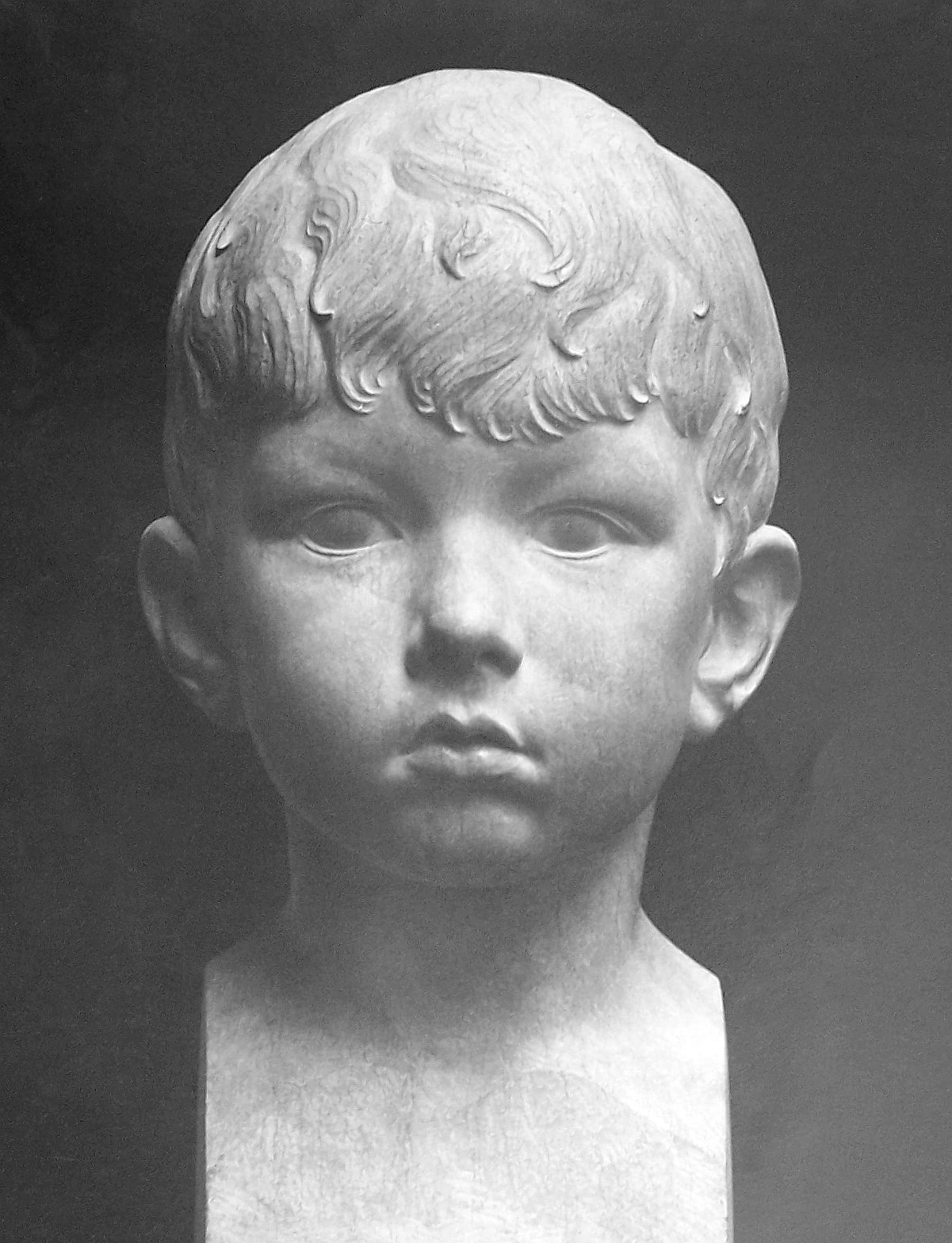
Noël Howard, 1923-25
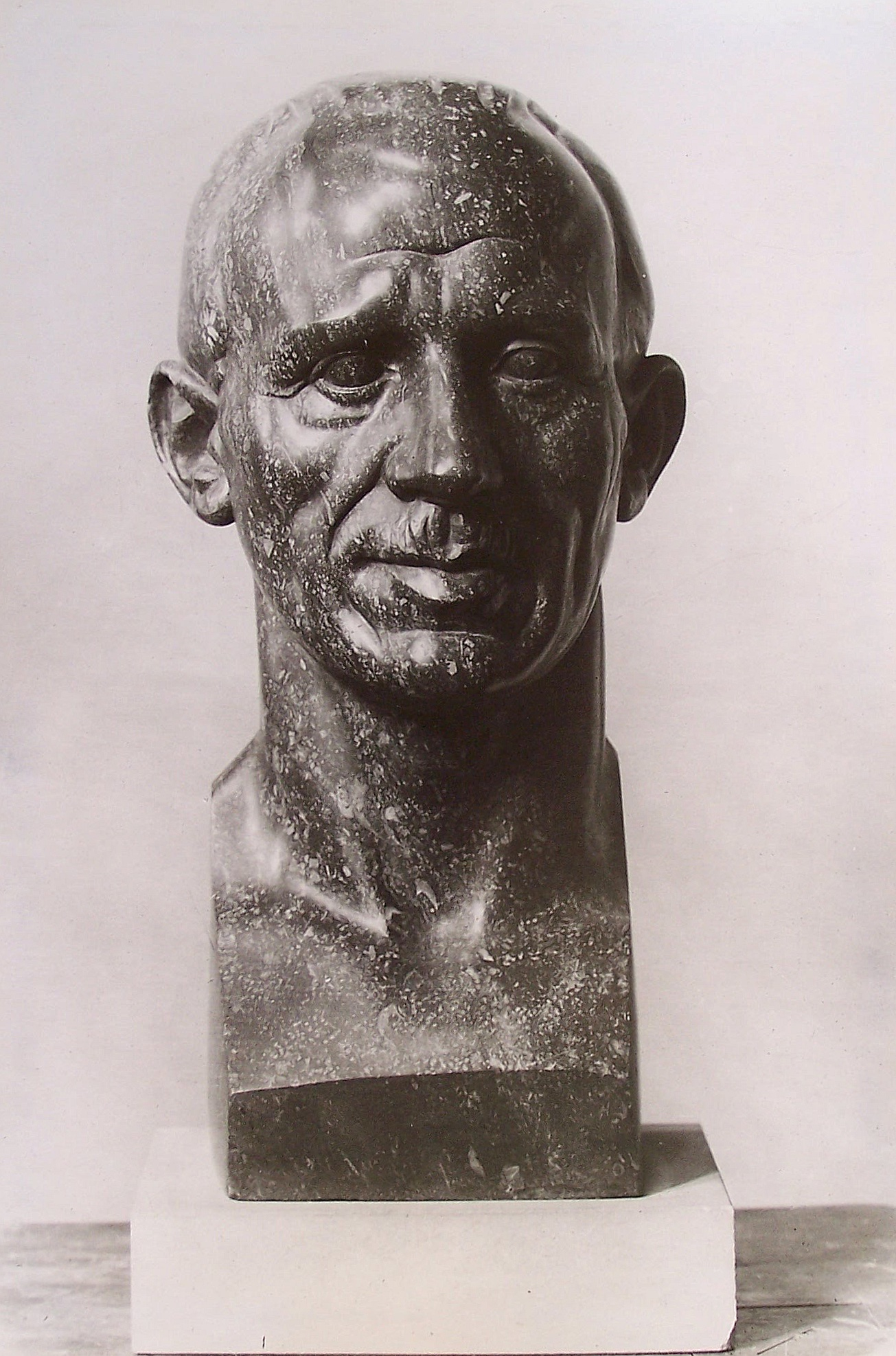
Raymond Thiollière, 1925
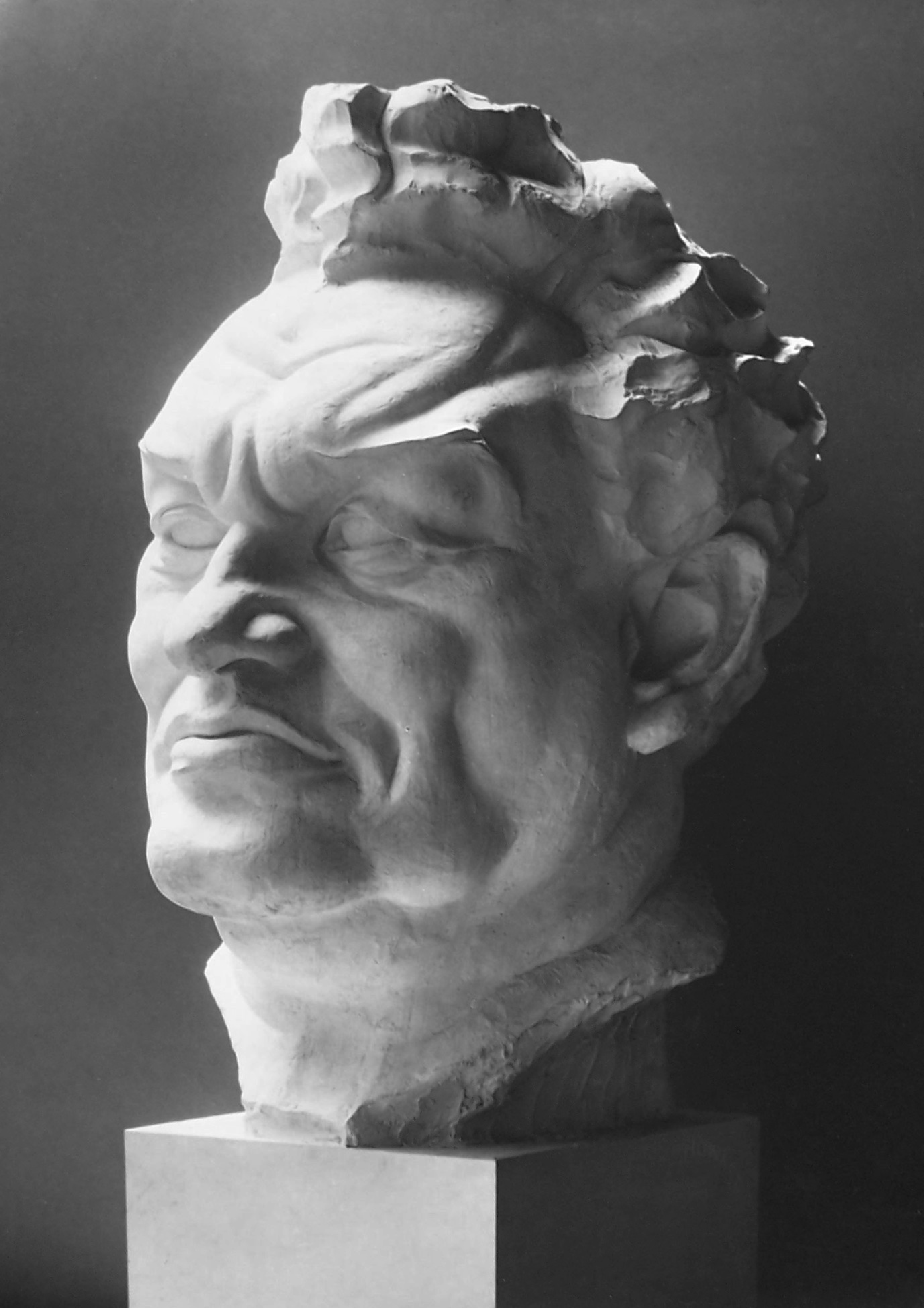
Robert Chanler 1925-28
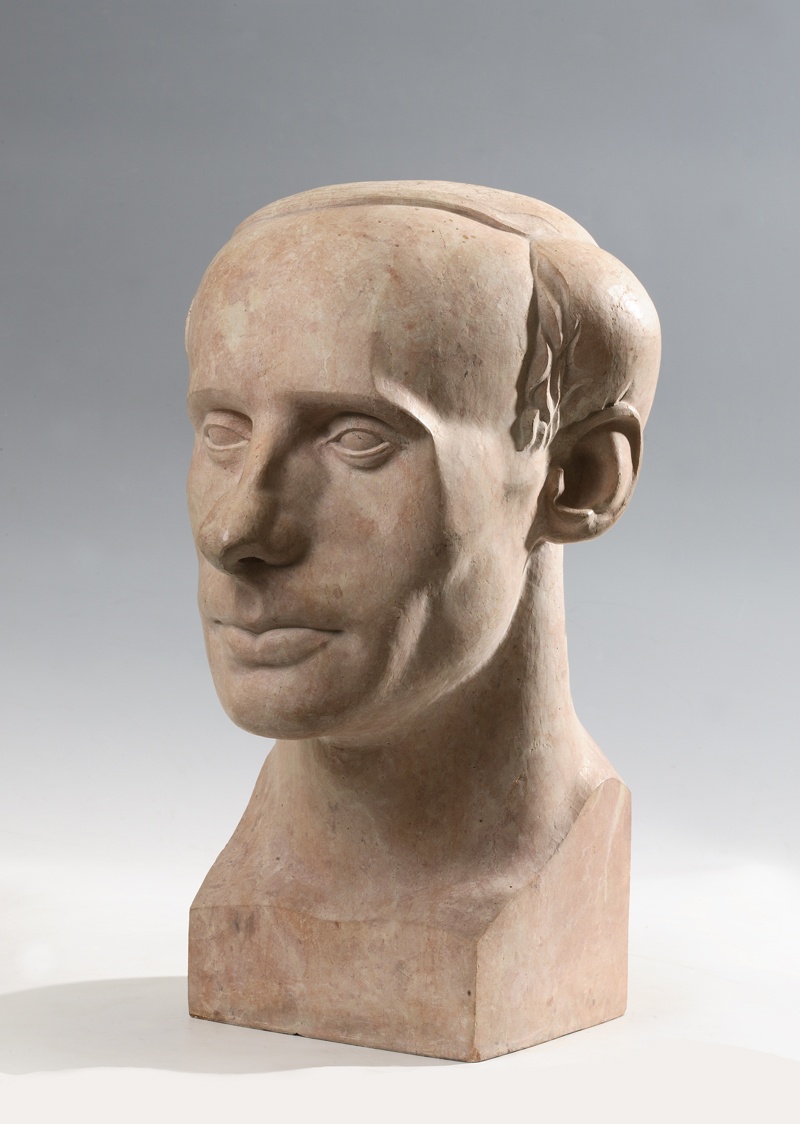
André Dignimont, 1925-30

 Le sculpteur participe à une exposition à la galerie Panardie, et comme beaucoup d'autres années, 1924 se termine par le Salon d'Automne. Parmi les œuvres exposées, un portrait en marbre de Charlotte Lebey, la fille de son ami André Lebey. Du 6 au 24 janvier 1925, se tient au Whitney Studio Galleries de New York, la première exposition américaine consacrée aux œuvres de Cecil Howard. Proposant dix-huit sculptures et vingt dessins, elle est ensuite transférée jusqu'à la fin février à l'Albright-Knox Art Gallery de Buffalo, qui se porte acquéreur de sa statue intitulée Danse, et l'intègre à ses collections permanentes. Vingt-trois ans plus tôt, en 1902, ce grand musée alors en construction accueillait l'Art Students League dans ses sous-sols, et depuis un an le jeune Howard s'y initiait à la sculpture auprès de James Earle Fraser.

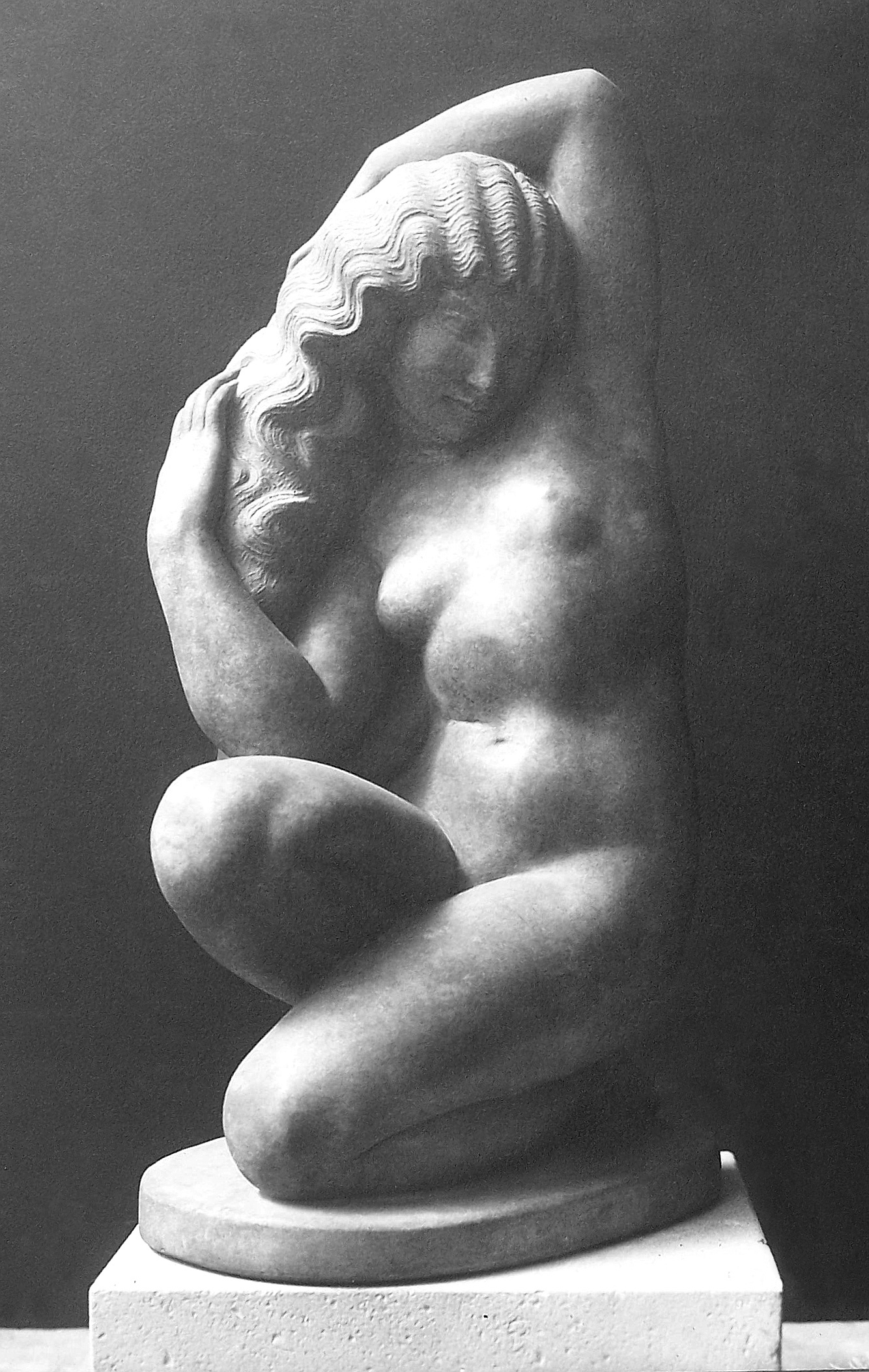
Chevelure, 1920-24
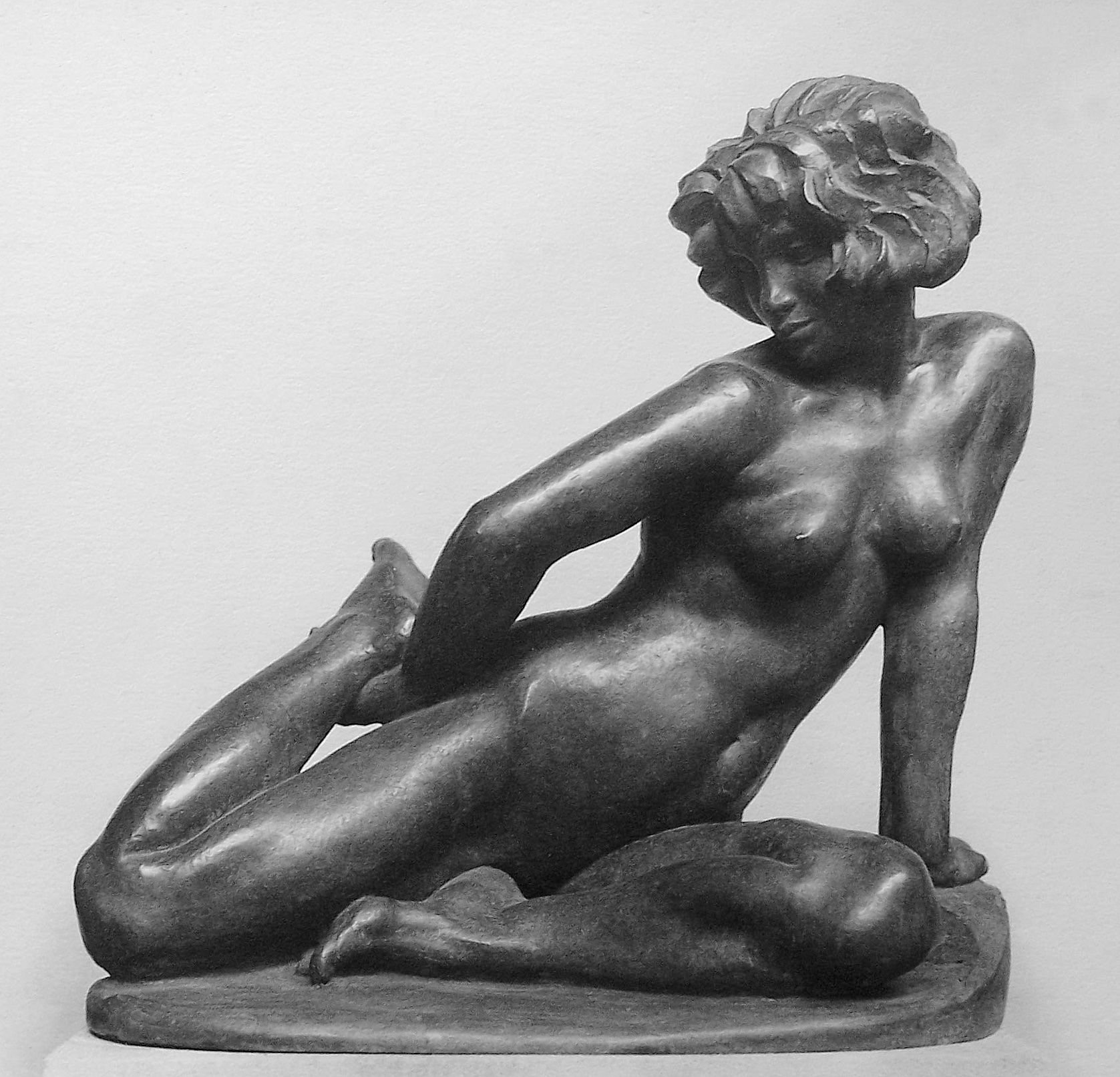
Contortion, 1920
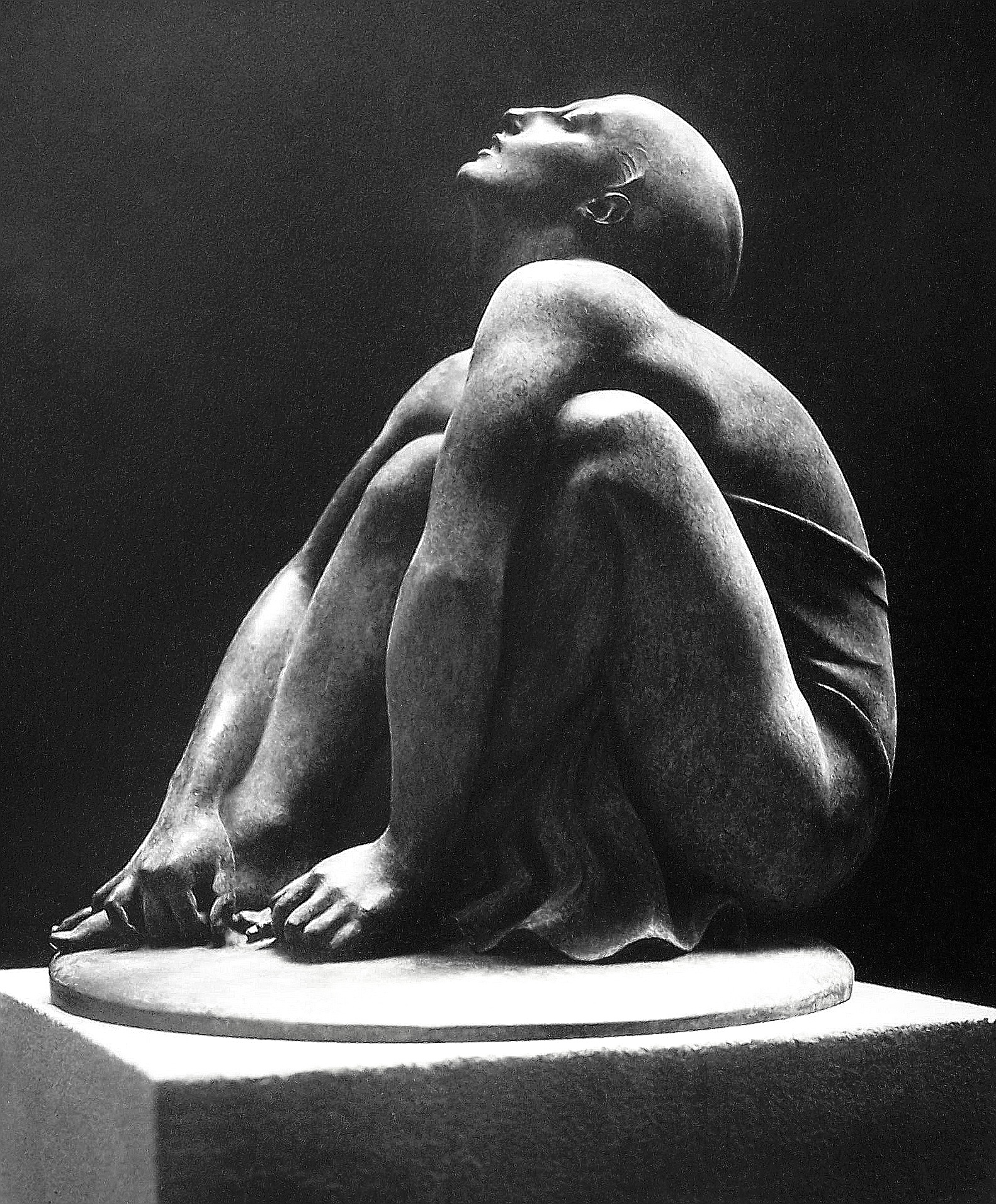
Fatigue, 1920-24
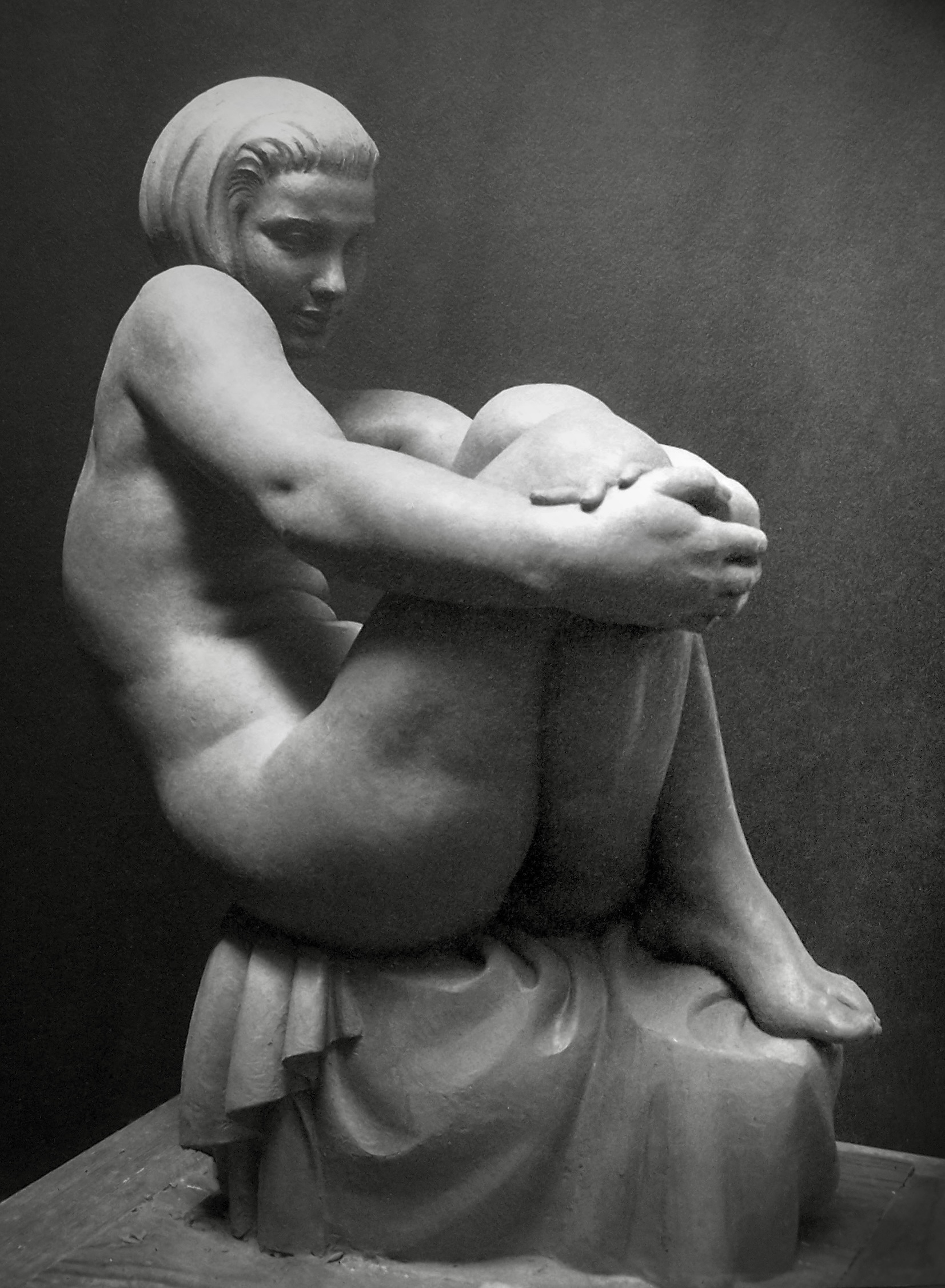
Méditation, 1920-24

 Quelques mois après cette exposition, la ville de Buffalo commande au sculpteur un projet de monument pour l'hôtel de ville. Dédié au vingt-quatrième président des États-Unis, Grover Cleveland — auparavant sheriff puis maire de Buffalo — le mémorial sera finalement réalisé par Bryant Baker en 1932. L'année 1925 se termine avec la participation de Cecil Howard à la Tri-National Art Exhibit, exposition itinérante qui rassemble des œuvres représentatives de la création française, anglaise, et américaine. Débutant à Paris dans la galerie Durand-Ruel, elle se poursuit à Londres aux Chenil Galleries, et se termine début 1926 à la Wildenstein Galleries de New York. Cette année-là le sculpteur réalise une de ses plus belle pièce : un torse d'homme en pierre de Bourgogne qu'il a appelé Of the Essence. Cette œuvre qui trouve ses racines dans la grande statuaire antique, lui vaudra en 1955 la Gold Medal of the Architectural League of New York. En janvier 1927 Howard participe à la Multinationale de la galerie Bernheim Jeune à Paris, puis en mars 1928 à la première exposition de sculpture annuelle du Whitney Studio Club, à New York. Le mois suivant, Gertrude Vanderbilt Whitney lui propose de l'accompagner pour un voyage de dix jours en Sicile. Après Rome et Naples, où ils embarquent pour Palerme, ils sont rejoints par l'architecte William Adams Delano (en) et son épouse. Le quatuor passe ses journées dans les ruines grecques, enchaînant croquis et pique-niques. Cette année-là, Howard réalise également un nu féminin en pierre, grandeur nature, dont la femme mécène se portera acquéreuse pour le Whitney Museum, en 1941. Un exemplaire en bronze de cette statue sera présenté dans le pavillon américain, à l'Exposition universelle de 1937 à Paris, où elle remportera un grand prix.

### Naissance d'un musée
En 1929, Cecil Howard devient membre élu de la National Sculpture Society. En avril, accompagné de son épouse, de sa sœur Marjorie, de son ami Jo Davidson, le sculpteur se joint aux invités qui embarquent à Paris dans un train privé, affrété par Gertrude Vanderbilt Whitney. Sont rassemblées des personnalités américaines du monde artistique, de la presse, de la finance, et de la politique. Le but de ce voyage est l'inauguration du monument de 37 mètres de haut dédié à Christophe Colomb, que la femme sculpteur vient d'achever à Huelva. Après une étape d'une journée au Ritz de Madrid, les invités arrivent à Séville. Embarqués sur un bateau de croisière, ils descendent ensuite le Guadalquivir, avant de remonter les côtes espagnoles et le rio Odiel (es), jusqu'à leur destination finale. Enfin le 21 avril, jour de l'inauguration, « une pluie battante s'abat sur les deux cents invités frigorifiés, agglutinés sous une forêt de parapluies ».

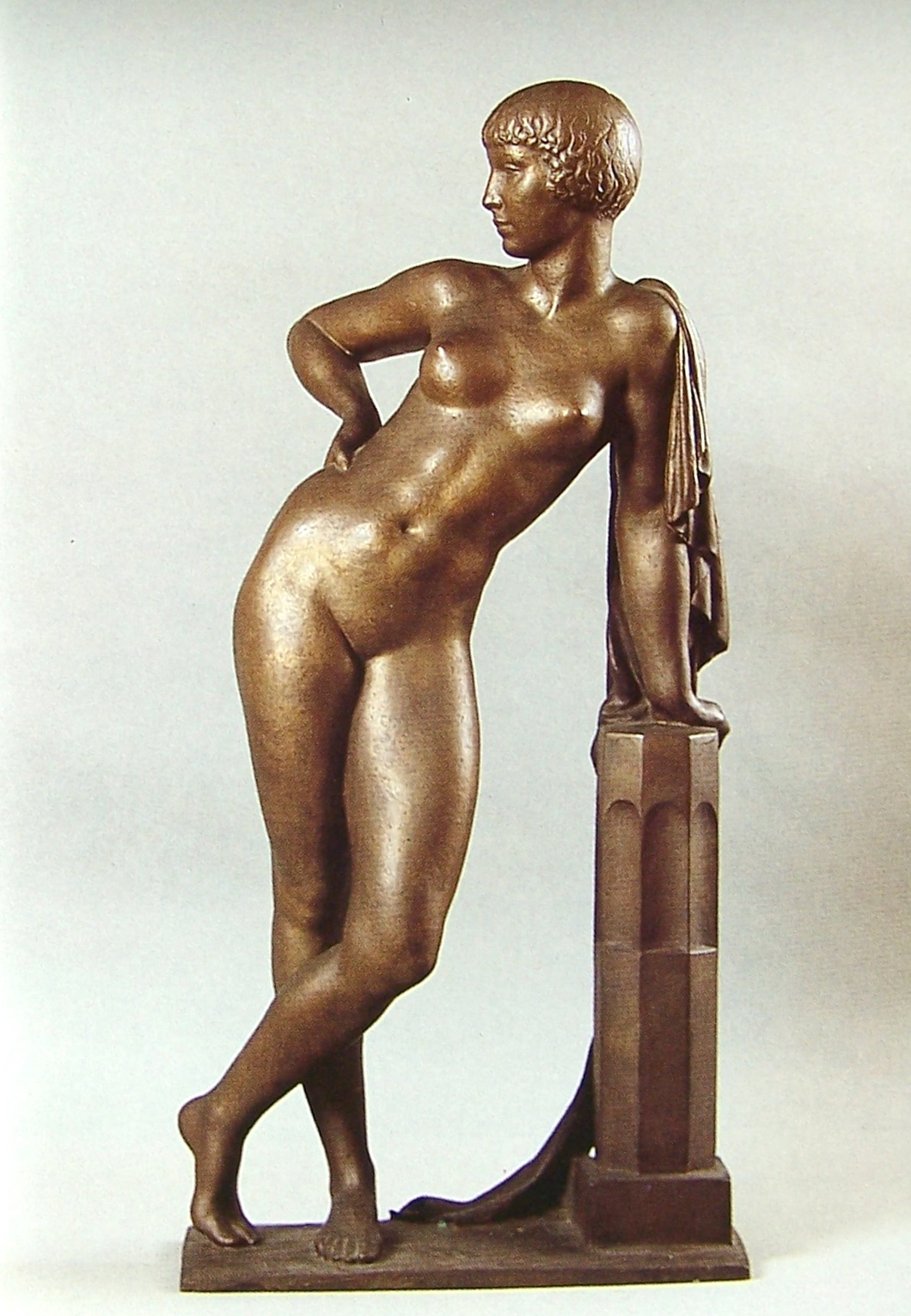
Standing Figure, 1928

 Plus tard dans l'année, Gertrude Vanderbilt Whitney achète au sculpteur Standing Figure, un tirage en bronze d'après la version en pierre présentée à la première exposition annuelle du Whitney Studio Club, l'année précédente. Une deuxième exposition du sculpteur est prévue au Whitney Studio Galleries, et doit voyager ensuite à l'Art Institute of Chicago. À Paris, alors que les sculptures déjà emballées attendent le transporteur, un télégramme annonce l'effondrement des Bourses américaines et annule l'exposition. D'abord repoussée en 1930, elle n'aura finalement jamais lieu. Malgré le Krach financier de 1929 — dans lequel la famille Vanderbil perd 40 millions de dollars — et malgré le décès de son mari en 1930, Gertrude Vanderbilt Whitney inaugure enfin en novembre 1931 le Whitney Museum of American Art. Après la mort de sa mère en 1932, Cecil Howard emménage au 7 rue de la Santé où sa famille et lui partagent un petit hôtel particulier avec sa sœur Marjorie, rédactrice de mode à Harper's Bazaar. Cet arrangement durera jusqu'à l'occupation allemande qui entraîne huit ans plus tard le départ forcé de toute la famille. Le bâtiment de trois étages entouré d'un grand jardin, comprend un garage transformé en atelier et un jardin d'hiver. Sur les murs de la salle à manger, encadrés de boiseries, la tapisserie défraîchie est remplacée par des fresques peintes par Guy Arnoux, Gérard Cochet, André Dignimont, Maurice Taquoy, Joë Hamman, Maurice Bompard, et Cecil Howard. Cette année-là le sculpteur est présent au Salon de la Société nationale des beaux-arts, mais également au Salon des Tuileries, avec le nu féminin grandeur nature réalisé en 1928. Œuvre qui entrera dans les collections du Whitney Museum en 1941 sous le simple titre Figure. Howard se rend à New York en 1933, où il participe à la première biennale d'art contemporain américain du Whitney Museum. De retour à Paris il commence un nu féminin allongé, grandeur nature, intitulé Bain de Soleil. Taillée dans un bloc de pierre de Bourgogne et pesant plus d'une tonne, la sculpture sera achetée par le musée d'art moderne de la ville de Paris en 1947. En 1934 Cecil Howard fait à nouveau un court séjour à New York, où il présente des œuvres à la première exposition municipale d'art contemporain américain qui se tient au Rockefeller Center. À son retour, il organise une exposition à son domicile : les sculptures sont disposées sous la grande verrière du jardin d'hivers, autour de Bain de Soleil, mais également dans son atelier et parmi les massifs du jardin. Le tout-Paris mondain et artistique se presse au vernissage, les journaux en font un écho élogieux.

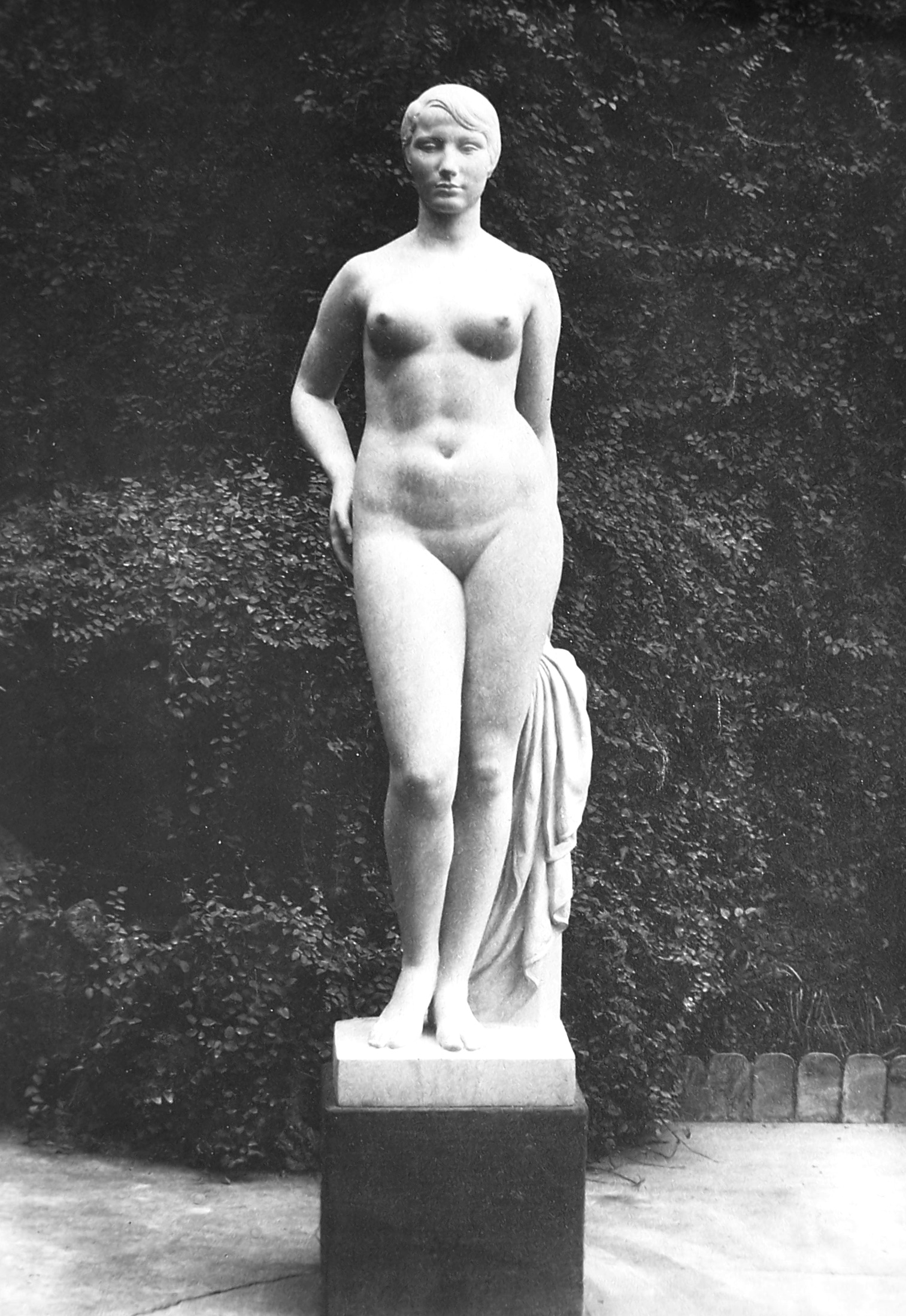
Figure, 1928
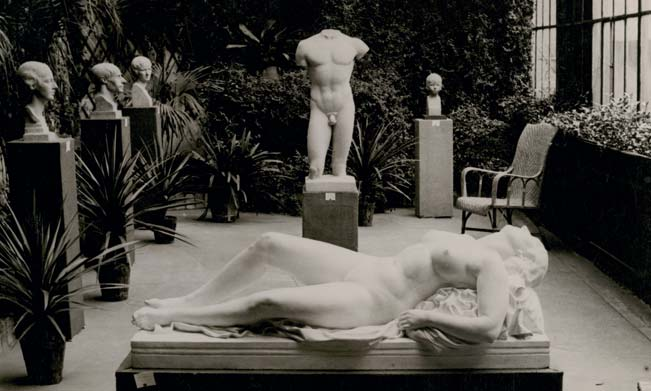
Bain de soleil et Of the Essence
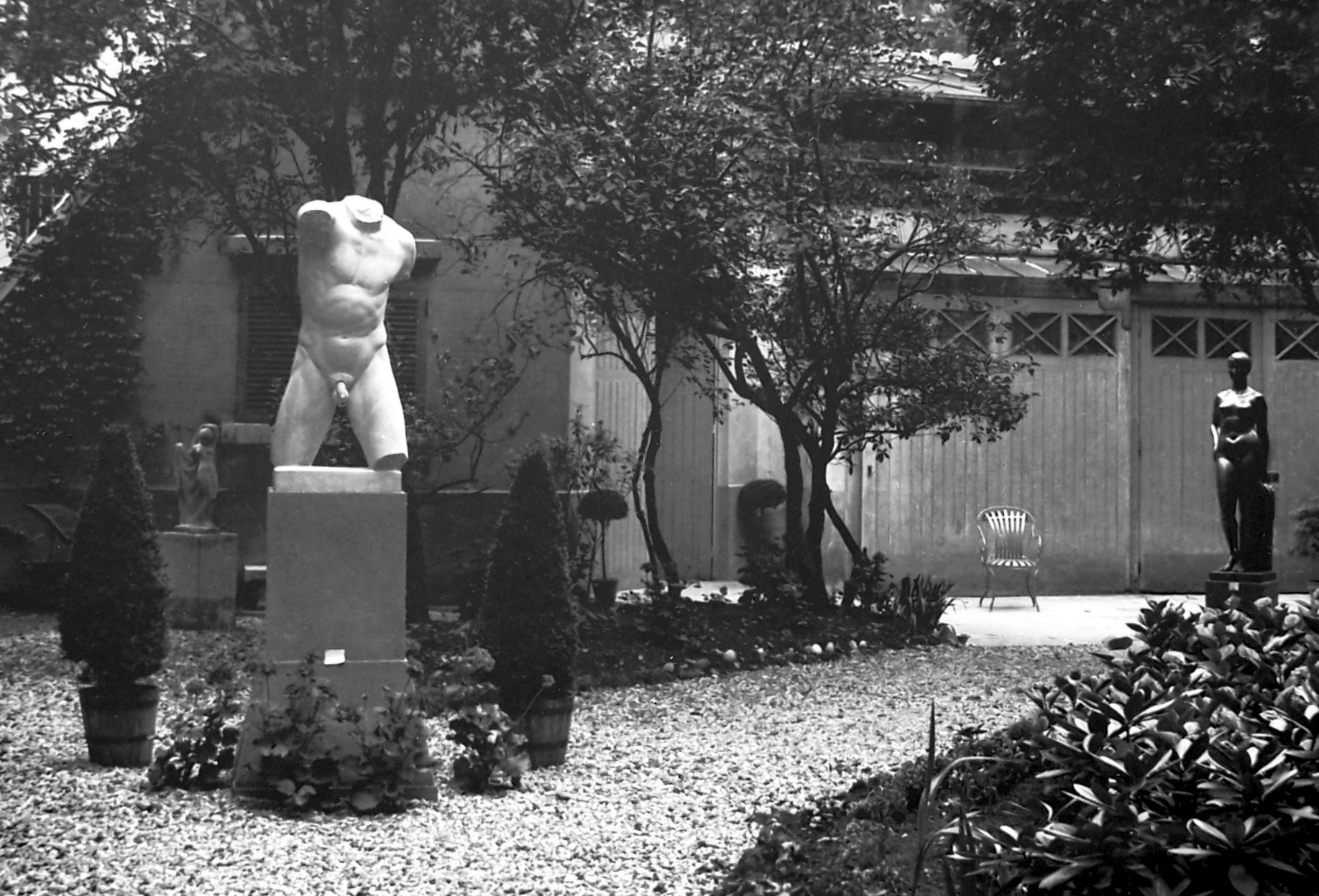
Buste de boxeur

### Jeux olympiques et exposition universelle

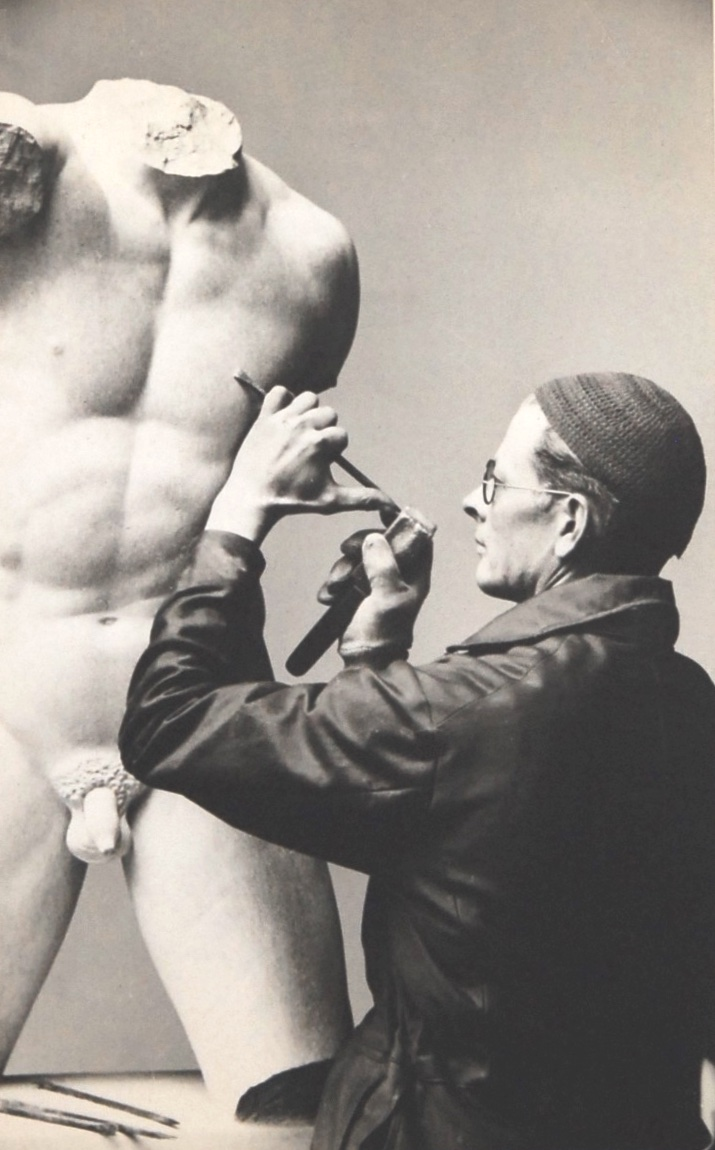
Buste de boxeur, 1930

En cette année 1936 les Jeux olympiques d'été doivent se tenir à Berlin. En raison des lois anti-juives promulguées par le régime nazi en plein essor, la question du boycott se pose aux démocraties. À cette époque figure aux Olympiades une compétition artistique ayant pour thème le sport, mais en raison des circonstances les artistes demeurent plutôt réticents. Quand l'Amérique annonce sa participation en décembre 1935, la plupart des autres pays emboitent le pas, et la date butoir des inscriptions est repoussée en raison de cette décision tardive. « L'ancien ambassadeur américain (en) Charles Sherrill, membre du comité olympique en France — militant anti-boycott mais néanmoins amateur d'art —, met à profit ce délai supplémentaire pour amadouer les artistes américains expatriés à Paris et les convaincre de participer à la compétition ». Quatre œuvres de Cecil Howard sont donc envoyées à Berlin et ne remportent aucune médaille. Au printemps 1936, le sculpteur se rend à New York pour réaliser les portraits des fils de Henry Luce, le fondateur de Time, Life, et Fortune. Ce magnat de la presse lui achètera par la suite plusieurs œuvres. L'année se termine par un second séjour à New York, cette fois en famille, à l'occasion d'une exposition Cecil Howard organisée par la galerie Carroll Carstairs, et principalement dédiée aux sport. Les mouvements sociaux nés du Front populaire entraînent de grandes perturbations sur les chantiers de l'exposition universelle de 1937, qui ouvre avec un mois de retard. Dans le pavillon des États-Unis situé en bordure de Seine à deux pas de la Tour Eiffel, le gouvernement américain expose ce qu'il considère être « représentatif du meilleur de la sculpture américaine ». On peut y voir des œuvres de Paul Manship, Jo Davidson, Gertrud Vanderbilt Whitney, ou Herbert Haseltine. Cecil Howard y présente deux œuvres grandeur nature : une version en bronze du nu féminin en pierre réalisé en 1928, placée à l'entrée du pavillon, et un buste de boxeur en mouvement, taillé dans un bloc de pierre de Chassagne et exécuté en 1930. Il est récompensé d'un grand prix pour chacune. Au même moment, à New York, le Whitney Museum expose pour la première fois les œuvres issue de ses réserves. Les sculptures d'Howard y sont représentées, comme elles le seront les années suivantes, pour le même évènement. Un an plus tard, en janvier 1938, Cecil Howard est élu membre du National Institute of Arts and Letters de New York, au département des Arts.

### Bretagne
« Si New York et Paris constituent les deux principaux centres d'activités professionnels de Cecil Howard, la Bretagne — et plus exactement la région paimpolaise — est sans aucun doute un point d’ancrage affectif important ». Il semble que ce soit ses amis américains, le couple de journalistes Viola Irwin Williams et (en) Whyte Williams, qui lui font découvrir entre 1911 et 1913, la pointe de l’Arcouest surplombant sur sa face nord l'archipel de Bréhat. À partir de 1918 et jusqu’à la seconde guerre mondiale, Cecil Howard et sa famille passeront tous leurs étés dans la petite pension de Reine Cadic, à proximité de l'embarcadère pour les îles. Durant leur enfance sur le lac Érié, en Ontario, Cecil Howard et son frère Harry se sont initiés à la pratique de la voile. À l’Arcouest, le sculpteur renoue avec cette activité et loue chaque année le même bateau : « l’Yvonne ». Il y est aussi rapidement rejoint par ses amis de Montparnasse, parmi lesquels Guy Arnoux, André Dignimont, Gérard Cochet ou Raymond Thiollière. Ce dernier est arrivé à l'Arcouest au début du siècle, avec un petit groupe d'« upéistes » et d'ouvriers anarchistes du Faubourg-Saint-Antoine. Constitués en coopérative ouvrière, ceux-ci louent le même corps de ferme chaque année. Avec la famille Howard et leurs amis peintres, la fusion est immédiate. Appelée par tout le monde « La colonie », la maison — dont les murs se couvrent de fresques — devient très vite un lieu de retrouvailles incontournable. Organisant bals, fêtes, ou théâtre dans le verger du placis, ils sont très vite adoptés par la population et deviennent des figures locales. L’été 1921, Cecil Howard prend livraison de son bateau construit durant l’hiver. Il est baptisé « La Céline », du nom de son épouse, et Yves-Marie Le Bell, ancien pêcheur d'Islande originaire de Ploubazlanec, est embauché pour l'entretien. Sur sa face sud, la pointe de l'Arcouest accueille également depuis le début du siècle, une "colonie" de scientifiques dans laquelle on retrouve le physiologiste Louis Lapicque, l'historien Charles Seignobos, les physiciens Marie Curie et sa fille Irène Joliot-Curie, épouse de Frédéric Joliot, Jean Perrin, Francis Perrin, Paul Langevin, mais aussi l'avocat et homme politique Jean Zay, pour n'en citer que quelques-uns. Ce microcosme de savants, appelée plus tard par les journalistes « Sorbonne-Plage » ou « Fort-la-Science », compte quatre prix Nobel.
À partir de 1918 les liens se resserrent entre les deux groupes : navigation, musique, danse, fête du Placis tous les ans, avec numéros de cirque, saynètes, et ventes d'objets divers au profit de la cantine scolaire de Ploubazlanec.

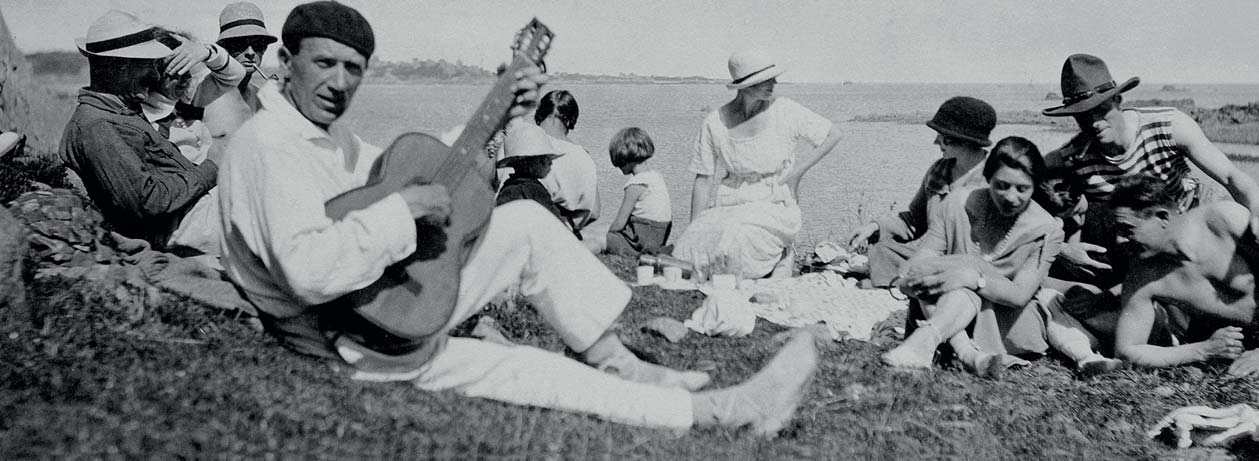
La colonie, 1920-25
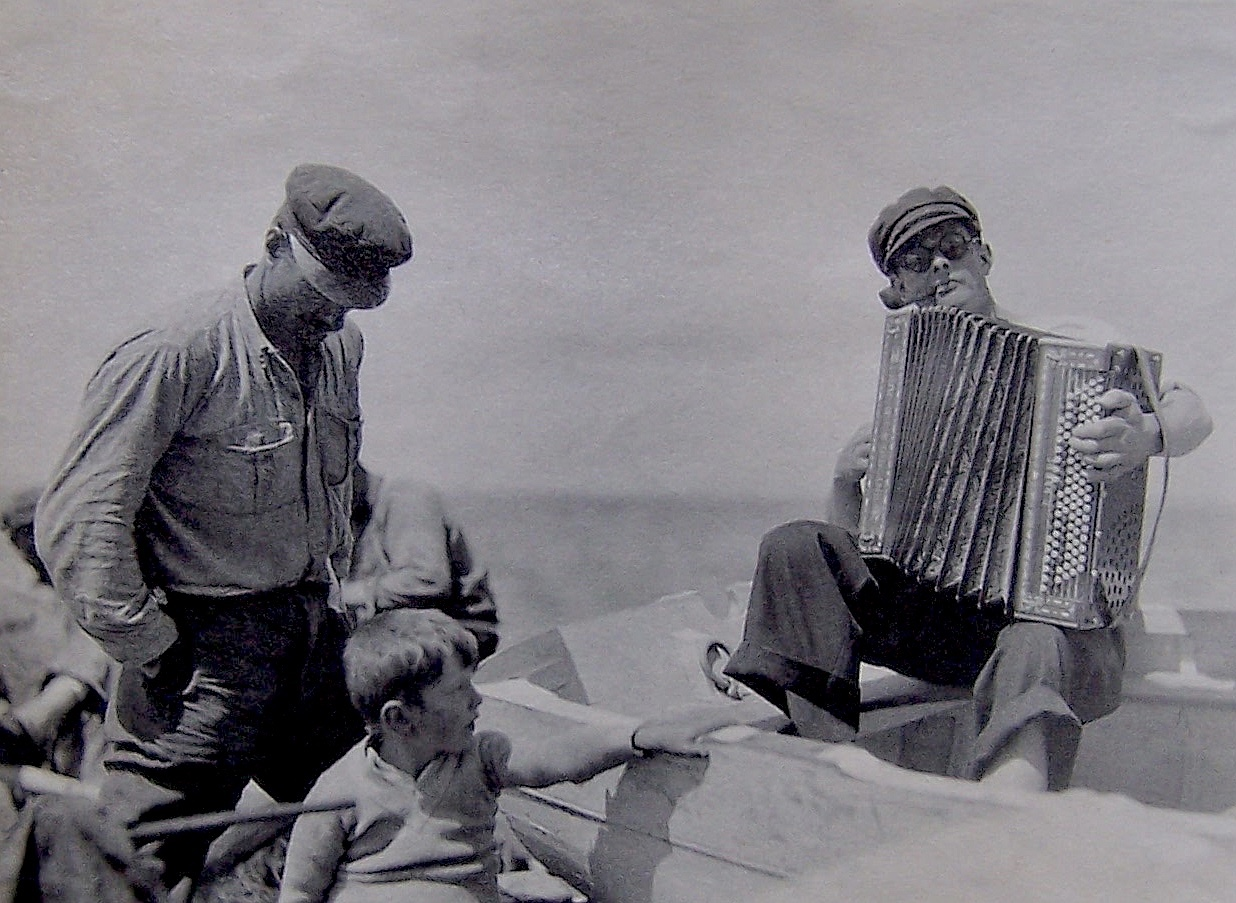
Marée basse, 1920-25
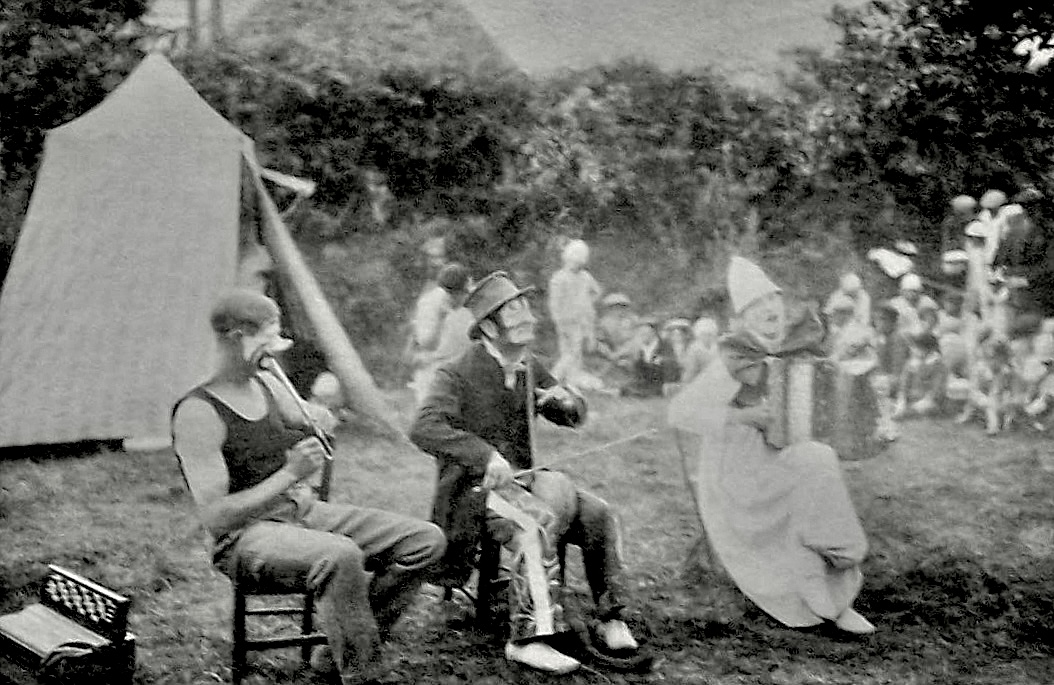
Fête annuelle,
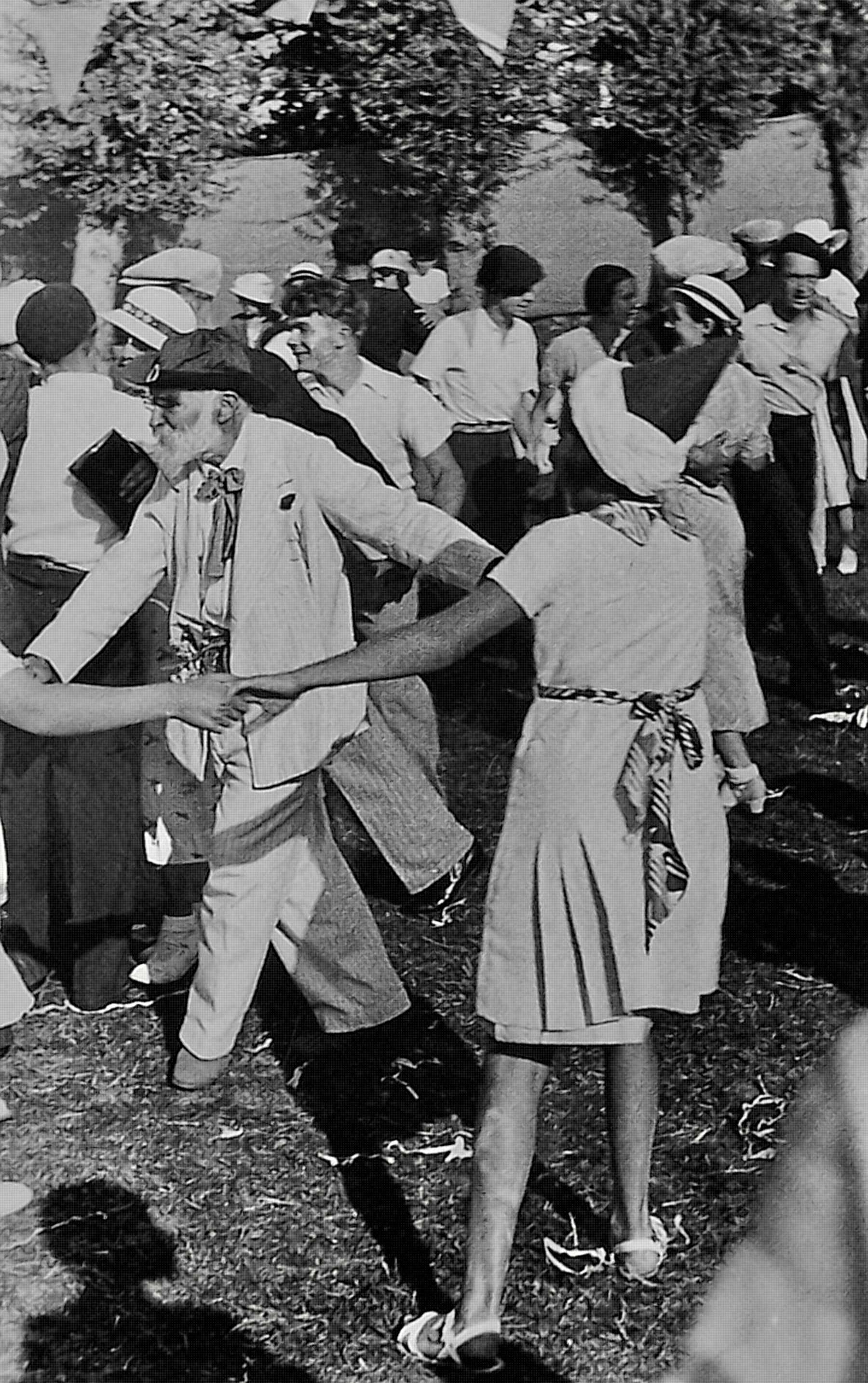
l'Arcouest,
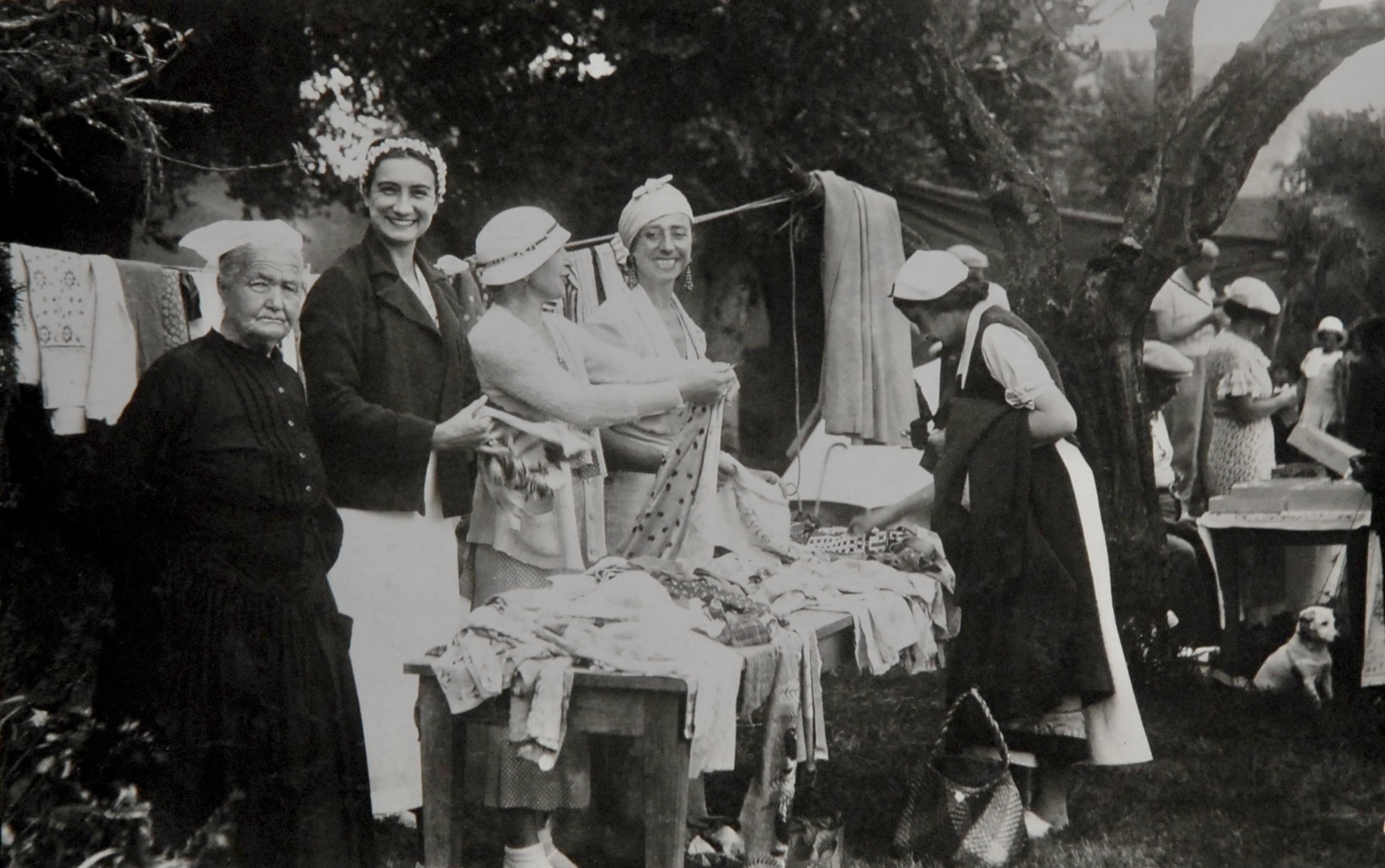
1920-30

## Deuxième guerre

### Exilé dans son propre pays
Au printemps 1939, Howard installe son atelier et ses outils à la pointe de l'Arcouest, dans une dépendance de la propriété d'Eugène Schueller. Une dizaine d'années plus tôt l'industriel l'avait devancé d'à peine une demi-heure, pour l'acquisition de ce terrain sur lequel se tient maintenant sa grande maison. Il n'y vient pas souvent mais sa femme et sa fille y passant tous leurs étés, des liens se sont tissés avec les enfants de Cecil Howard. L'homme d'affaires lui a commandé le portrait de son épouse et deux bas-reliefs en ardoise pour décorer sa salle à manger. D'autres projets sont à l'étude. Le 1er septembre 1939 l'invasion de la Pologne provoque la mobilisation générale, et deux jours plus tard la guerre est déclarée. En mars 1940, le sculpteur participe à l'exposition du Trente-septième Groupe des Artistes de ce temps, au Petit-Palais. En mai, il organise chez lui une exposition privée dans laquelle il présente, avant leur installation en Bretagne, les grands bas-reliefs en ardoise polie, commandés par Eugène Schueller.

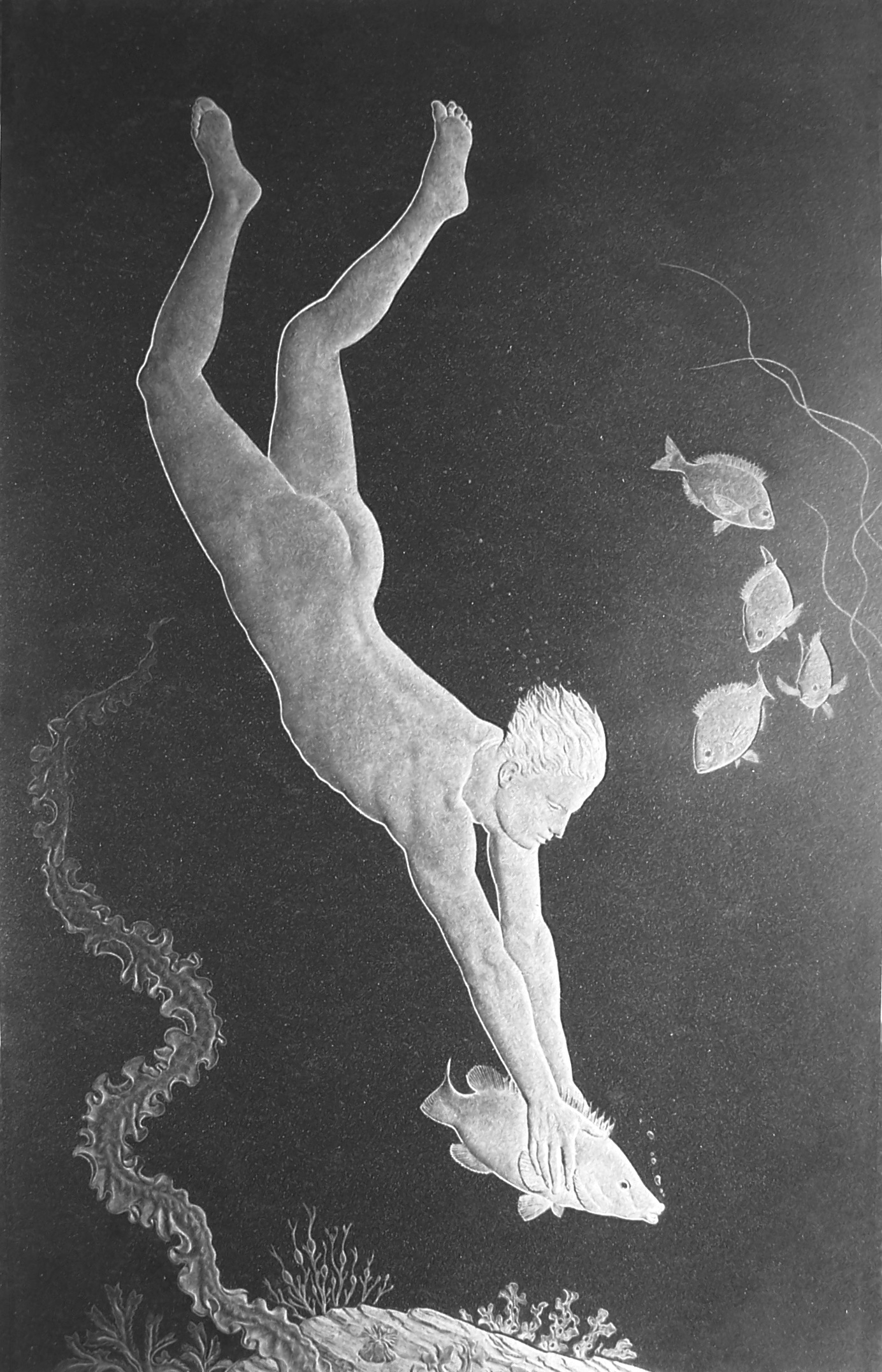
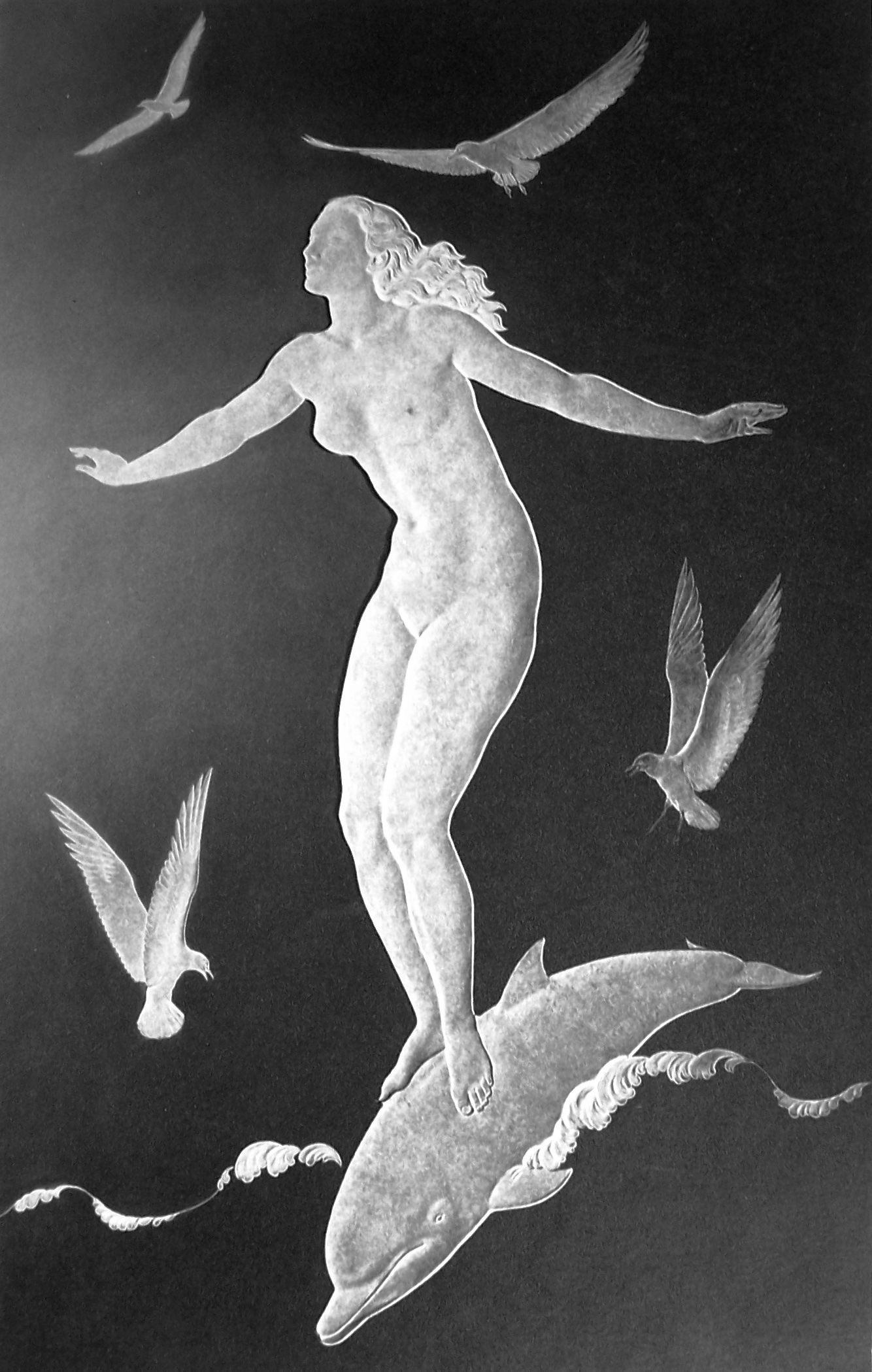

Un mois et demi plus tard les troupes allemandes entrent dans Paris. Dès le mois de juillet, Cecil Howard et son fils Noël proposent leurs services à la Croix-Rouge américaine. Ils transportent des blessés, ou ravitaillent en vivres et en médicaments les camps de prisonniers installés à la hâte autour de Paris. Les évasions fréquentes rendent vite difficiles les rapports avec les autorités nazies, et en novembre le sculpteur se résout à rejoindre les États-Unis avec sa famille, après trente-cinq ans de vie parisienne. Embarqué à Lisbonne après un long voyage en train à travers la France, l'Espagne, et le Portugal, le sculpteur et sa famille arrivent enfin à New York. N'ayant pu emporter qu'un maigre bagage, privé de ressources, ils sont hébergés par le frère du sculpteur, Harry Howard, ancien directeur général de la Standard Oil Company. Avant son départ Cecil Howard a vidé son atelier : une douzaine de statues en marbres ou en pierres, plus d'une centaine de bronzes, sans compter les nombreux plâtres, trouvent refuge dans les caves de ses amis. Il en récupérera la plupart après la libération mais ne peut en tirer aucun bénéfice pendant son exil, à l'exception toutefois du grand nu en pierre de 1928, envoyé aux États-Unis pour une exposition, juste avant l'invasion allemande. Son achat par Gertrude Vanderbilt Whitney lui permet de s'installer, en février 1941, dans un petit atelier au 40 West (en) 57th Street, dans Manhattan. À New York, Howard retrouve également le peintre américain (en) Eugene Paul Ullman présent à l'Arcouest en 1939, et Moïse Kisling. Désirant venir en aide aux artistes français vivants sous l'occupation allemande, les trois exilés fondent la Four Arts Aid Society. Enfin en octobre, le sculpteur obtient un poste d'enseignant à la (en) New York School of Applied Design for Women.

### Débarquement

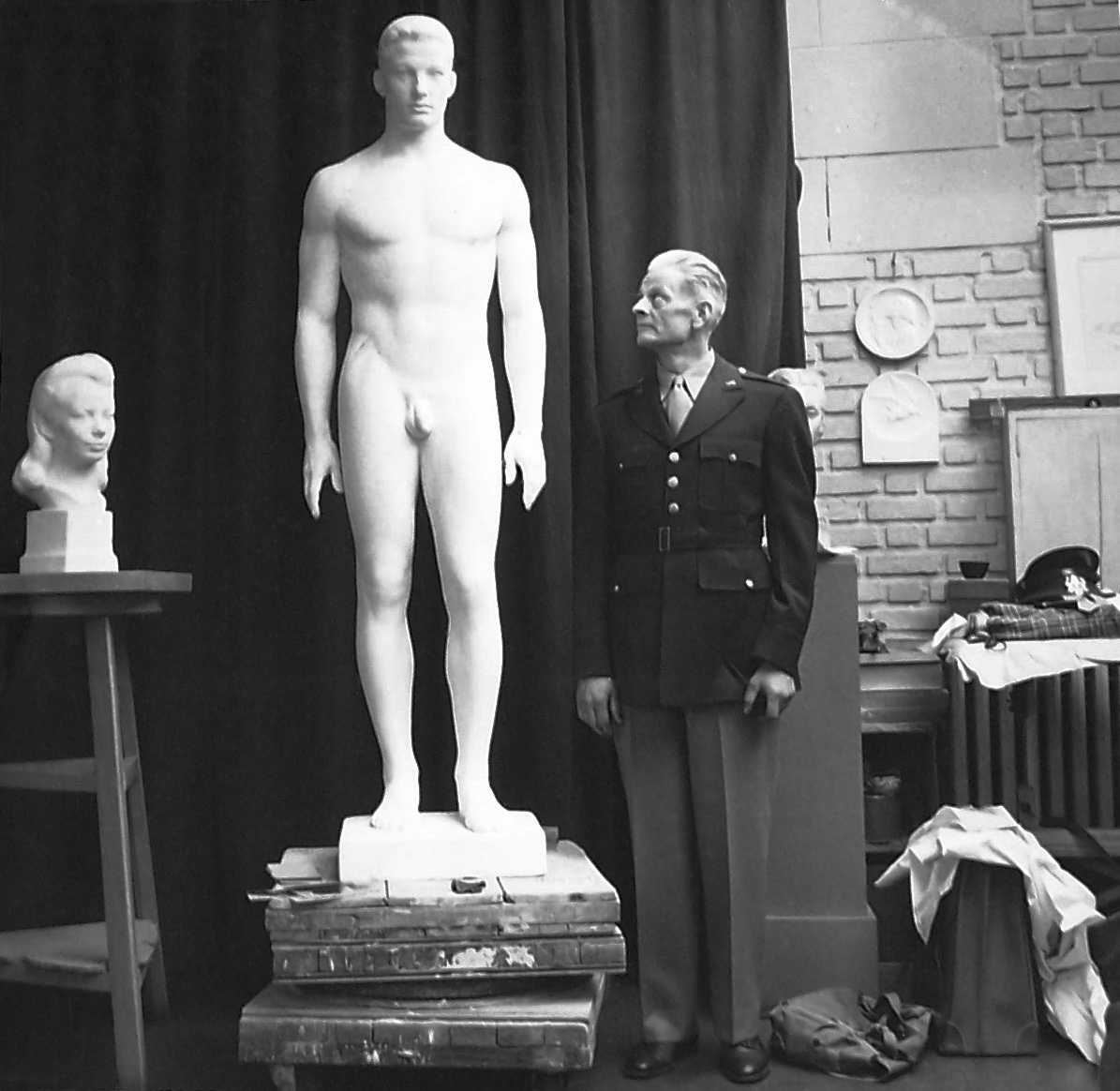
Départ pour Londres avec l'OSS, devant le portrait de sa fille Line et de American Youth/The sacrifice

Fin 1943, Cecil Howard expose à la Pennsylvania Academy of Fine Arts, un nu masculin grandeur nature, intitulé Jeunesse américaine ou Le Sacrifice. Récompensée, en 1944, par la (en) George D. Widemer Memorial Gold Medal de cette académie, l'œuvre symbolise la jeunesse américaine entrant dans la guerre, tel son fils Noël, qui suit depuis un an l'entraînement des pilotes de la US Air Force, en Californie. Contacté par l'OSS, en raison de sa connaissance de la France et des Français, le sculpteur décide alors de se porter volontaire. Il a cinquante-cinq ans. En janvier 1944, il devient le seizième président de la National Sculpture Society, mais en raison de son engagement dans l'OSS — qui vient de lui être confirmé —, la présidence par intérim sera assurée par Paul Manship, jusqu'à la fin de son mandat, en 1945. Envoyé à Washington en février, Howard entame un entraînement intensif après avoir été soumis à de multiples tests. Ce qui ne l'empêche pas d'être élu à la National Academy of Design. Le 6 avril il embarque pour Londres où il poursuit sa formation, et début juillet, quelques semaines après le débarquement, le sculpteur pose enfin le pied sur le sol français, à Utah Beach. Il est maintenant officier de renseignement de la (en) Psychological Warfare Division, avec le grade de major. Après avoir sillonné la France pour diverses missions, Cecil Howard est chargé par (en) l'Office of War Information, de répertorier les atrocités commises en Bretagne par l'armée allemande et ses supplétifs. Déclinant ensuite un transfert en Allemagne, il rejoint en février 1945 le Service des Relations Culturelles du OWI à Paris, donne sa démission le 25 juillet, et rentre à New York. Très marqué par sa mission en Bretagne, Cecil Howard est incapable de reprendre son activité de sculpteur durant plusieurs mois. Il a également compris qu'à l'approche de la soixantaine il n'est plus question pour lui de s'installer à nouveau dans une France quittée à regret, mais économiquement ruinée par la guerre.

## Après-Guerre

### Bain de soleil

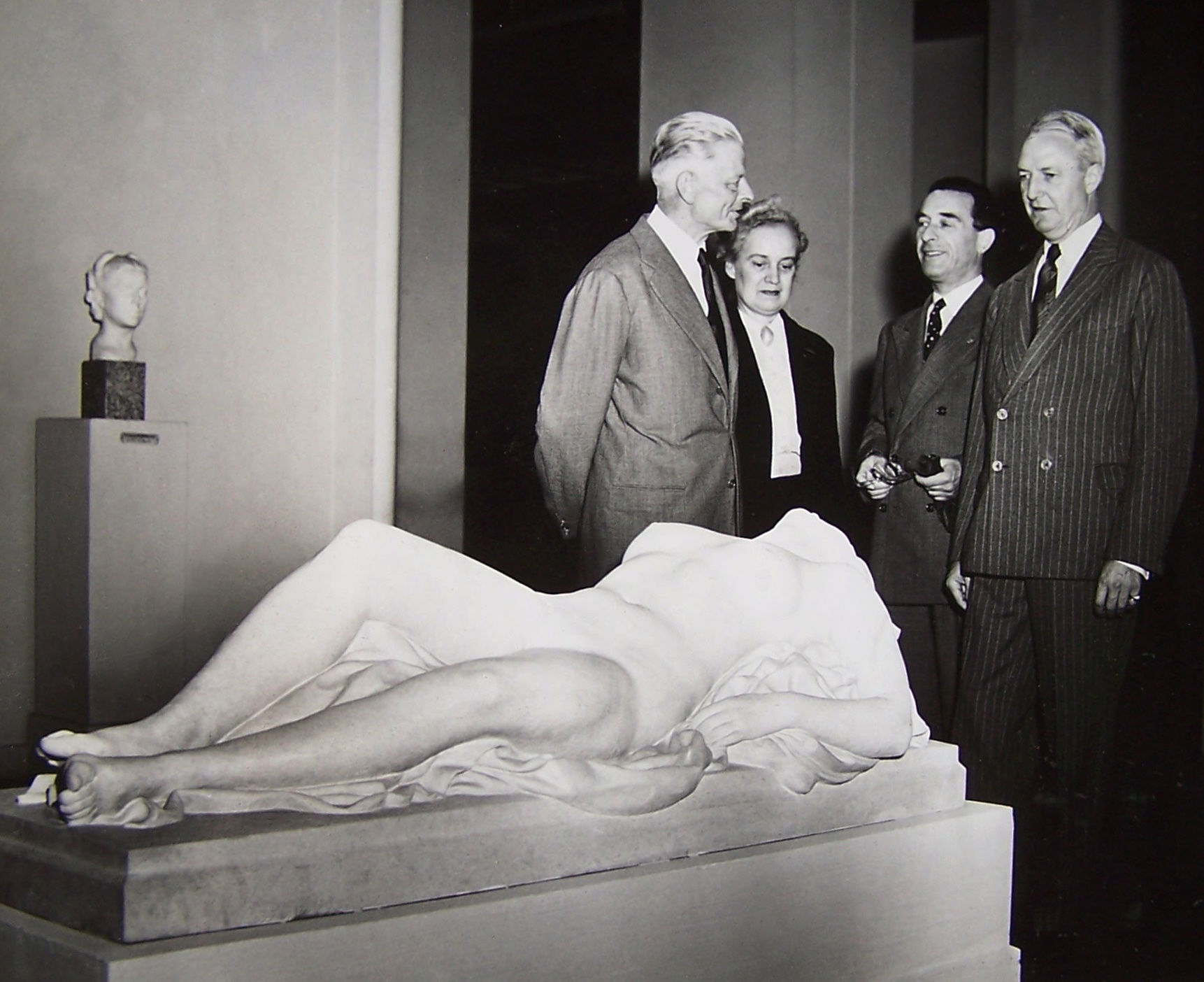
Réception de Bain de soleil, 1947

En juin 1947 Cecil Howard figure dans une exposition conjointe des collections du Whitney Museum et du Metropolitan Museum of Art. En novembre il apprend l'achat par le musée d'art moderne de la ville de Paris de sa sculpture réalisée en 1933, Bain de Soleil, et l'année se termine par son élection au poste de vice président du National Institute of Arts and Letters. Howard se concentre maintenant sur des œuvres de plus petites tailles et privilégie la technique de la cire perdue, ne permettant qu'un exemplaire unique. Plus économiques à réaliser, il peut aussi en contrôler tous les stades de la fabrication : le modelage de la cire d'abeille, la fonte, l'ébarbage, et la patine. Howard a emporté avec lui les techniques et les secrets de cet art délicat enseigné par les Valsuani, famille de fondeurs célèbres avec lesquels il a travaillé et tissé des liens d'amitié, tout au long de sa vie parisienne. Le sculpteur réalise également de nombreux portraits et reçoit régulièrement des commandes de plaques commémoratives ou de médailles, notamment de la (en) Society of Medalists. La commande la plus extravagante reçu par Howard en 1947, est certainement celle de (en) Robert L. Marx. Cet ancien étudiant en sculpture devenu l'un des grands fabricants de pipes de luxe des États-Unis, propose à la National Sculpture Society de lancer une série de pipes de collection réalisées par les grandes figures de la sculpture contemporaine. Lui-même grand amateur de cet accessoire, Cecil Howard réalise Pipe Dream, un nu féminin allongé vendu 3.500 dollars. À la suite de quoi il est élu « Fumeur de Pipe de l'Année » par le magazine Pipe Lovers, dont il fait la couverture. Jo Davidson réalise un autoportrait, et plusieurs de ses collègues se laisseront tenter par l'expérience. Howard exécute ensuite le portrait de Walter Reed, médecin militaire ayant participé aux recherches sur le vecteur de la fièvre jaune. Commandé par le Hall of Fame for Great Americans de l'Université de la Ville de New York, le buste est inauguré en grande pompe, en mai 1948. Cette année-là, le sculpteur est nommé chevalier de la Légion d'honneur par l'État français.

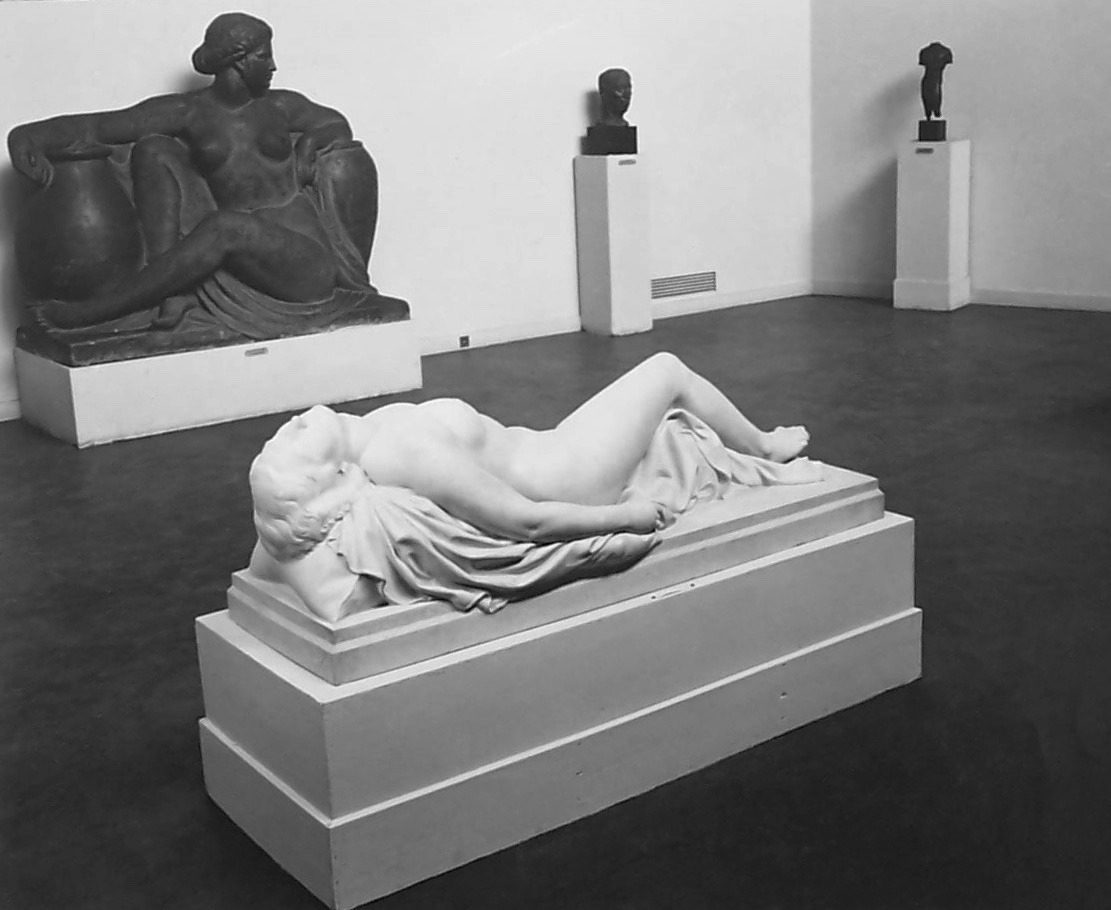
Bain de soleil
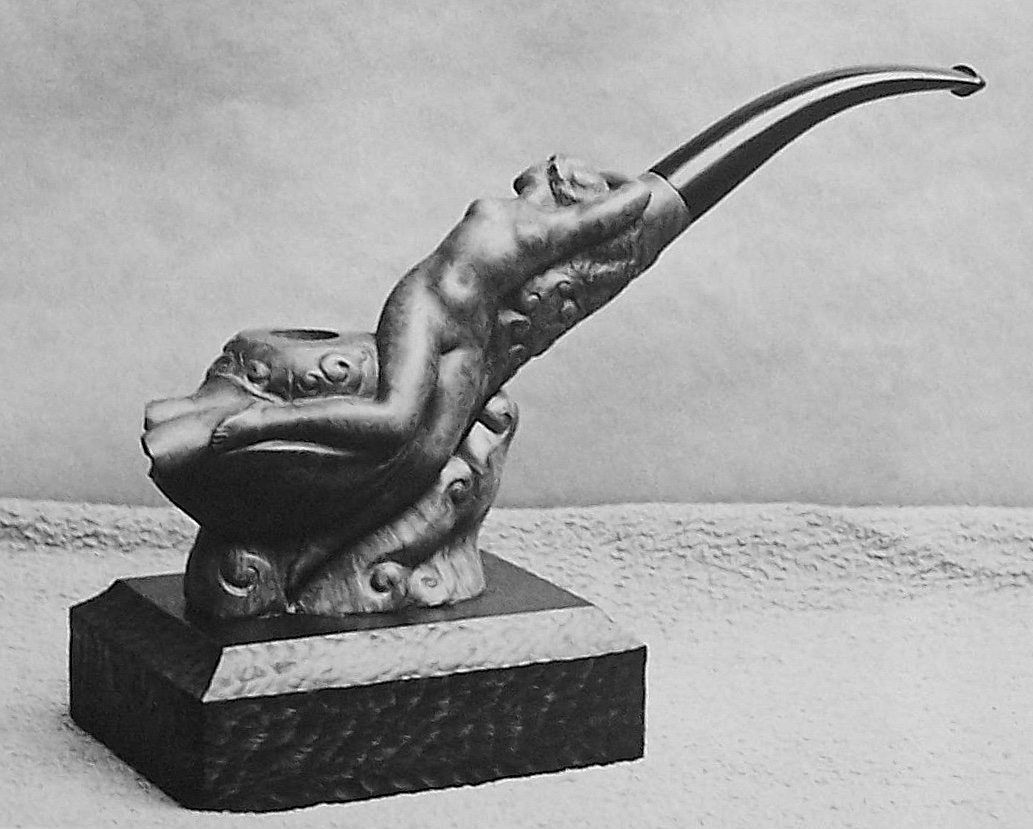
Pipe Dream
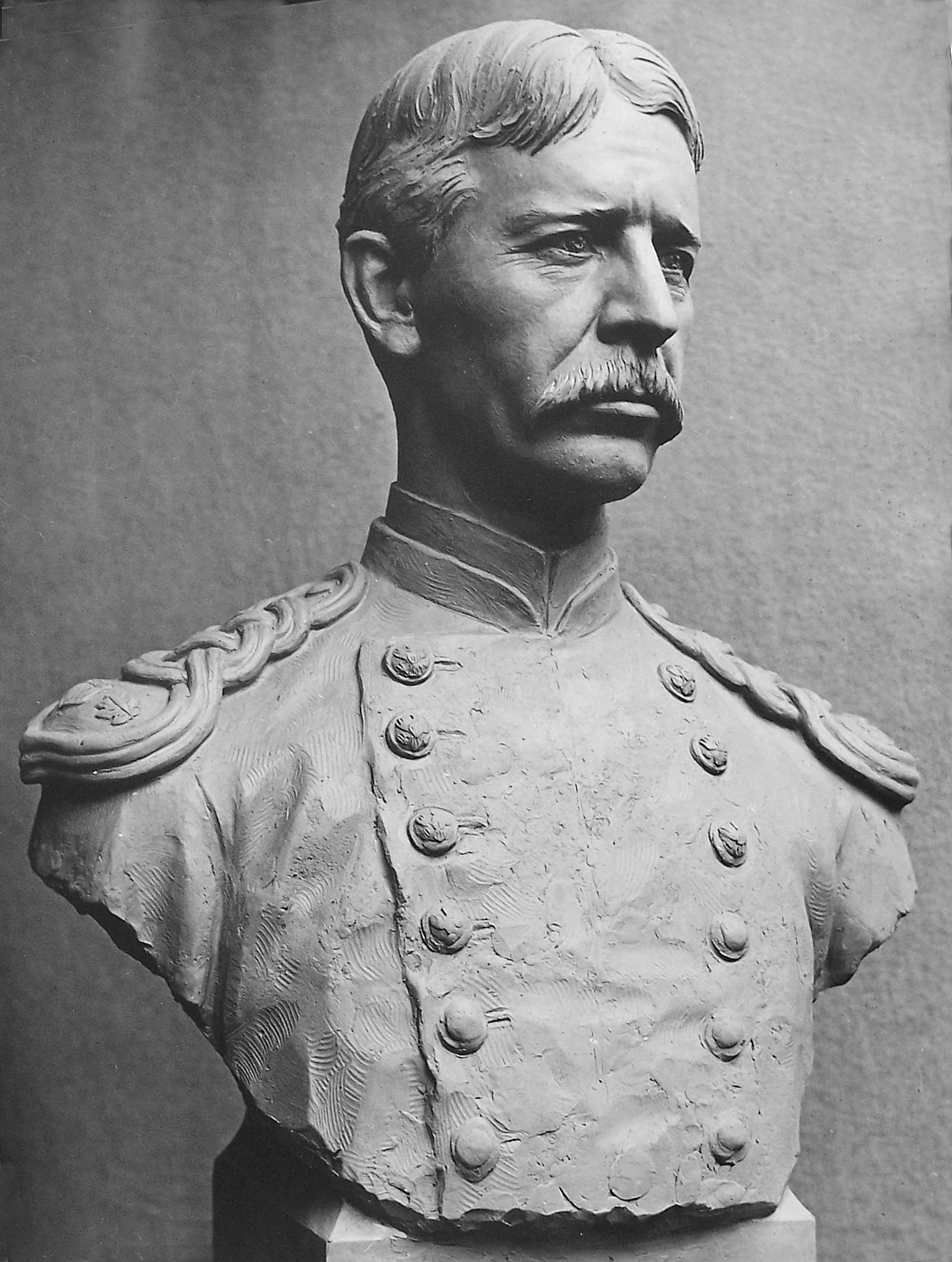
Walter Reed

### Derniers voyages

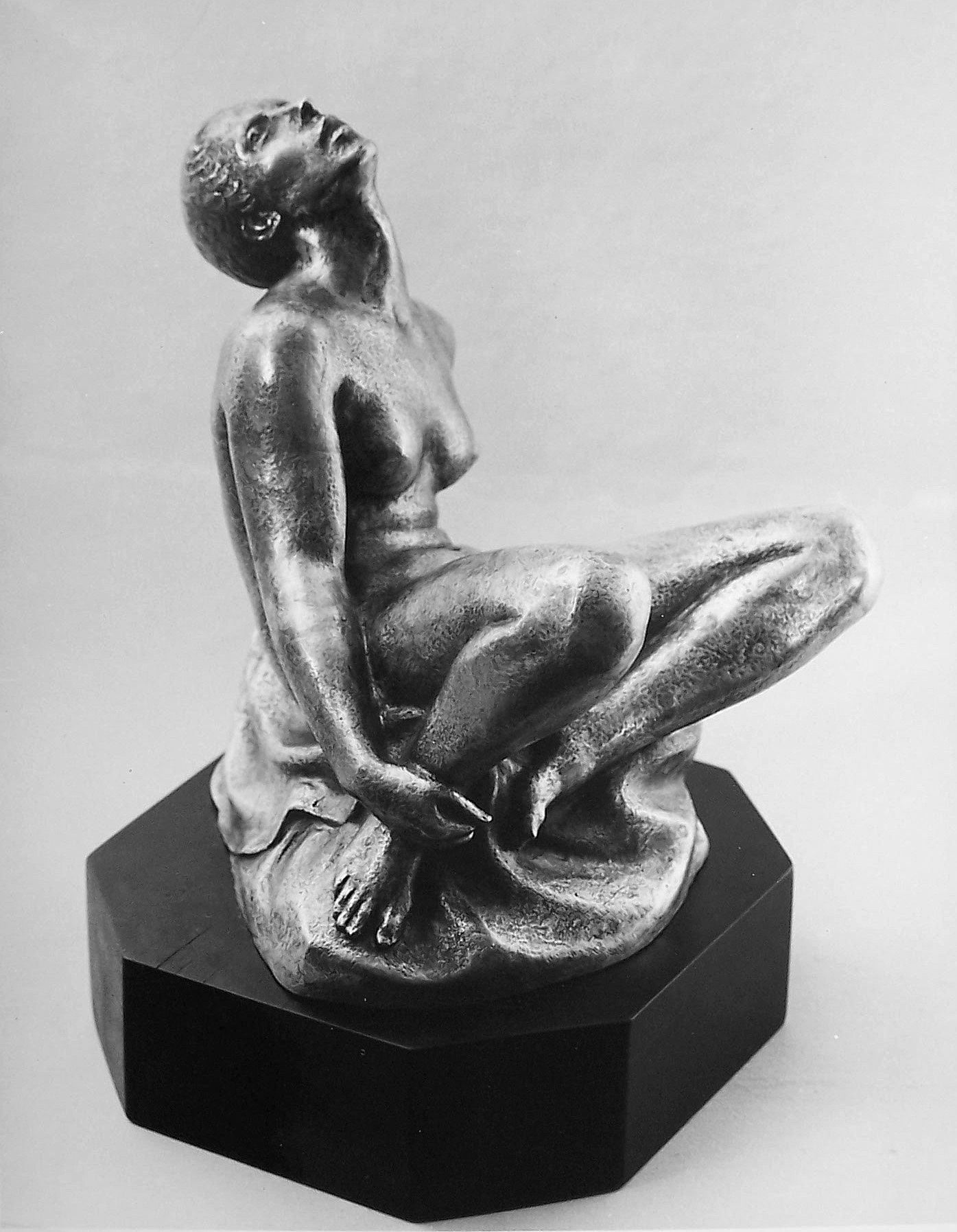
The Star Gazer

Cecil Howard se rend à Paris en 1947 pour l'entrée de Bain de soleil au musée d'art moderne de la ville de Paris, puis l'année suivante pour la remise de sa légion d'honneur. En février et mars 1948, il fait l'objet d'un long reportage photographique réalisé par Andreas Feininger pour le magazine Life. Après un dernier séjour parisien en 1950, le sculpteur ne franchira plus l'Atlantique. Howard donne maintenant des cours quatre fois par semaine au (en) Rinehart (en) School of Sculpture, faisant partie du (en) Maryland Institute College. En juillet 1951 il écrit un article de trois pages sur Paris dans THINK Magazine, et participe en décembre à une exposition organisée par le Metropolitan Museum of Art. Il y présente Le Sacrifice, récompensée par la George D. Widemer Memorial Gold Medal en 1943. Au cours de l'année 1952 il réalise sa dernière sculpture de grande taille : un nu féminin en terre cuite, grandeur nature, commandé par Lila Tyng, première épouse du fondateur de Time Magazine, Henry Luce. La statue sera exposée en 1954 à l'exposition annuelle du Whitney Museum. En 1953, lors de la 20e exposition annuelle de la National Sculpture Society, le sculpteur reçoit la (en) Herbert Adams Memorial Award Medal. En 1954 la médaille d'or de sculpture lui est décernée à l'unanimité, lors de l'exposition de la National Gold Medal of the Architectural League of New York. Cette médaille très convoitée récompense Of the Essence, le torse d'homme réalisé en 1926, mais aussi le gisant d'Audrey Herbert datant de 1924, et les deux monuments aux morts de 1919. Cette année-là Cecil Howard fait partie du film Uncommon Clay de Thomas Craven, qui brosse le portrait de six grandes figures de la sculpture américaine contemporaine, dont James Earle Fraser, son premier mentor à l'Art Students League de Buffalo. Il est également commissionné pour terminer le buste de l'ancien maire de New York, Fiorello LaGuardia, dont la réalisation confiée à Jo Davidson a été interrompue par son décès, en 1952. À l'automne 1955 Howard présente au Brooklyn Museum une statuette en argent appelée The Star Gazer. L'œuvre est commandée pour une exposition itinérante — Sculpture in Silver from Islands in Time — sponsorisée par un grand orfèvre et proposant des sculptures en argent allant de l'antiquité à l'époque contemporaine. Le sculpteur donne maintenant des cours de dessin à la Parsons School of Design et rédige un second article pour THINK Magazine sur la pratique de l'escrime. Rattrapé par la maladie dont les effets ont commencé à se faire sentir un an plus tôt, Cecil Howard meurt d'un cancer du système lymphatique au Mont Sinai Hospital de New York, le 5 septembre 1956.

### Post mortem
En 1957, à titre posthume, le sculpteur reçoit la Elisabeth N. Watrous Gold Medal de la National Academy of design, et une rétrospective Cecil Howard est présentée à la (en) Century Association Gallery sous les auspices de la National Sculpture Society. Sont exposées soixante-quatre œuvres prêtées par le Whitney Museum, la National Academy of design, et diverses collections privées. Pour la célébration du cinquantenaire de l'Armory Show en 1963, une statue du sculpteur est exposée à l'International Exhibition of Modern Art, organisée par l'Association of American Painters and Sculptors.
À Paris en 1994, une rétrospective Cecil Howard est organisée par la galerie Vallois, et en 2009 par la galerie municipale de la Halle, à Paimpol.

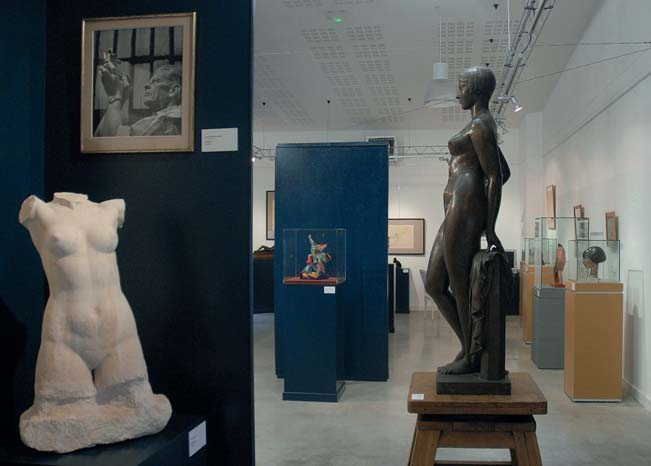
Paimpol, galerie municipale de la Halle
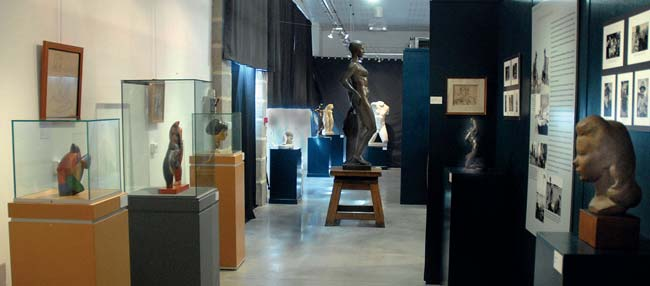
Rétrospective Cecil Howard, 2009

En 2011, une réduction de Of the Essence, le torse d'homme en pierre de Bourgogne réalisé en 1928, est exposé au Brooklyn Museum de New York dans l'exposition (en) Youth and Beauty : Art of the American Twenties. L'exposition voyage ensuite en 2012, au Dallas Museum of Art et au Cleveland Museum of Art.
À Paris, en 2016, trois œuvres cubistes sont présentées au musée de l'Orangerie dans le cadre de l'exposition Apollinaire : Le regard du poète, du 5 avril au 18 juillet.

### Musées
- Albright-Knox Art Gallery of Buffalo
- American Museum of Natural History of New York
- (en) Brookgreen Gardens of (en) Murrells Inlet
- Hall of Fame for Great Americans at Bronx Community College
- Musée d’Art Moderne de la Ville de Paris
- (en) Newark Museum
- (en) Smithsonian American Art Museum of Washington
- Whitney Museum of American Art of New York

#### Ouvrages en français
- Guillaume Apollinaire, Les Mamelles de Tirésias : Drame surréaliste en deux actes et un prologue, Éditions SIC, 1918, 108 p. (lire en ligne).
- André Bay, Adieu Lucy : Le roman de Pascin, vol. 1, Paris, Albin Michel, 1984, 427 p. (ISBN 2-226-01959-6).
- Philippe Brun, André Dignimont : 1891-1965, Paris, Dittmar, 2014, 165 p. (ISBN 978-2-916294-45-2 et 2-916294-45-7).
- Laurence Campa et Peter Read, Guillaume Apollinaire : Correspondance avec les artistes 1903-1918, Paris, Gallimard, 2009, 944 p. (ISBN 978-2-07-078404-2).
- Collectif, sous la direction de Laurence des Cars, directrice du musée de l’Orangerie, Apollinaire : Le regard du poète, vol. 1, Paris/Paris, Coédition Musées d’Orsay et de l’Orangerie / Gallimard, 2016, 320 p. (ISBN 978-2-07-017915-2).
- Germaine Coupet et Céline Coupet, Nouvelles paysannes et souvenirs d'enfance, présentés par Martine & Bertrand Willot, association La Vie d'Artiste, Bassac, Plein Chant, 2006, 334 p. (ISBN 2-85452-279-6).
- Joë Hamman, Du Far West à Montmartre : Un demi-siècle d'aventures, vol. 1, Les Éditeurs Français Réunis, 1962, 235 p..
- Edward Horswell, Rembrandt Bugatti : Une vie pour la sculpture, Editions Sladmore Gallery et de l'Amateur, 2006, 275 p. (ISBN 978-2-85917-451-4).
- Olivier Levasseur, Cecil Howard, un Américain à Paimpol, Paimpol, Ville de Paimpol, 2010, 16 p. (ISBN 978-2-9535554-0-0).
- Michel Pinault, Frédéric Joliot-Curie, Paris, Odile Jacob, 2000, 736 p. (ISBN 2-7381-0812-1).
- Peter Read, Apollinaire et les Mamelles de Tirésias : La revanche d'Éros, Rennes, Presses Universitaires Rennes, 2000, 246 p. (ISBN 2-86847-491-8, BNF 37195522).

#### Ouvrages en anglais
- (en) Anonyme, Cecil Howard : The american sculptors series, vol. 10, University of Georgia Press in collaboration with the National Sculpture Society, 1950, 50 p.
- (en) William Barney, The Art and Artists of Buffalo : Adventures in western New York history, vol. 25, Buffalo & Erie County Historical Society, 1979, 24 p. (lire en ligne).
- (en) Teresa A. Carbone, Youth and Beauty : Art of the American Twenties, Skira Rizzoli Publications, Inc., 2011, 304 p. (ISBN 978-0-87273-167-7).
- (en) Janis Conner, Rediscoveries in American Sculpture : Studio Works 1893-1939, Austin : University of Texas Press, 1989, p. 63-70.
- (en) Constance Crawford, Babette, Elisabeth Ullman Wills : Her life as told to and written by Constance Crawford, iUniverse, Inc., 2005, 155 p.
- (en) Jo Davidson, Between sittings : An informal autobiography of Jo Davidson, The Dial Press, New York, 1951, 369 p.
- (en) B. H. Friedman et Flora Miller Irving, Gertrude Vanderbilt Whitney, Doubleday & Company, Inc., 1978, 684 p. (ISBN 0-385-12994-7).
- (en) Kathleen Howard, Confessions of an opera singer, Alfred A. Knopf, New York, 1918, 300 p. (lire en ligne).
- (en) Billy Klüver et Julie Martin, Dictionary of Artists' Models, Jill Berk Jiminez, London, Chicago, Fitzroy Dearborn, 2001, 624 p.
- (en) Beatrice Gilman Proske, Brookgreen Garden Sculptures, vol. 1, Brookgreen Gardens, 1968, 575 p.
- (en) Lorado Taft, Modern tendencies in sculpture, The University of Chicago Press for the Art Institute of Chicago, 1921, 152 p. (lire en ligne), p. 145-146.
- (en) Jacques Ullman, Paul Ullman : Painter 1906-1944, Blurb Inc., 2002, 36 p.